# ピエール＝オーギュスト・ルノワール
ピエール＝オーギュスト・ルノワール（Pierre-Auguste Renoir 発音例、1841年2月25日 - 1919年12月3日）は、フランスの印象派の画家。後期から作風に変化が現れ始めたため、ポスト印象派の画家の一人として挙げられることもある。

## 概要
| フランス イギリス オランダ ドイツ ベルギー スイス イタリア スペイン パリ リモージュ エソワ カーニュ＝シュル＝メール 地中海 |

ルノワールは、1841年、フランス中南部のリモージュで貧しい仕立屋の息子として生まれ、1844年（3歳）、一家でパリに移り住んだ。聖歌隊に入り、美声を評価されていた。1854年（13歳）、磁器の絵付職人の見習いとなったが、1858年（17歳）、失業した。その後は扇子の装飾など職人としての仕事を手がけていた（→出生、職人時代）。
1861年（20歳）、画家になることを決意してシャルル・グレールの画塾に入り、ここでモネ、シスレー、バジールら画家仲間と知り合った。フォンテーヌブローの森で一緒に写生もしている（→画塾時代（1860年代初頭））。1864年（23歳）、サロン・ド・パリに初入選し、以後度々入選している。経済的に苦しい中、親友バジールのアトリエを共同で使わせてもらった時期もあった。1869年（28歳）、ルーヴシエンヌの両親の家に滞在している時、モネとともに行楽地ラ・グルヌイエールでキャンバスを並べ、印象派の特徴の一つである筆触分割の手法を生み出していった（→サロンへの挑戦（1863年 - 1870年））。1870年（29歳）、普仏戦争が勃発し、騎兵隊に従軍したが、1871年（30歳）、パリ・コミューンの動乱に揺れるパリに戻った。スパイと間違われ、一時逮捕される出来事もあった（→普仏戦争（1870年 - 1871年））。
パリ・コミューン終息後のサロンは保守性を増し、ルノワールや仲間の画家たちは落選が続いた。こうしたこともあって、モネやピサロとともに、共同出資会社を設立し、1874年（33歳）、サロンから独立したグループ展を開催した。後に「第1回印象派展」と呼ばれる展覧会である。写実性と丁寧な仕上げを重視するアカデミズム絵画が規範であった当時、新しい表現を志したグループ展は、世間から酷評にさらされ、経済的にも成功しなかった（→第1回印象派展まで（1871年 - 1874年））。1876年（35歳）には第2回展に参加、1877年（36歳）には第3回展に参加して大作『ムーラン・ド・ラ・ギャレットの舞踏会』を出したが、これらも厳しい評価を受けた。その一方で、ヴィクトール・ショケ、ジョルジュ・シャルパンティエといった愛好家も獲得していき、特にシャルパンティエ夫妻はルノワールの重要なパトロンとなった（→第2回・第3回印象派展（1875年 - 1877年））。
1878年（37歳）、経済的見通しを重視してサロンに再応募し、入選した。その後サロンへの応募・入選を繰り返し、一方で第4回から第6回までの印象派展からは離脱した。私生活では、1879年（38歳）頃、未来の妻となるアリーヌと知り合い、交際を始めた（→サロンへの復帰（1878年 - 1880年））。この頃、形態が曖昧になりがちな印象派の技法に限界を感じていたところ、1881年（40歳）の時にアルジェリア、次いでイタリアに旅し、特にローマでラファエロの作品に触れて大きな感銘を受けた。画商ポール・デュラン＝リュエルの奔走を受けて1882年（41歳）の第7回印象派展に『舟遊びをする人々の昼食』などを出すが、この頃から明確な輪郭線が現れ始め、古典主義への関心が強まっている（→アルジェリア旅行・イタリア旅行（1880年代初頭））。そして、1883年（42歳）頃から1888年（47歳）頃にかけて、デッサン重視で冷たい「アングル風」の時代が訪れ、その集大成として『大水浴図』を制作した（→古典主義への回帰（1880年代半ば - 後半））。
1890年代以降は「アングル風」を脱し、温かい色調の女性裸体画を数多く制作している。評価も定まり、『ピアノに寄る少女たち』が政府買上げになったり、勲章を授与されたりしている。私生活では、アリーヌと正式に結婚し、子にも恵まれた（→評価の確立（1890年代））。関節リウマチの療養のためもあって、南仏で過ごすことが多くなり、1900年代から晩年までは、カーニュ＝シュル＝メールで過ごし、リウマチと戦いながら最後まで制作を続けた（→南仏カーニュ（1903年 - 1919年））。

## 生涯

### 出生、職人時代
ルノワールは、1841年、フランス中南部の磁器の町リモージュで生まれた。7人兄弟の6番目であったが、上の2人は早世し、他に兄2人、姉1人、弟1人がいた。父レオナールは仕立屋、母マルグリットはお針子であった。後の印象派の画家たちがブルジョワ階級出身だったのに対し、ルノワールは1人労働者階級出身であった。
1844年、一家でパリに移住した。ルーヴル美術館の近くで、当時は貧しい人が暮らす下町であった。幼い頃から絵への興味を示していたが、美声でもあったルノワールは、1850年頃（9歳前後）、作曲家のシャルル・グノーが率いるサン・トゥスタッシュ教会の聖歌隊に入り、グノーから声楽を学んだ。ルノワールの歌手としての才能を高く評価したグノーは、ルノワールの両親にルノワールをオペラ座の合唱団に入れることを提案したが、父親の知人からルノワールを磁器工場の徒弟として雇いたいという申出があったことから、グノーの提案を断り、聖歌隊も辞めた。
1854年、磁器工場に入り、磁器の絵付職人の見習いとなるが、産業革命や機械化の影響は伝統的な磁器絵付けの世界にも影響し、1858年に職人としての仕事を失うこととなった。ルノワールは、後に次のように回想している。
ルノワールは、次に扇子の装飾を仕事にし、アントワーヌ・ヴァトーやフランソワ・ブーシェの有名な名作を複製した扇子を繰り返し描いた。この時、ルノワールは、ブーシェやジャン・オノレ・フラゴナールといった18世紀のロココ絵画に興味を持つようになったようである。その後、メダル制作の紋章描き、窓の日除けの装飾、カフェの壁の装飾など、職人としての仕事を次々手がけた。仕事の合間に無料のデッサン学校に通い、1860年には、ルーヴル美術館で模写する許可を得た。特に、色彩派と言われるルーベンス、ブーシェ、フラゴナールを好んだ。

### 画塾時代（1860年代初頭）

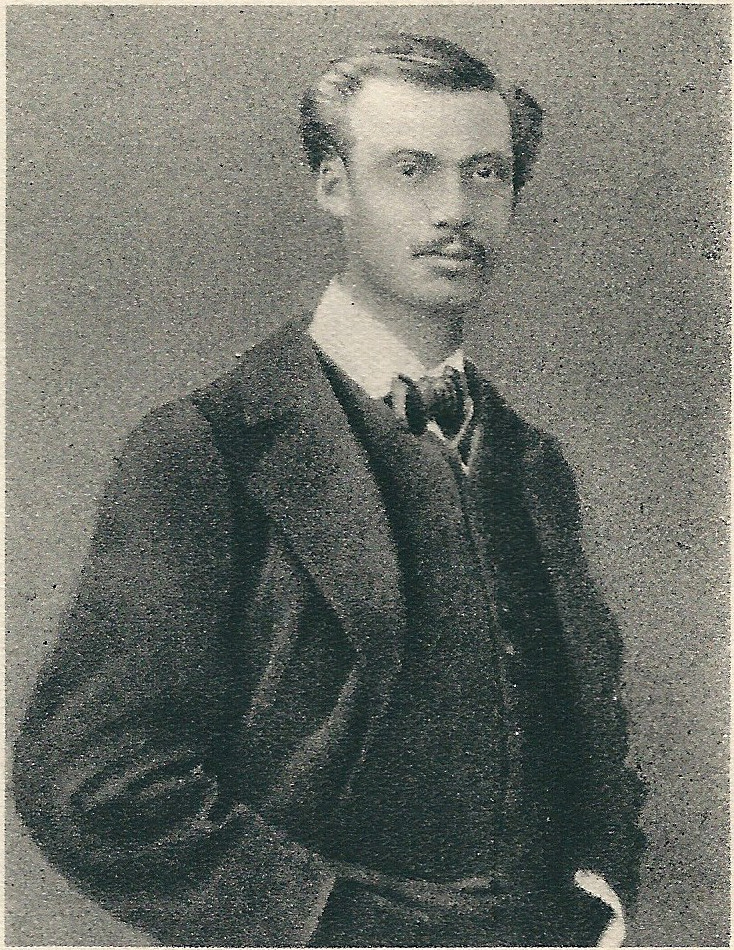
1861年の写真。

ルノワールは、画家になることを決意し、1861年11月、シャルル・グレールのアトリエ（画塾）に入った。ここでクロード・モネ、アルフレッド・シスレー、フレデリック・バジールら、後の印象派の画家たちと知り合った。また、近くにアトリエを持っていたアンリ・ファンタン＝ラトゥールとも知り合った。グレール自身は、保守的なアカデミズムの画家であったが、生徒たちに、安い費用で、モデルを使って自由に描くことを許していたので、様々な傾向の画学生が集まっていた。ルノワールは、後に、グレールは「弟子にとって何の助けにもなってくれなかった」が、「弟子たちに思うようにさせる」という長所はあったと振り返っている。グレールが、画塾で制作中のルノワールの色遣いを見て、「君、絵具を引っかき回すのが、楽しいんだろうね。」と言うと、ルノワールが「もちろんです。楽しくなければやりません。」と応えたというエピソードが知られている。グレールの保守的な指導に飽き足らない点で、モネやルノワールは共感を深めていった。もっとも、ルーヴル美術館を毛嫌いするモネと異なり、ルノワールは、友人アンリ・ファンタン＝ラトゥールとともにルーヴルに行き、18世紀フランスの画家たちを好んで研究した。
また、1862年4月にはエコール・デ・ボザール（官立美術学校）にも入学し、古典的なデッサン教育も並行して受けた。ここでは、夜間のデッサンと解剖学の授業に出席していたが、油彩画の習作をクラスに持って行ったところ、教師シニョルから、赤い色の使い方について批判され、「もう1人のドラクロワになったりしないよう気を付けることだ！」と警告されたという。当時、豊かな色彩を用いるドラクロワは、デッサンを重視する新古典主義が支配するアカデミーから排撃されていた。エコール・デ・ボザールで行われた1863年の構図の試験では、受験者12人中9番、1864年の彫刻とデッサンの試験では、106人中10番という成績を残している。
1863年には、バジール、モネ、シスレーとともにシャイイ＝アン＝ビエールに行き、フォンテーヌブローの森で写生している。ルノワールが戸外で制作していると、義足の男が現れ、「デッサンは悪くないが、一体どうしてこんなに黒く塗りつぶしてしまうんだね」と評したという。この男は、バルビゾン派の画家ナルシス・ヴィルジル・ディアズ・ド・ラ・ペーニャであり、その後、ディアズは、経済的に苦しいルノワールのために画材代の支援や助言をするようになり、ルノワールもディアズを尊敬するようになった。この年、グレールは、健康上・財政上の理由で画塾を閉鎖することとなった。

### サロンへの挑戦（1863年 - 1870年）

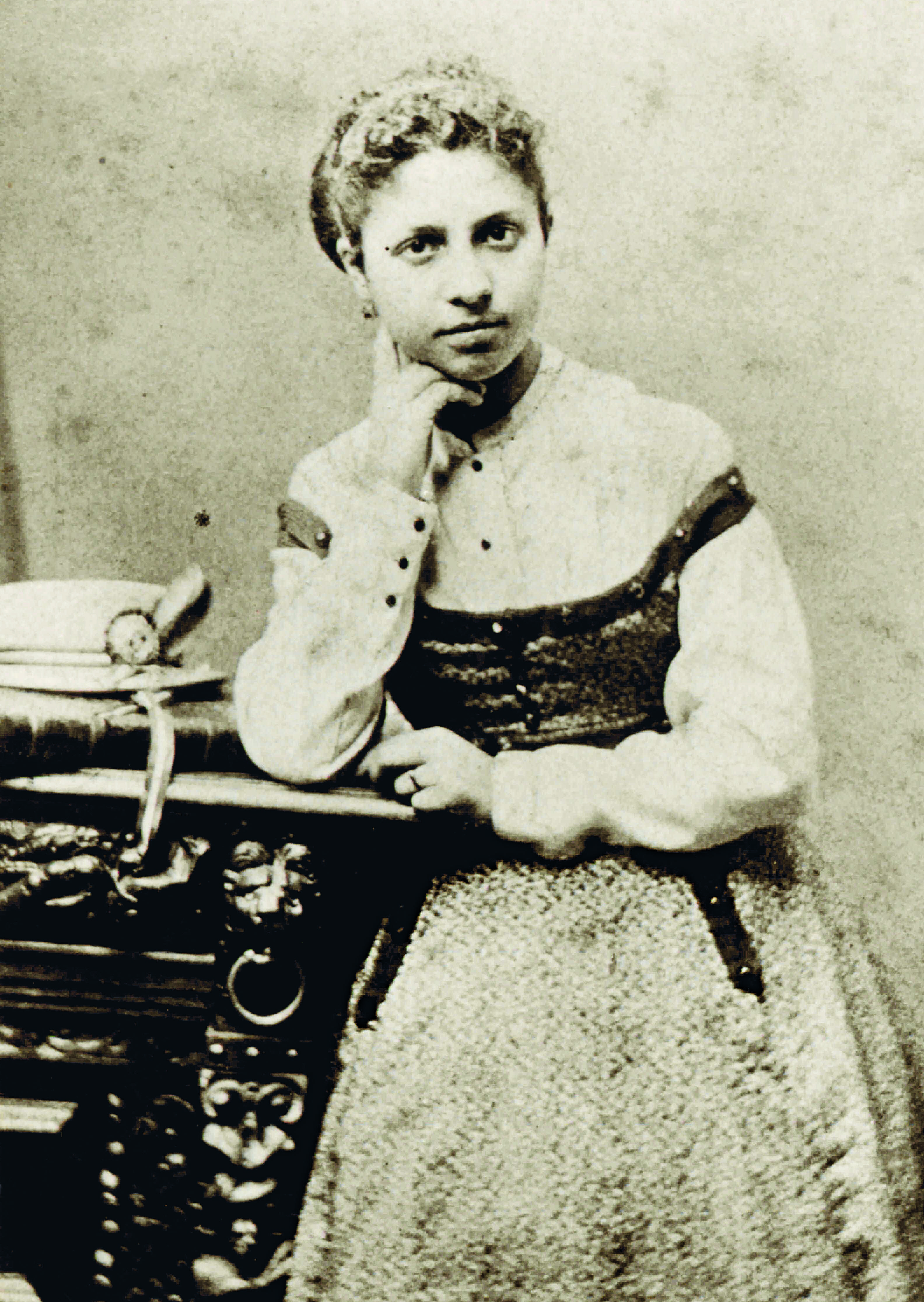
ルノワールの恋人でモデルとなったリーズ・トレオ（1864年）。

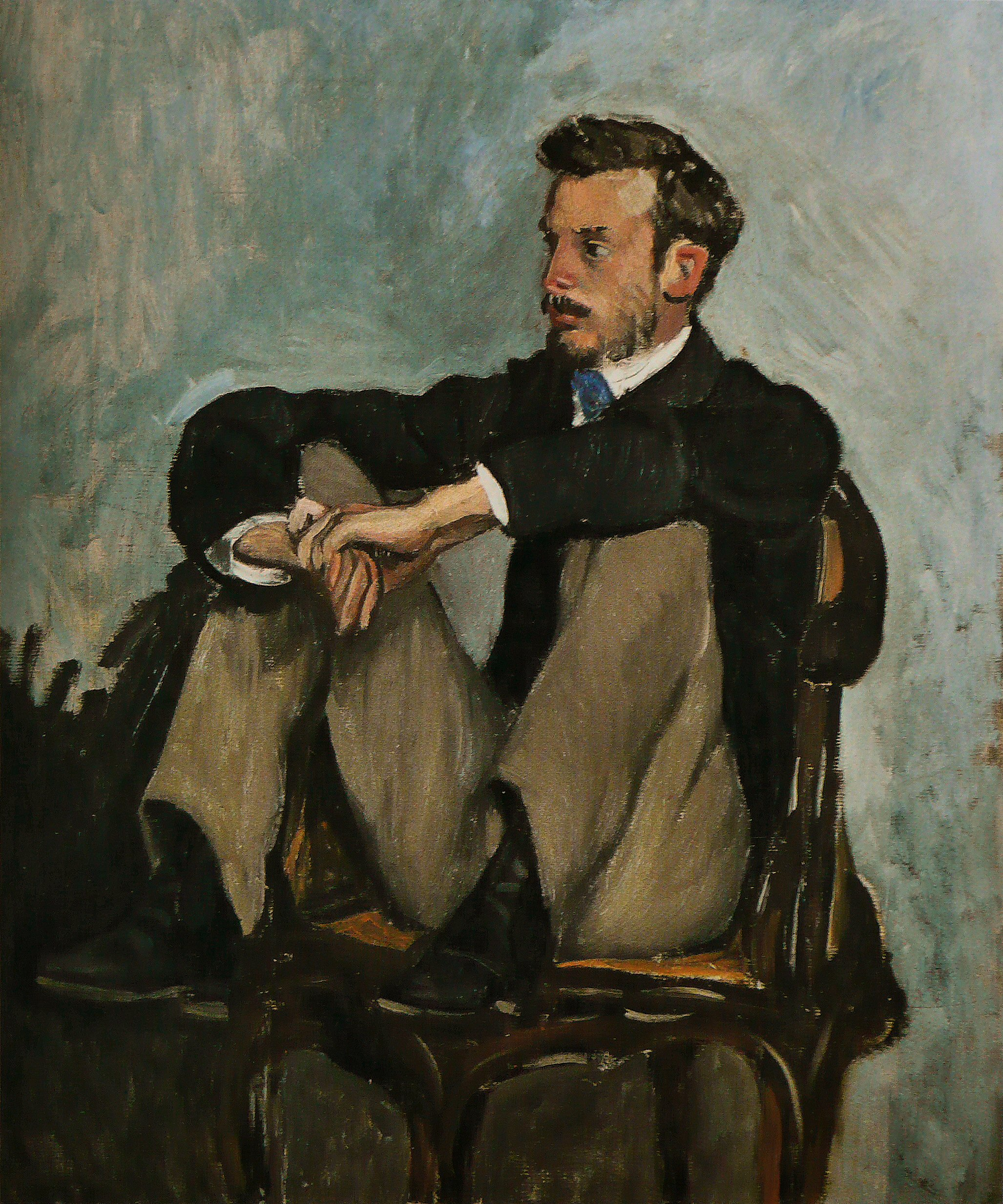
バジール『ルノワールの肖像』1867年。

1863年のサロン・ド・パリに初めて応募したが、落選した。1864年のサロンに「グレールの弟子」として『エスメラルダ』を応募して、入選した。しかし、この作品は、ルノワール自身がサロン終了後に塗りつぶしてしまい、現在は残っていない。ヴィクトル・ユーゴーの『ノートルダム・ド・パリ』を題材とした、ロマン派的主題の暗い絵であったという。
1864年、磁器の製造業者から、初めて9歳の娘の肖像画の依頼を受け、『ロメーヌ・ラコー嬢』を制作した。ベラスケス、アングル、コロー、エドガー・ドガの影響も感じられる作品となっている。
1865年、シスレーとともに、フォンテーヌブローの森近くのマルロットに滞在した。ルノワールは、マルロットで画家ジュール・ル・クールと知り合い、滞在中は世話になるようになった。ル・クールは、クレマンス・トレオという女性と交際を始めたが、ルノワールは、クレマンスの妹である17歳のリーズ・トレオと知り合い、交際するようになった。その後、度々彼女をモデルに絵を描いている。1865年のサロンには、シスレーの父親を描いた肖像画を含む2点が入選した。シスレーが、経済的に苦しいルノワールを助けるため、肖像画を依頼して買い取ったものであった。この時も、ルノワールは「グレールの弟子」として出品している。
1866年にもシスレーとともにマルロットを再訪し、『アントニーおばさんの宿屋』を制作した。
1866年のサロンには、『フォンテーヌブローの森のジュール・ル・クール』を応募した。この年、サロンの審査委員にジャン＝バティスト・カミーユ・コローやシャルル＝フランソワ・ドービニーが入ったため、ルノワールや仲間の画家の多くが入選した。この時期、ルノワールは、クールベにならってパレットナイフを使った作品から、アカデミックな構想の作品まで、両極端の様々な様式を実験しており、フォンテーヌブローの森などで制作した。

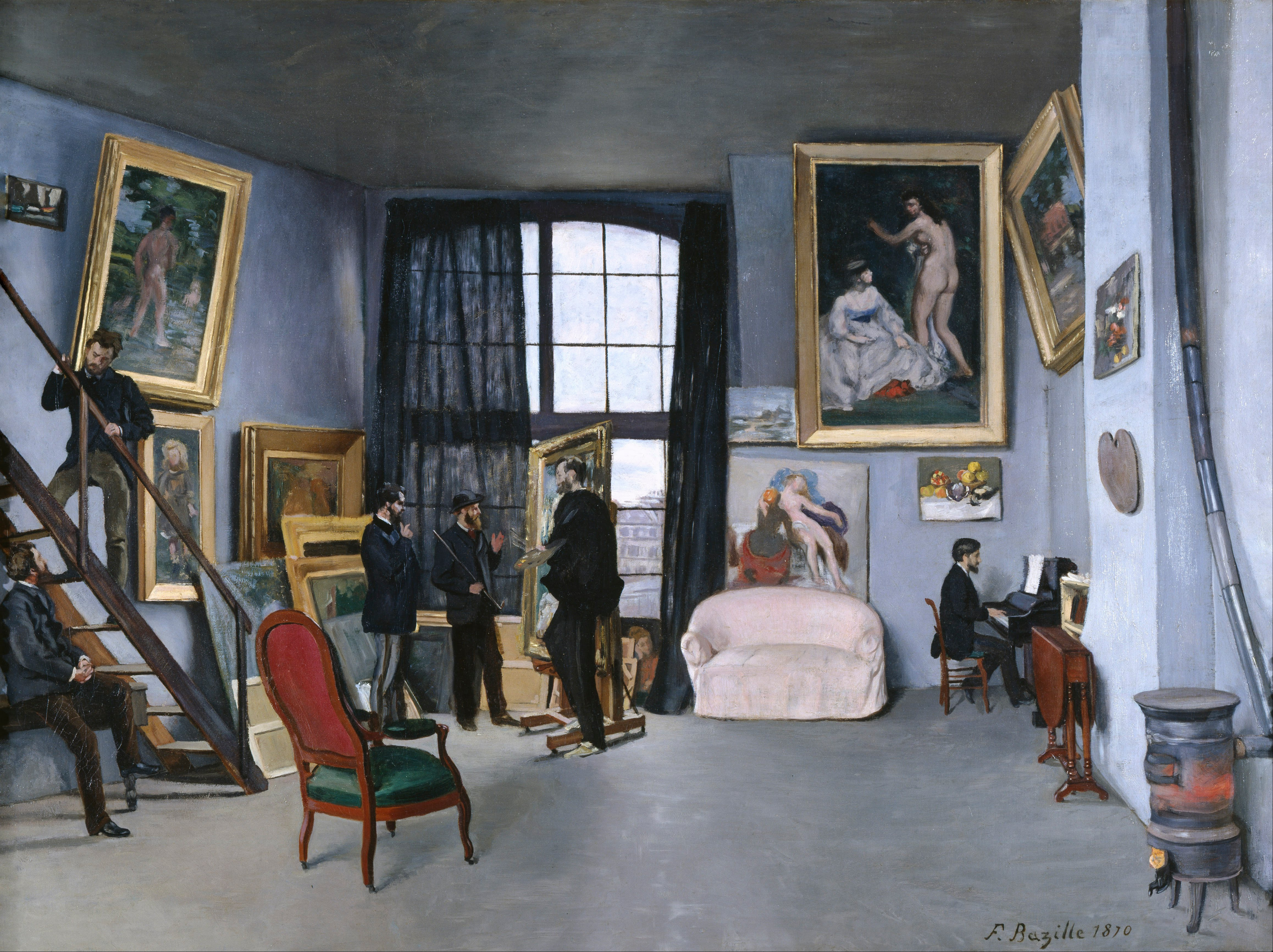
バジール『ラ・コンダミンヌ通りのアトリエ』1870年。左から3人の男性のうち1人がルノワールではないかと考えられている。

バジールは、1866年7月、ヴィスコンティ通りにアトリエを移し、ルノワールも共同で使用した。シスレーやモネもここをよく訪れた。南仏の裕福な家庭に育ったバジールは、ルノワールやモネら仲間の画家を経済的に助け、時にアトリエで生活を共にした。1867年、バジールとシスレーが同じあおさぎの静物を違う角度から描き、その制作中のバジールをルノワールが絵画に残している。バジールも、ルノワールの肖像を描いている。マネはルノワールによるバジールの肖像を賞賛し、ルノワールはこの絵をマネに贈った。

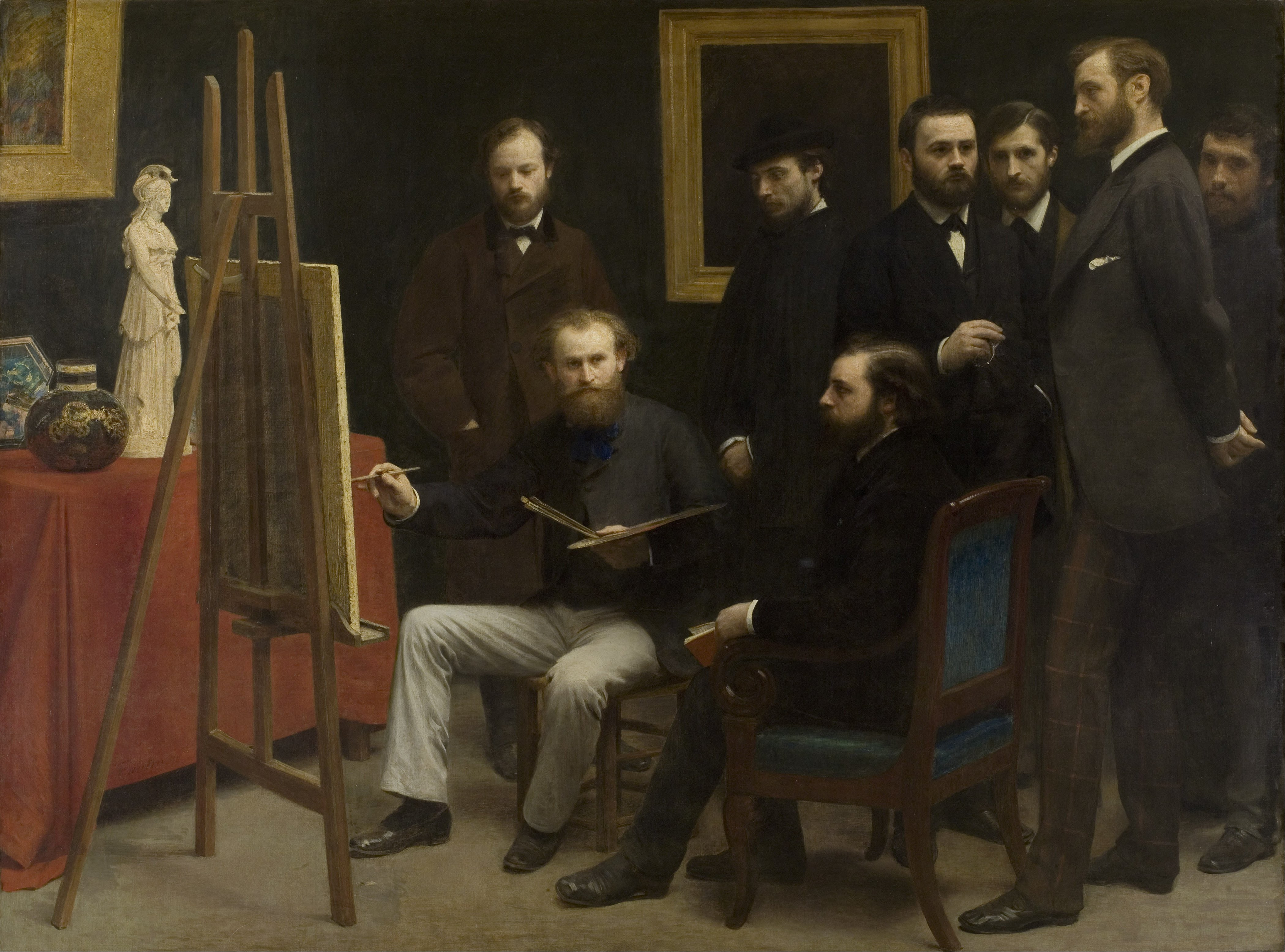
ファンタン＝ラトゥール『バティニョールのアトリエ』1870年。絵筆を持つマネを、若手画家や批評家が囲んでいる。マネと、右横の椅子でモデルとなっているアストリュクとの間で後ろに立ち、キャンバスを見るのがルノワール。

1867年のサロンは、前年から一転して審査が厳しくなり、ルノワールや仲間の画家の多くは落選した。ルノワールの『狩りをするディアナ』は、サロン向けの主題であったが、クールベの影響を受けた、モデルを理想化しない肉付きの良すぎる描写が不評であったとも考えられる。この作品のモデルもリーズ・トレオである。この年、ルノワールは、『シャン＝ゼリゼの眺め』、『ポンデザール（芸術橋）』など、パリの都市風景画を制作している。夏の間は、シャイイで制作し、シスレーも合流した。戸外で『日傘のリーズ』を制作した。
ルノワールは、1868年、バジールがバティニョール地区のラ・ペ通り（1869年12月にラ・コンダミンヌ通りに改称）に借りたアトリエに一緒に移った。ラ・コンダミンヌ通りのアトリエは、エドゥアール・マネが通うカフェ・ゲルボワからすく近くの場所であった。後の印象派の画家たちは、カフェ・ゲルボワに集まり、「バティニョール派」と呼ばれていた。1868年のサロンには、『日傘のリーズ』が入選した。
1869年のサロンには、『夏・習作』が入選した。この年の夏には、ルーヴシエンヌに引っ越していた両親の家に滞在していたが、モネも近くのブージヴァルに滞在していた。モネは、金も絵具もない絶望的な状況に陥っていたが、ルノワールは、度々モネの家を訪れ、家からパンを持っていってやったりした。ルノワールは、モネとともに、パリ郊外の行楽地ラ・グルヌイエールでキャンバスを並べ、それぞれ作品を制作した。2人は、この頃を機に、パレット上で絵具を混ぜず、絵具を小さな筆触で画面上に置く筆触分割の手法を編み出しており、印象派の誕生を告げる出来事と言われる。
1870年のサロンには、リーズをモデルとした『浴女とグリフォンテリア』が入選した。女性のポーズは古代ギリシャのアフロディテに似ているが、クールベの写実主義の影響も指摘される。もう1点入選した『アルジェの女』は、ドラクロワの『アルジェの女たち』へのオマージュで、アルジェの女に扮したパリの女を描いたものであった。これまでバティニョール派への評価を避けてきた批評家アルセーヌ・ウーセイも、『ラルティスト』誌にモネとルノワールを擁護する評論を発表し、「ルノワール氏を入選させたのは良い判断である。堂々たる色彩を扱う気質が、ドラクロワが描いたかのような『アルジェの女』に、素晴らしく表れている。」と書いている。

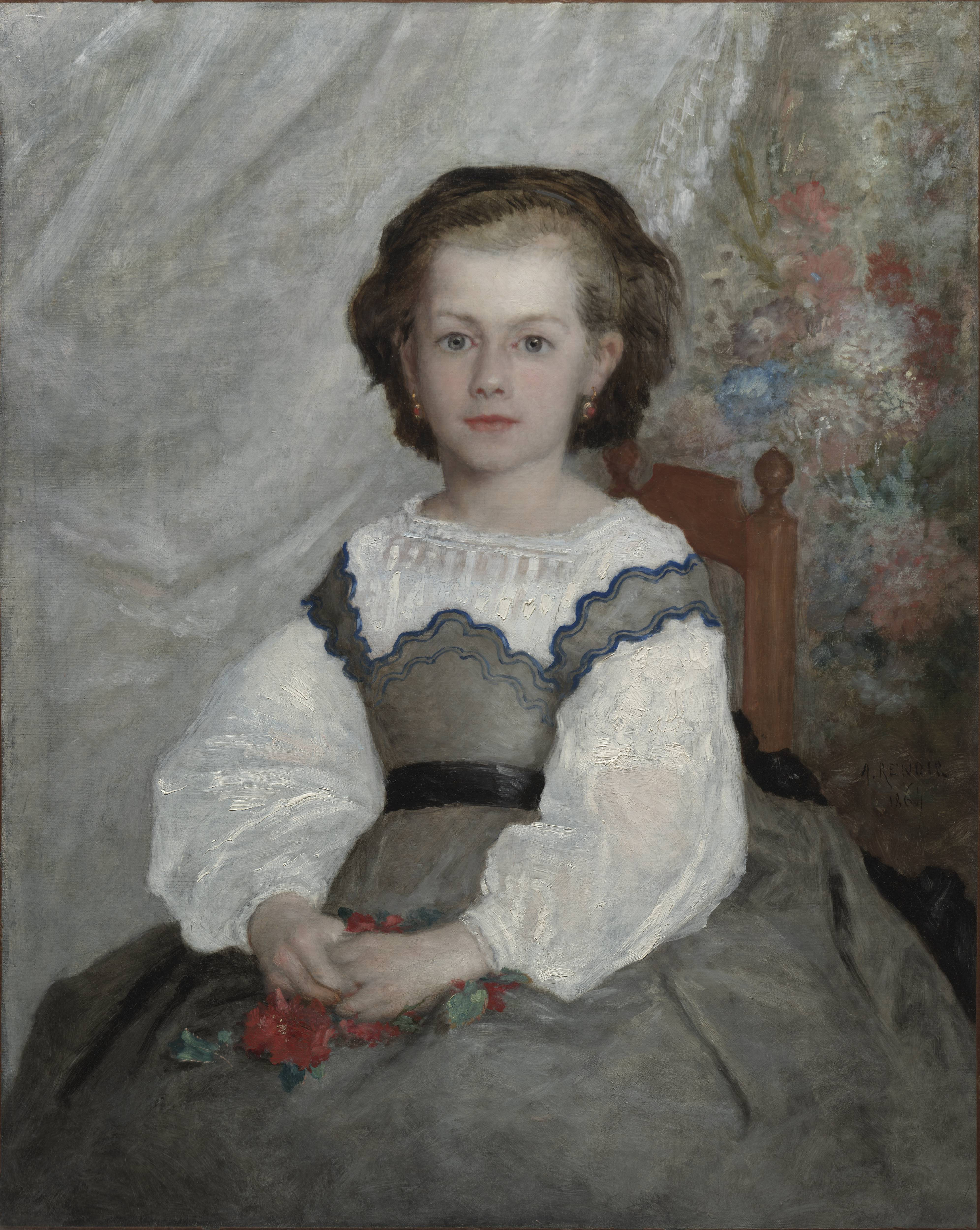
『ロメーヌ・ラコー嬢』1864年。油彩、キャンバス、81.3 × 65 cm。クリーヴランド美術館[50]。
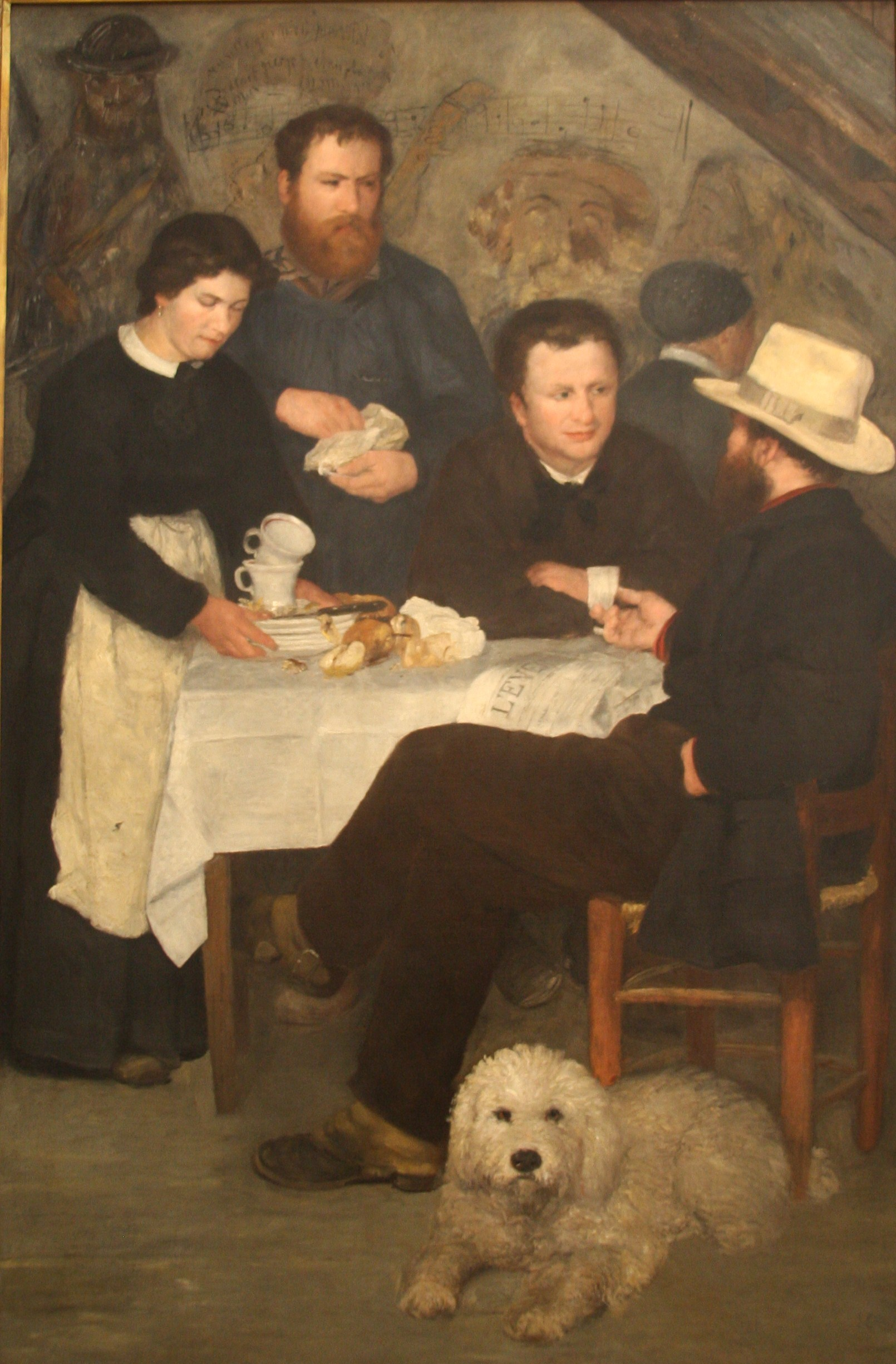
『アントニーおばさんの宿屋』1866年。油彩、キャンバス、194 × 131 cm。スウェーデン国立美術館（ストックホルム）。
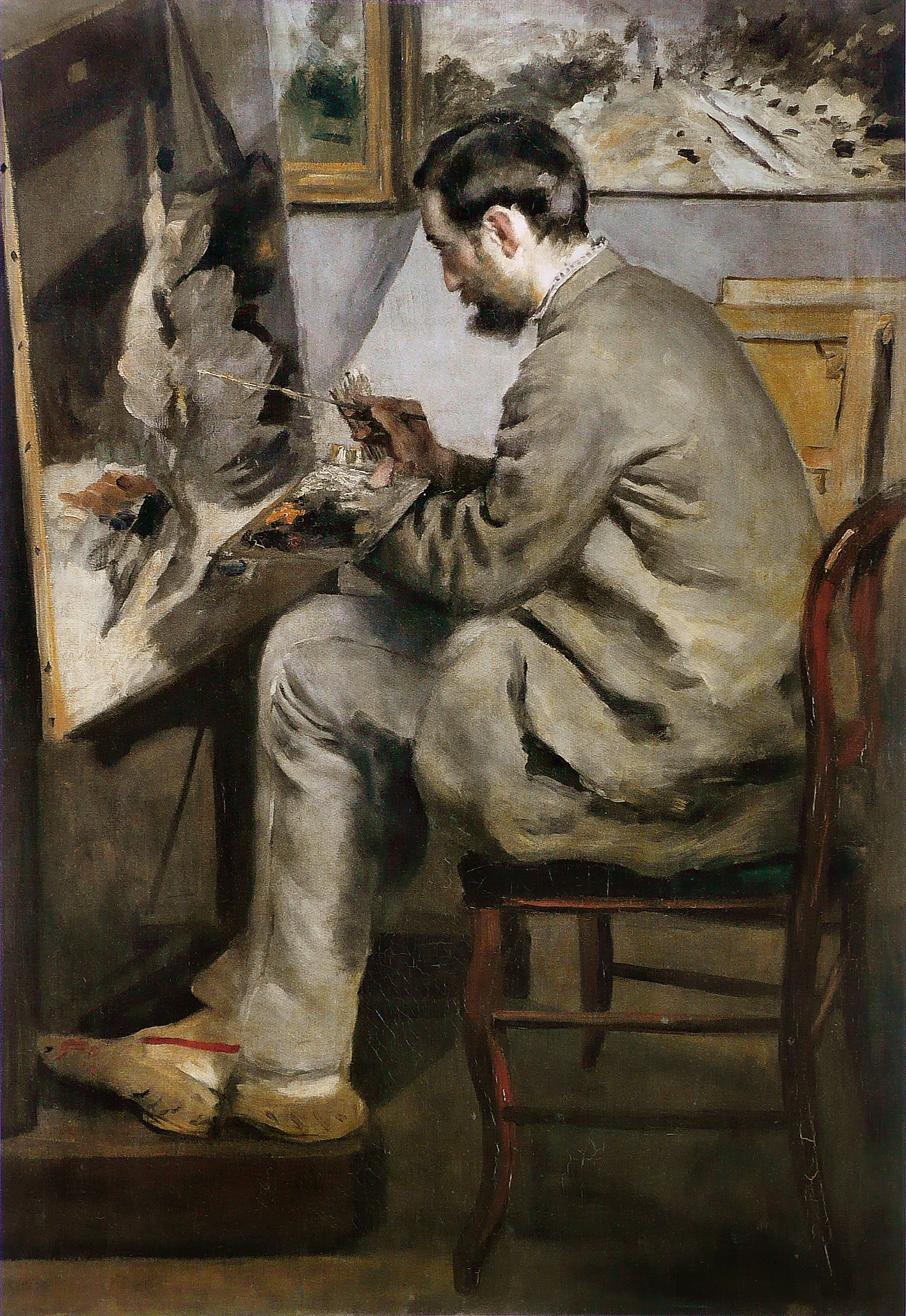
『バジールの肖像』1867年。油彩、キャンバス、105 × 73.5 cm。オルセー美術館[35]。第2回印象派展出品。
『狩りをするディアナ』1867年。油彩、キャンバス、199.5 × 129.5 cm。ナショナル・ギャラリー（ワシントンD.C.）[51]。1867年サロン落選。
『日傘のリーズ』1867年。油彩、キャンバス、184 × 115 cm。フォルクヴァンク美術館（エッセン）。1868年サロン入選。
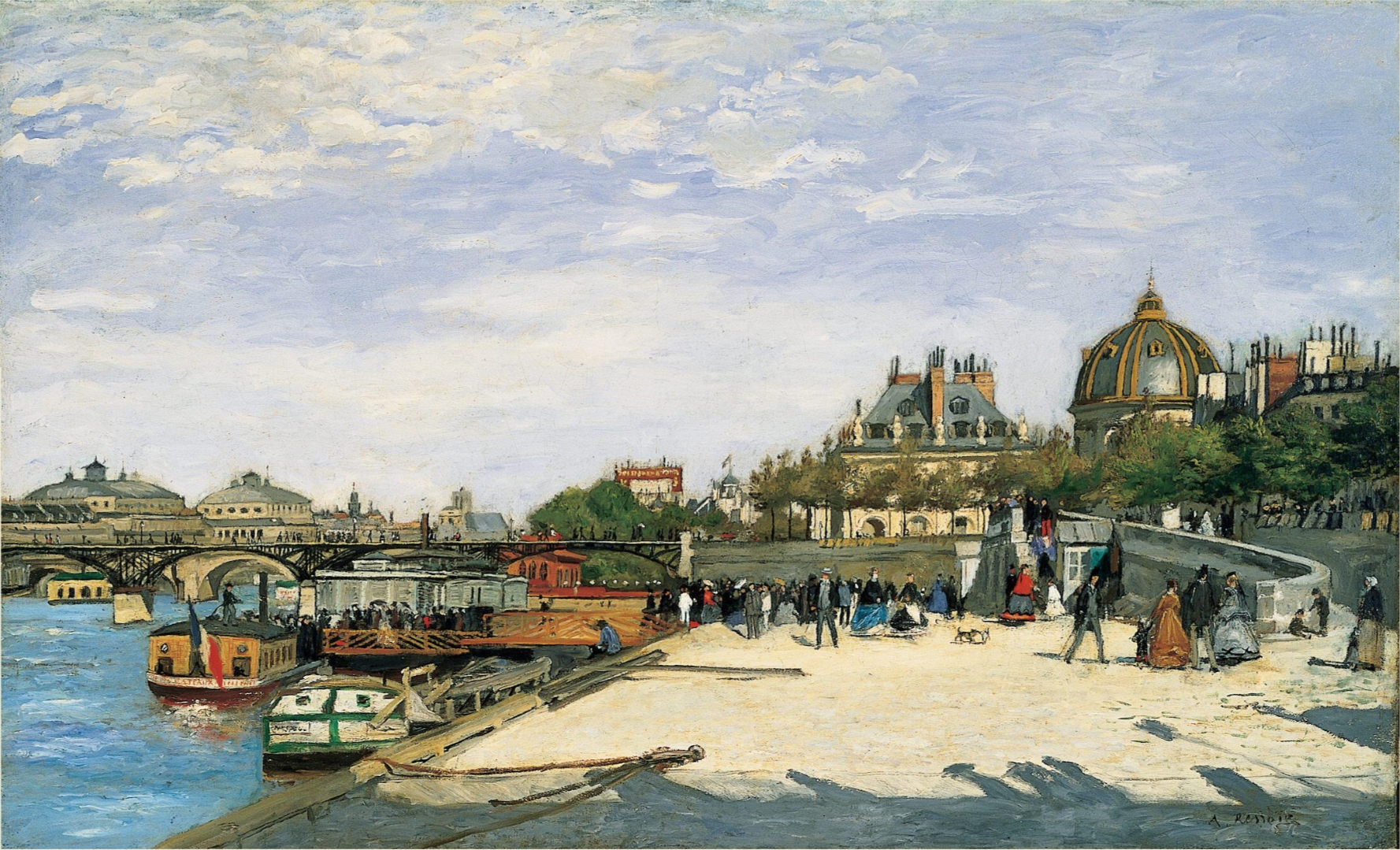
『ポンテザール（芸術橋）』1867-68年。油彩、キャンバス、60.9 × 100.3 cm。ノートン・サイモン美術館[52]。
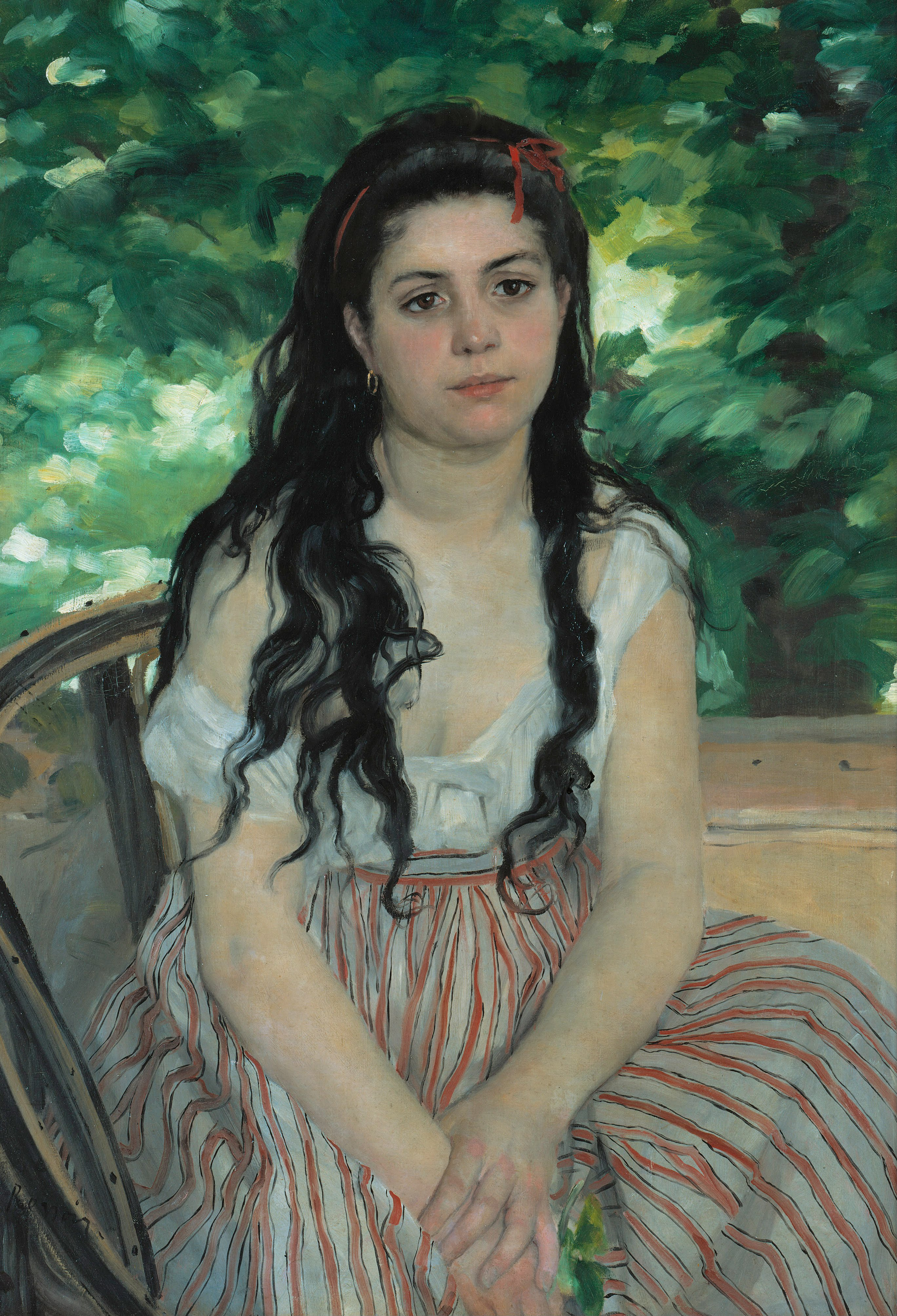
『夏・習作（英語版）』1868年。油彩、キャンバス、85 × 59 cm。ベルリン旧国立美術館[53]。1869年サロン入選。
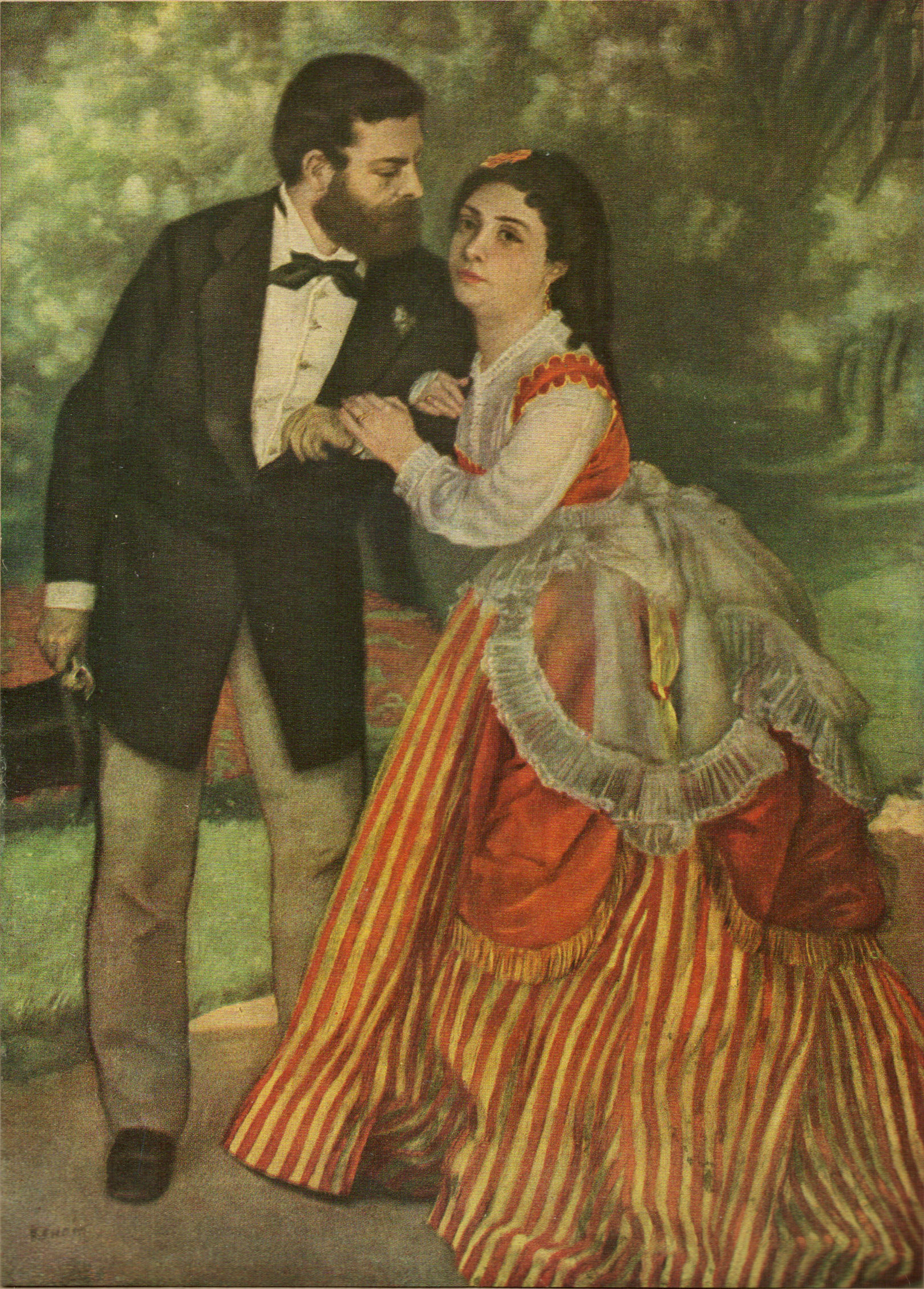
『婚約者たち（シスレー夫妻）（フランス語版）』1868年。油彩、キャンバス、105 × 75 cm。ヴァルラフ・リヒャルツ美術館（ケルン）。
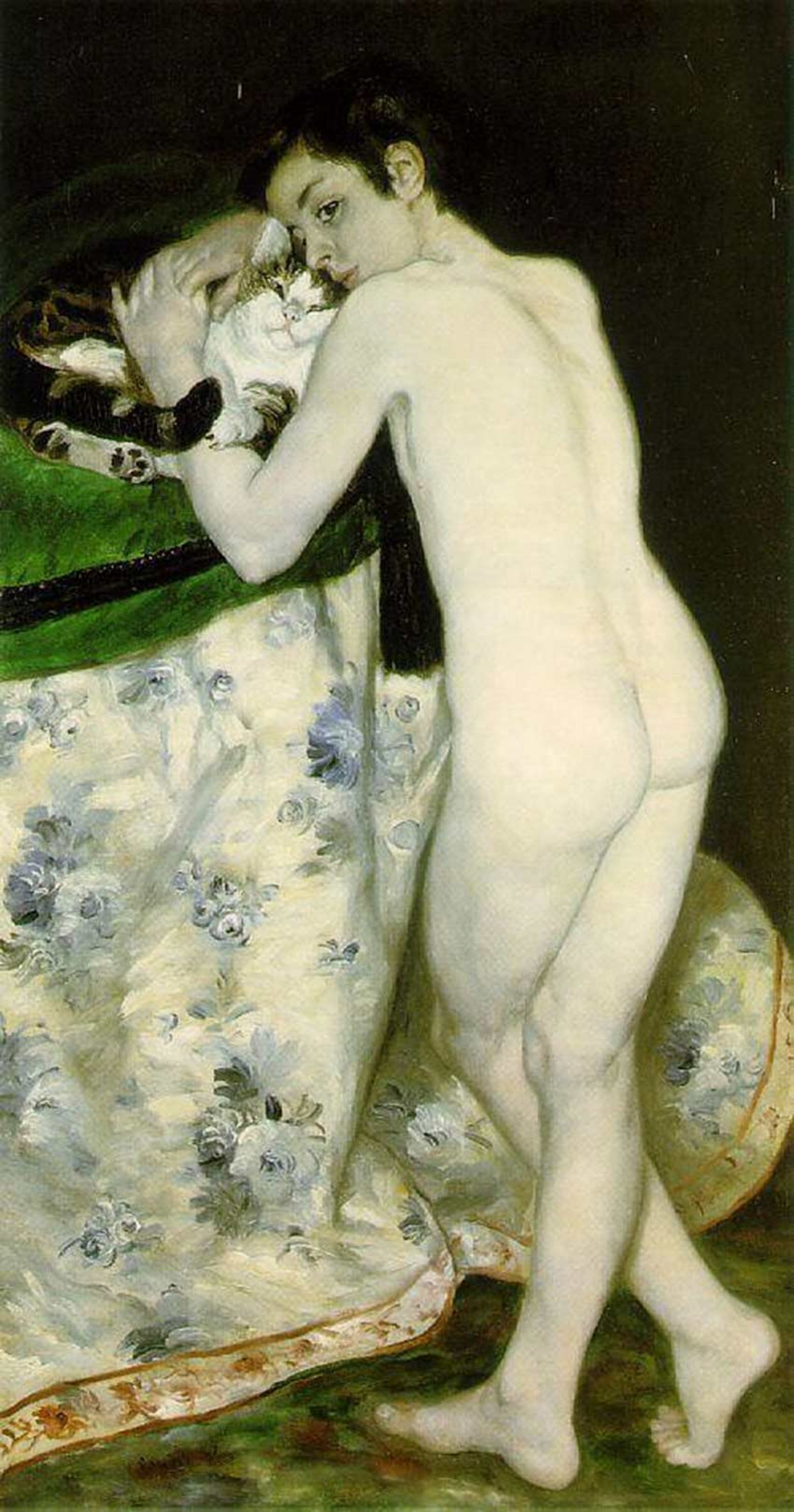
『猫と少年』1868年。油彩、キャンバス、123 × 66 cm。オルセー美術館[54]。
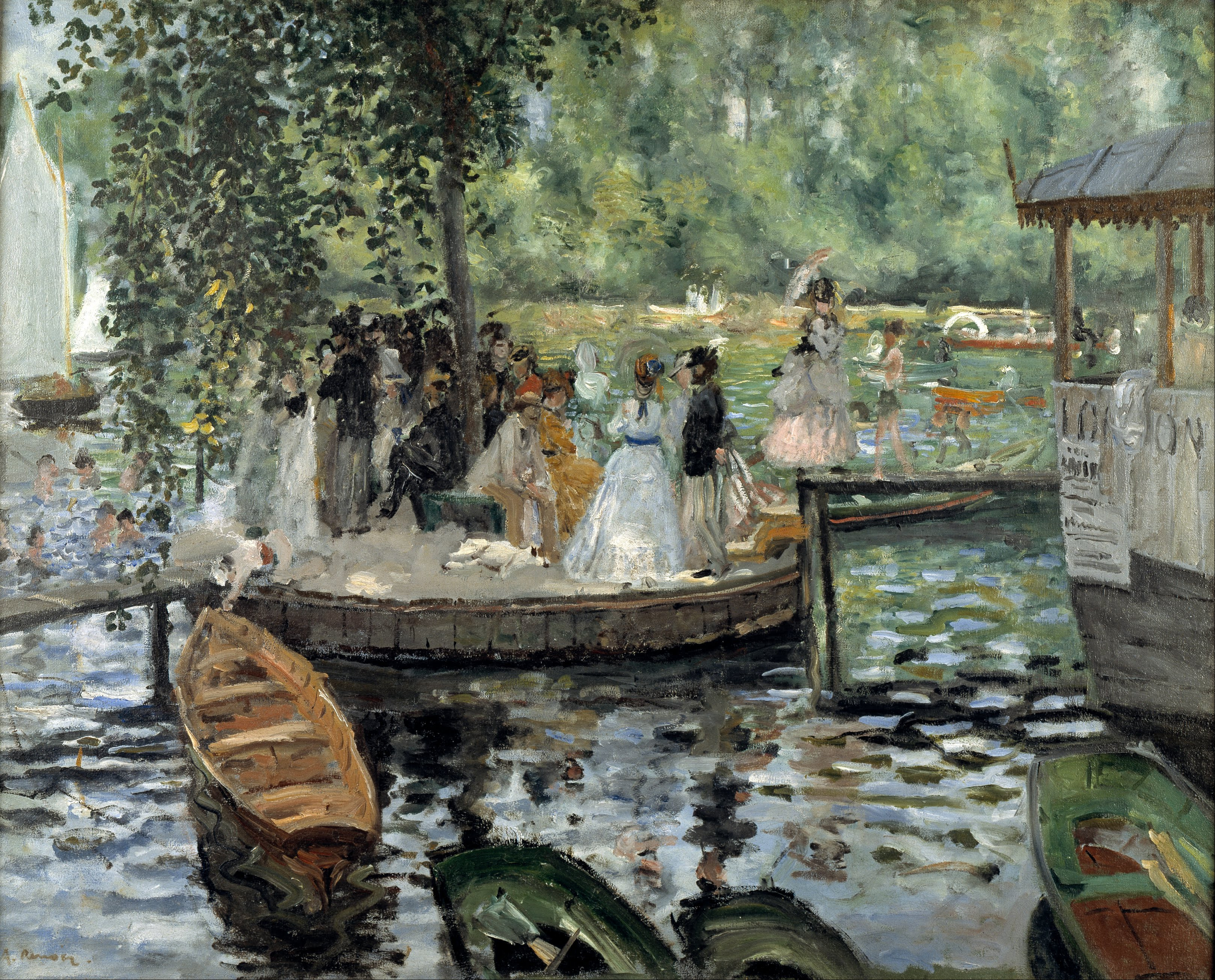
『ラ・グルヌイエール』1869年。油彩、キャンバス、66.5 × 81 cm。スウェーデン国立美術館[55]。
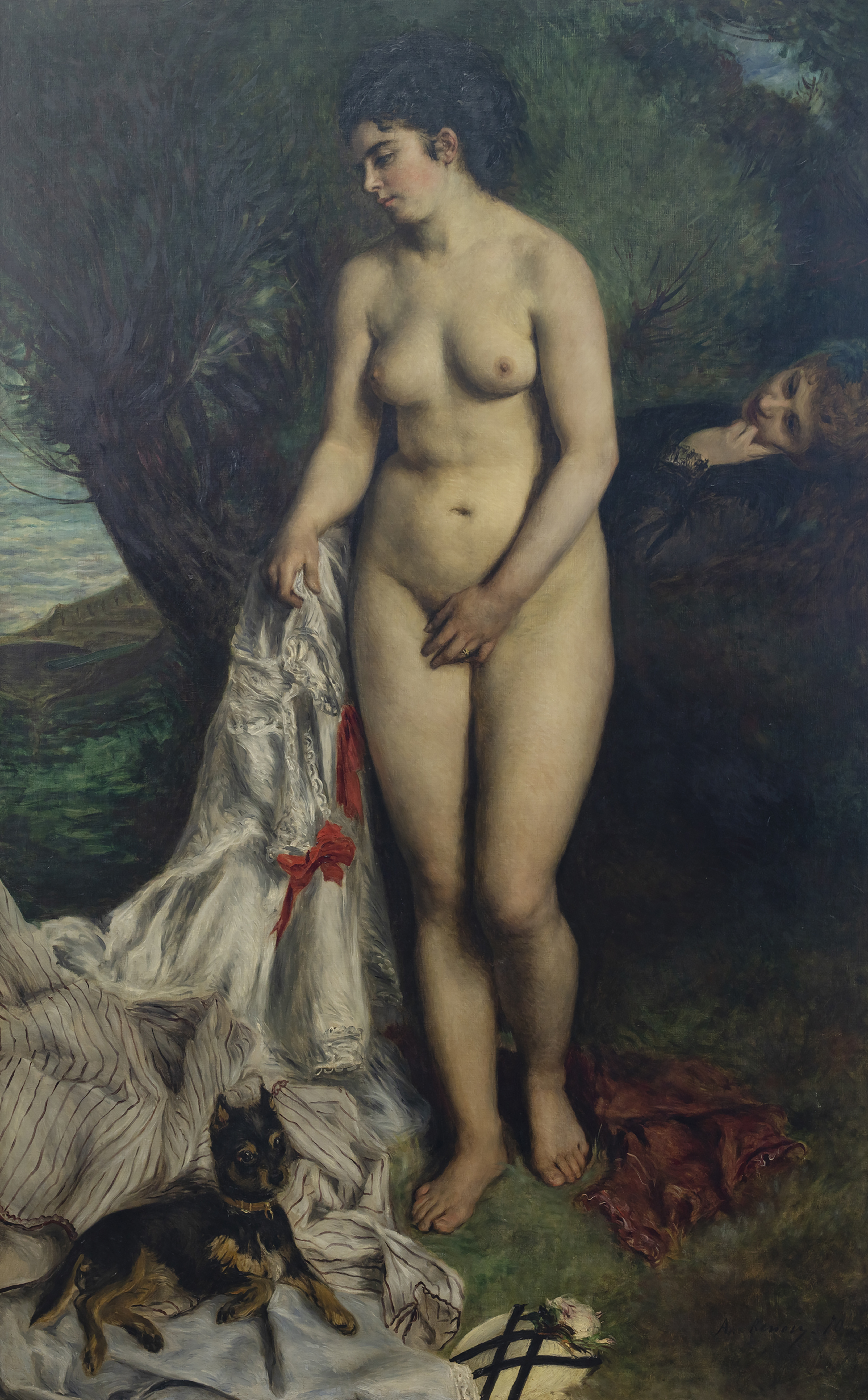
『浴女とグリフォンテリア』1870年。油彩、キャンバス、184 × 115 cm。サンパウロ美術館[56]。1870年サロン入選。
『アルジェの女（オダリスク）』1870年。油彩、キャンバス、69.2 ×　122.6 cm。ナショナル・ギャラリー（ロンドン）[57]。1870年サロン入選。

### 普仏戦争（1870年 - 1871年）
1870年7月、普仏戦争が勃発すると、ルノワールは第10騎兵部隊に配属されたが、1871年3月、動員が解除された。赤痢にかかり、生命まで危ぶまれたが、おじがボルドーに引き取ってくれ、回復したようである。ルノワールがパリに戻ると、パリ・コミューンによる動乱の真っ只中であった。ルノワールは、セーヌ河岸で制作していたところ、パリ・コミューンの兵士から、第三共和政政府のスパイと勘違いされて逮捕された。連行される途中、知り合いだったパリ警視総監ラウル・リゴーが通りがかって身元が判明し、釈放された。その上、リゴーに通行許可証を出してもらい、パリ・コミューンの動乱期に防衛線を越えてルーヴシエンヌの両親の家と行き来することができた。フランスに残っていたシスレーと、ルーヴシエンヌやマルリーで一緒に制作した。「血の1週間」の最中の5月23日夜、コミューン政府はセーヌ河岸の建物に火を放ったが、ルノワールは、ルーヴシエンヌの水道橋から、炎上するパリ市街を暗澹たる思いで見ていた。
普仏戦争では、友人バジールが戦死した。また、モネやピサロはロンドンに渡って画商ポール・デュラン＝リュエルと知り合うなど、バティニョール派の画家たちにとっては一つの転機が訪れた。

### 第1回印象派展まで（1871年 - 1874年）
第三共和政になってからのサロンは、保守性を増した。ルノワールは、1872年のサロンに『騎兵』と『アルジェリア風のパリの女たち』を応募したが、落選した。1873年のサロンには『ブーローニュの森の朝の乗馬』と『肖像画』を応募したが、これも落選し、この年5月から開かれた落選展に『ブーローニュの森の朝の乗馬』を出品した。この作品には好意的な批評と批判的な批評が出たが、エドガー・ドガの友人アンリ・ルアールが購入してくれた。また、ドガが、批評家テオドール・デュレに『日傘のリーズ』を勧めてくれ、デュレが1200フランで購入してくれた。
モネやピサロを介してバティニョール派の画家たちを知るようになったデュラン＝リュエルも、彼らの作品を購入するようになった。1872年3月には、ルノワールとも会った。しかし、この頃は、他のバティニョール派のメンバーと比べ、ルノワールにはそれほど注目しておらず、1872年の購入額は500フラン、1873年の購入額は100フランにとどまっている。
なお、以前ルノワールが交際していたリーズ・トレオは、1872年4月、若い建築家と結婚した。ルノワールは、お祝いに彼女の肖像画を贈ったが、その後会うことはなかったようである。
少しずつ愛好家が増えてきたことで、1873年秋、パリ9区のサン＝ジョルジュ通りに広いアトリエ兼住居を借りることができた。すぐ近くにはドガのアトリエもあった。サン＝ジョルジュ通りには、ジャーナリスト志望だった弟のエドモン・ルノワールが同居し、財務省官吏ジョルジュ・リヴィエール、音楽家カバネル、画家志望のフレデリック・コルデー、フラン＝ラミ、ロートなど、ルノワールの友人たちもここを訪れた。ルノワールがポンヌフを通る群衆を描いた時、弟エドモンは、通行人に声をかけて足止めさせ、兄が通行人のスケッチをしやすいようにした。
また、モネは、1871年からアルジャントゥイユにアトリエを構えたが、ルノワールは、1873年から1875年にかけて、モネのもとを度々訪問し、一緒に制作して風景画の傑作を生み出した。ルノワールは、戸外制作をするモネの姿も描いている。この時期、モネ、ルノワール、シスレーらは、アルジャントゥイユで共に制作する中で、筆触分割を用いて自然の一瞬の姿をキャンバスに写し取るための統一した様式を生み出した。
この頃、モネやピサロを中心に、サロンから独立したグループ展の構想が具体化しつつあった。ルノワールも、規約について意見を述べている。1874年1月17日、「画家、彫刻家、版画家等の芸術家の共同出資会社」の規約が発表された。審査も報奨もない自由な展覧会を組織することなどを目標として掲げ、その設立日は1873年12月27日とされている。
そして、サロン開幕の2週間前である同年4月15日に始まり、5月15日までの1か月間、パリ・キャピュシーヌ大通りの写真家ナダールの写真館で、この共同出資会社の第1回展が開催された。後に「第1回印象派展」と呼ばれる歴史的展覧会であり、画家30人が参加し、展示作品は合計165点ほどであった。展覧会カタログは、弟エドモンが制作した。展覧会の構成は、主にルノワールが取り仕切った。
ルノワールは、7点を出品し、『踊り子』、『桟敷席』、『パリジェンヌ（青衣の女）』など風俗画5点、風景画1点、静物画1点であった。
しかし、第1回展は、世間から厳しい酷評にさらされた。第1回展の開会後間もない4月25日、『ル・シャリヴァリ』紙上で、評論家ルイ・ルロワが、この展覧会を訪れた人物が余りにひどい作品に驚きあきれる、というルポルタージュ風の批評「印象派の展覧会」を発表した。その中で、ルノワールの『踊り子』について、作者を「ギヨマン」と誤記しているが、人物が背景に溶け込むような不明瞭な輪郭を批判している。この文章がきっかけで、「印象主義」「印象派」という呼び名が世に知られるようになり、次第にこのグループの名称として定着し、画家たち自身によっても使われるようになった。
1874年の第1回印象派展終了後、モネ、ルノワール、マネ、シスレー、カイユボットは、アルジャントゥイユに集まり、共に制作した。モネとルノワールは、同じ構図・モチーフで『アルジャントゥイユの帆船』を制作しているが、モネが現実から抽出した要素をパターン化して表現しているのに対し、ルノワールは現実の情景をより忠実に描いており、また、人物が強調されており、2人の個性の違いを示している。モネの回想によれば、1874年、マネとルノワールが、アルジャントゥイユのモネの家で、モネの妻カミーユと息子ジャンを一緒に描いたことがあったが、マネは、モネに、「あの青年には才能がない。君は友人なら、絵を諦めるように勧めなさい。」と言ったという。もっとも、マネは、心からルノワールを賞賛していたので、このエピソードは、ルノワールと競い合ったマネの苛立ちを表したものにすぎないとも指摘されている。
同年（1874年）12月17日、サン＝ジョルジュ通りのルノワールのアトリエで、共同出資会社の総会が開かれ、債務清算のため共同出資会社を解散することが決まった。

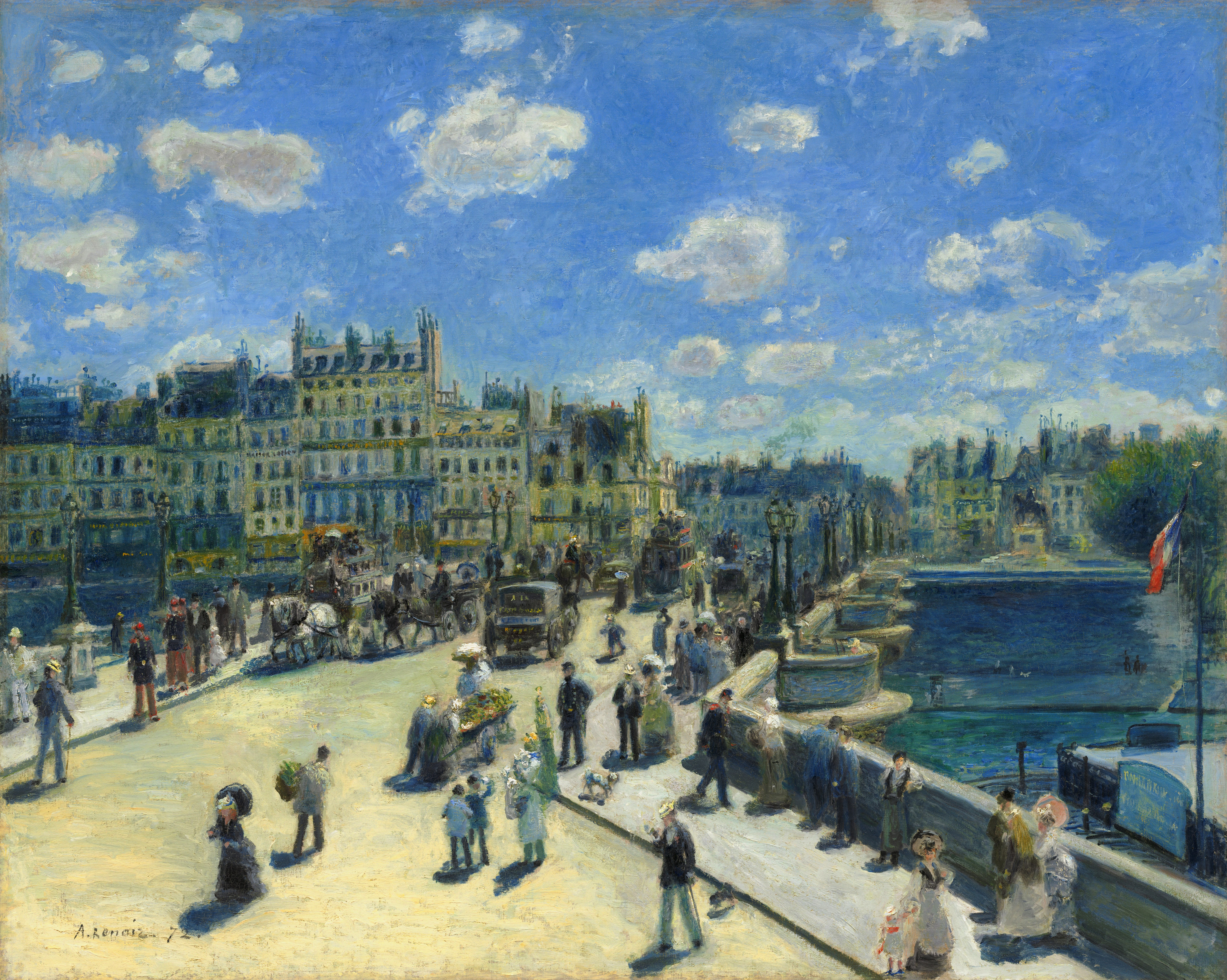
『ポンヌフ（フランス語版）』1872年。油彩、キャンバス、75.3 × 93.7 cm。ナショナル・ギャラリー（ワシントンD.C.）[83]。
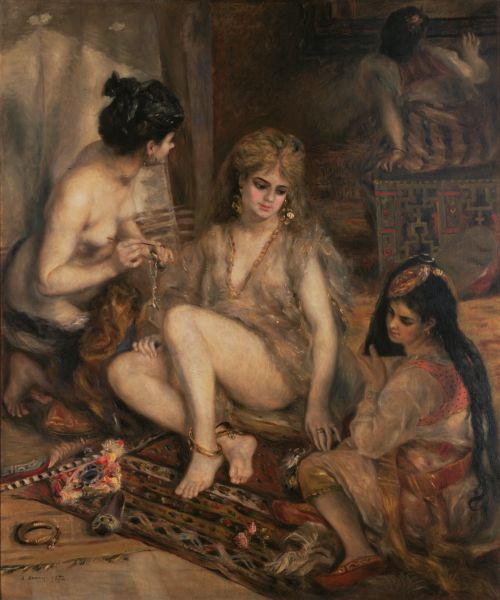
『アルジェリア風のパリの女たち（ハーレム）』1872年。油彩、キャンバス、156 × 128.8 cm。国立西洋美術館[84]。1872年サロン落選。
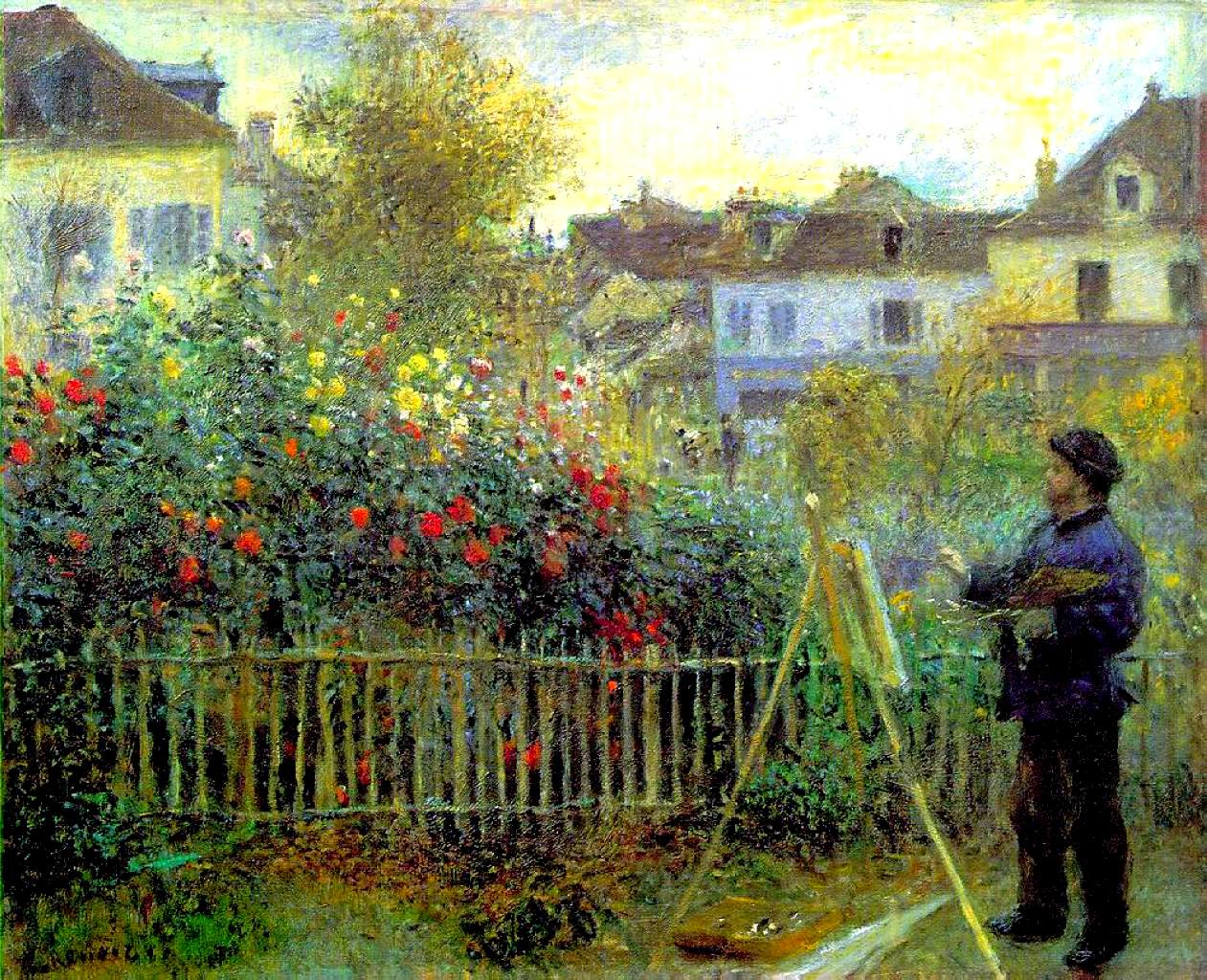
『アルジャントゥイユの庭で制作するモネ』1873年。油彩、キャンバス、47 × 60 cm。ワズワース・アセニウム美術館（英語版）（ハートフォード）。
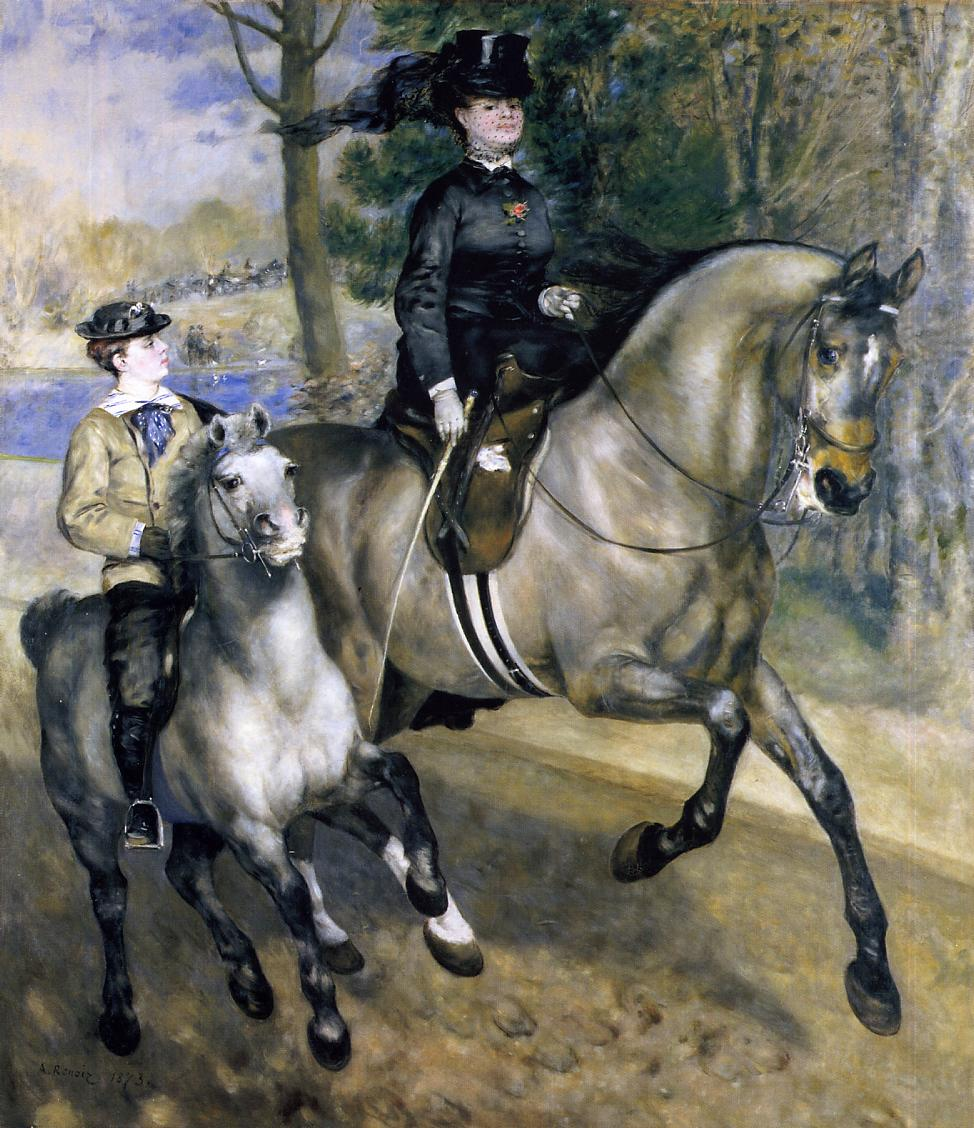
『ブーローニュの森の朝の乗馬』1873年。油彩、キャンバス、226 × 262 cm。ハンブルク美術館。1873年サロン落選、落選展出品。
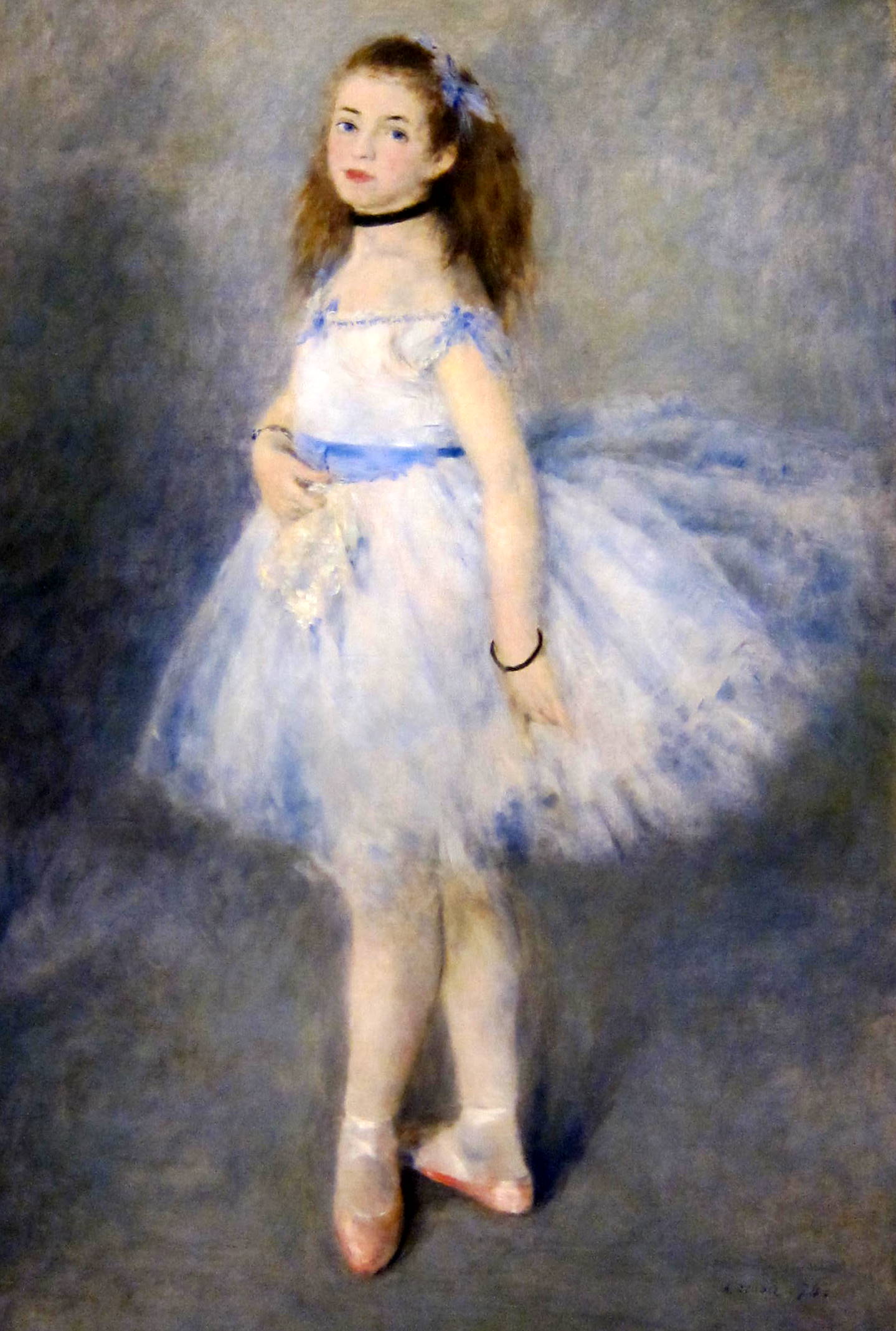
『踊り子』1874年。油彩、キャンバス、142.5 × 94.5 cm。ナショナル・ギャラリー（ワシントンD.C.）[85]。第1回印象派展出品。
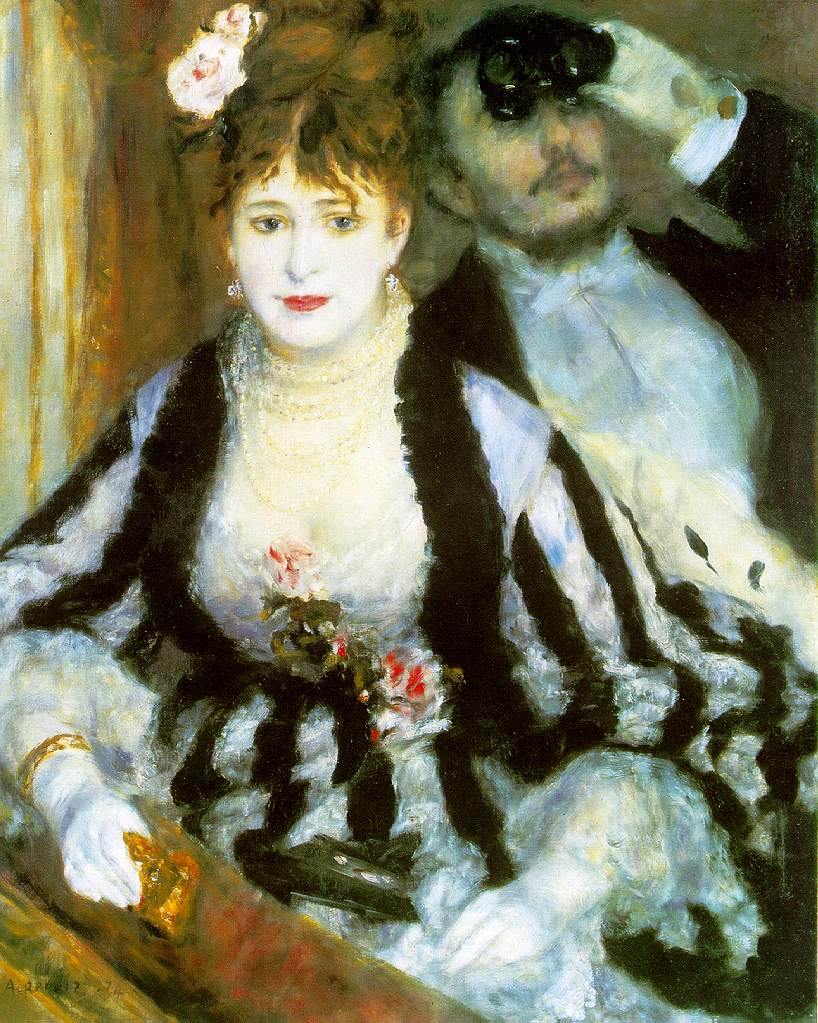
『桟敷席』1874年。油彩、キャンバス、80 × 64 cm。コートールド・ギャラリー[86]。第1回印象派展出品。
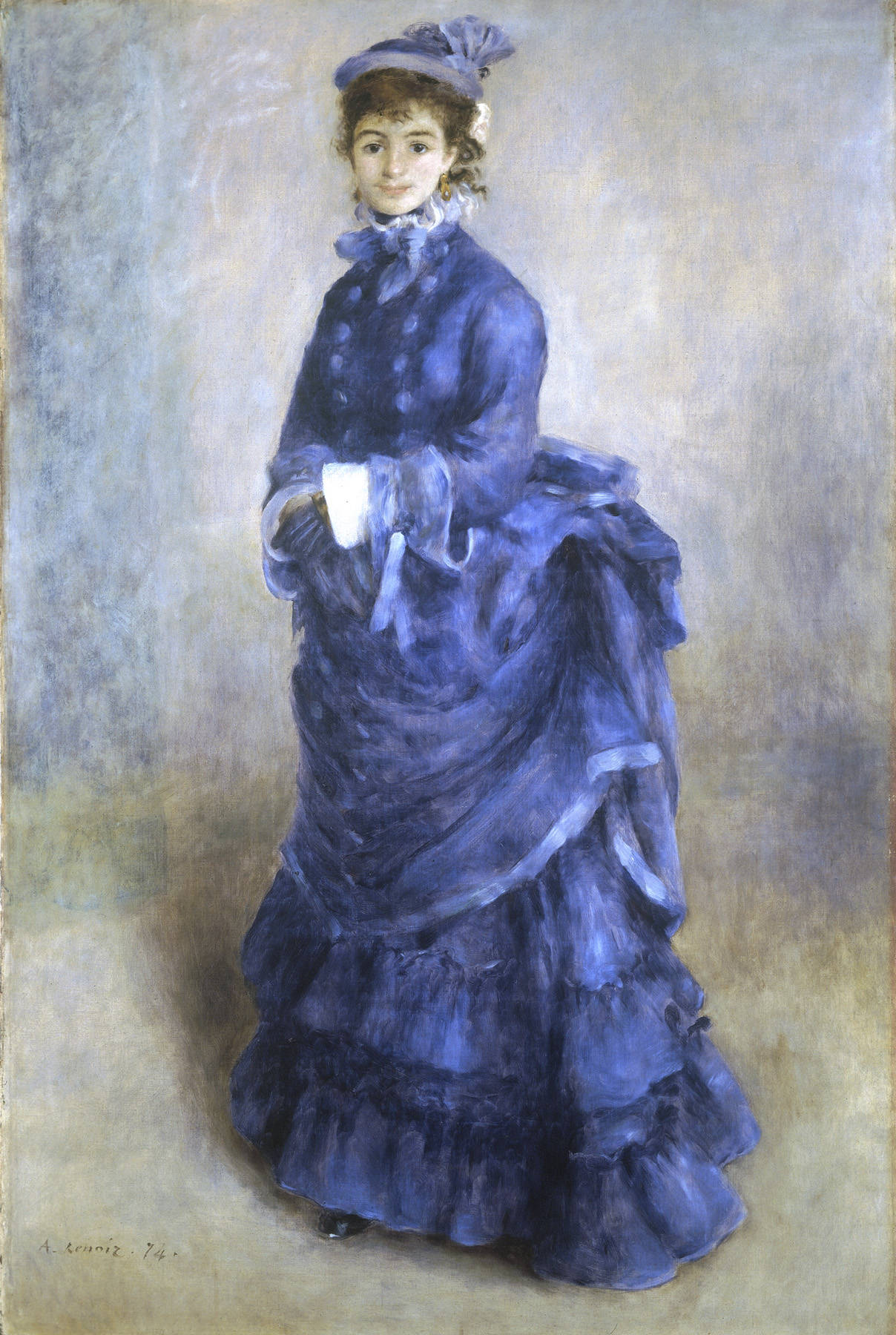
『パリジェンヌ（青衣の女）』1874年。油彩、キャンバス、163.2 × 108.3 cm。カーディフ国立博物館[87]。第1回印象派展出品。
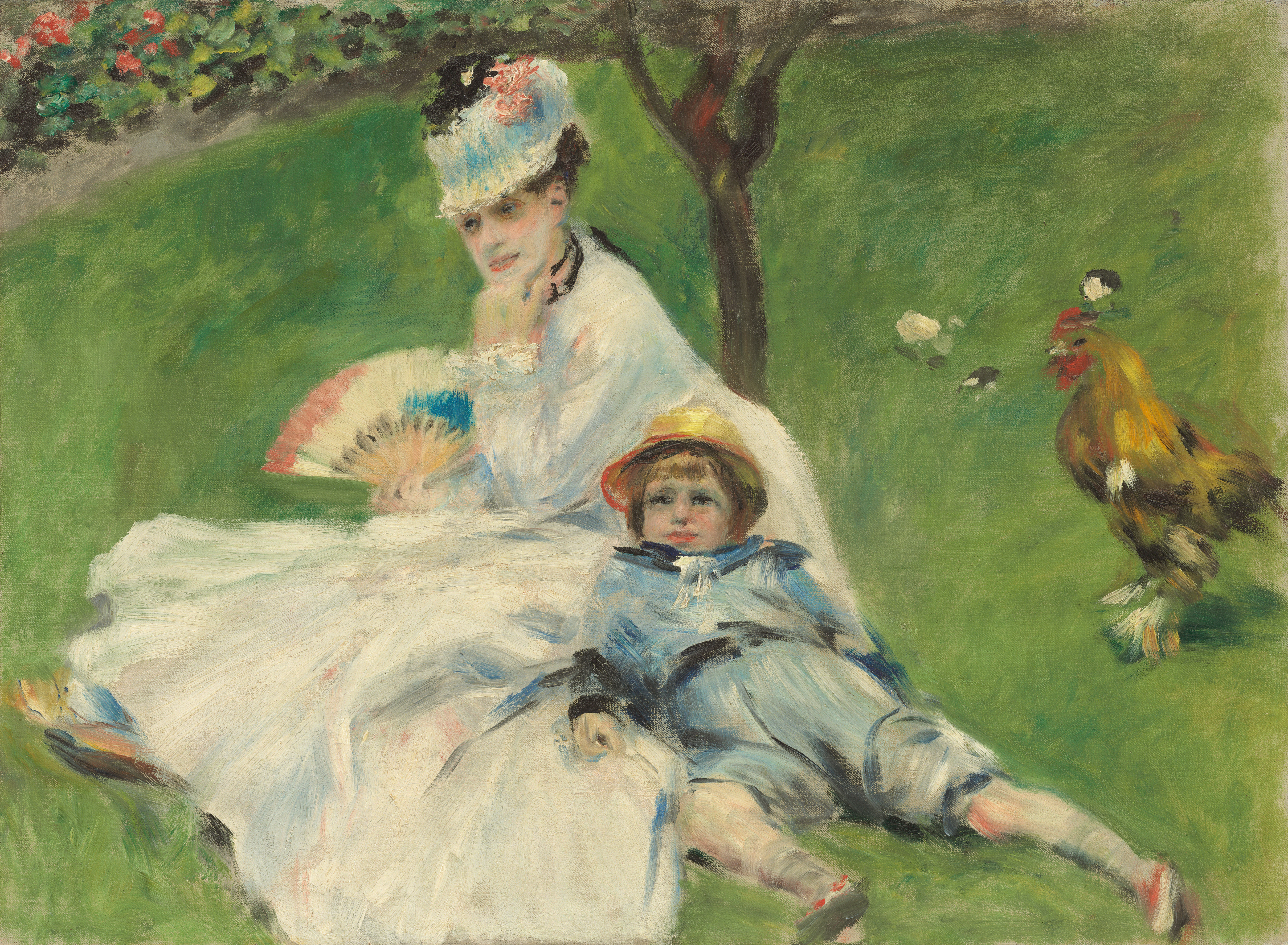
『モネ夫人と息子』1874年。油彩、キャンバス、50.4 × 68 cm。ナショナル・ギャラリー（ロンドン）[88]。
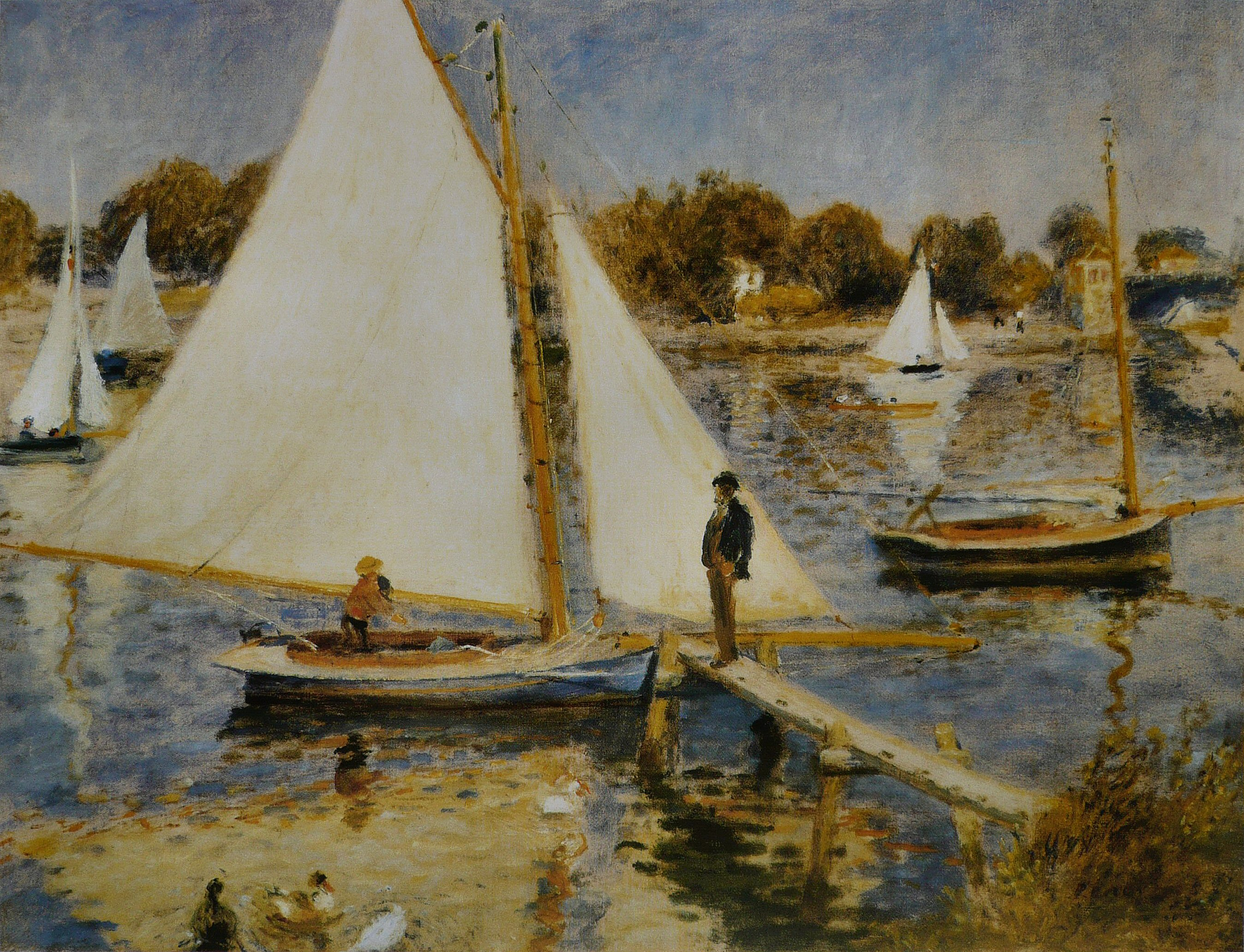
『アルジャントゥイユの帆船』1874年。油彩、キャンバス、50.2 × 65.4 cm。ポートランド美術館[89]。

### 第2回・第3回印象派展（1875年 - 1877年）
ルノワールは、1875年初め、『婦人と2人の娘』の肖像画の依頼を1200フランで受けた。このことがきっかけで、競売場オテル・ドゥルオでの競売会を思い付き、モネ、シスレー、ベルト・モリゾを誘って、同年3月24日、競売会を開いた。ルノワールは、20点を出品した。参加者の嘲笑を浴び、結果は芳しくなかったが、デュラン＝リュエルは、ルノワールの2点を含む18点を購入している。また、収集家で出版業者のジョルジュ・シャルパンティエは、ルノワール3点を購入している。税官吏ヴィクトール・ショケも、競売会を見て、ルノワールに妻の肖像画を依頼した。こうしてルノワールとショケの間には友情が生まれ、ルノワールはショケをセザンヌやモネに紹介した。シャルパンティエ夫妻もルノワールの重要なパトロンとなり、ルノワールは、シャルパンティエの家で、ギ・ド・モーパッサン、エミール・ゾラといった文学者や、各界の名士、後に絵のモデルを務める女優ジャンヌ・サマリーとも知り合った。
並行して、1875年のサロンにも応募したが、落選した。
この頃、ルノワールは、絵の売上げが増えてきたことで、サン＝ジョルジュ通りのアトリエのほかに、モンマルトルのコルトー通りにも庭付き一軒家のアトリエを借りることができた。そこで、『ムーラン・ド・ラ・ギャレットの舞踏会』の制作に取り掛かった。サン＝ジョルジュ通りのアトリエには、相変わらず、リヴィエール、エドモン・メートル、テオドール・デュレ、ヴィクトール・ショケといった友人たちが集まった。
1876年2月になり、ルノワールは、親友アンリ・ルアールとともに、ギュスターヴ・カイユボットに宛てて、第2回グループ展の開催を提案している。ルノワールが熱心だったのは、前年のオテル・ドゥルオでの競売会が不調だったこと、サロンにも落選したこと、マネのサロン入選作も激しい非難に遭ったことなどが理由と考えられる。ショケもこれを後押しした。そして、3月-4月、デュラン＝リュエルの画廊で第2回印象派展が開かれた。ルノワールは、『習作』（『陽光の中の裸婦』）など18点を出品した。
批評家アルベール・ヴォルフは、「パリ暦」と題する文章で印象派を酷評した上、ルノワールについて次のように書いた。
これは、ルノワールの『陽光の中の裸婦』に対する批評であるが、ルノワールが、戸外で肌に落ちる影を紫色や緑色を使って表現したのに対し、物の固有色を重視するアカデミズム絵画の立場からは理解されず、腐敗しているようにしか見えなかったことを示している。他方、エミール・ゾラは、ルノワールの肖像画を賞賛した。

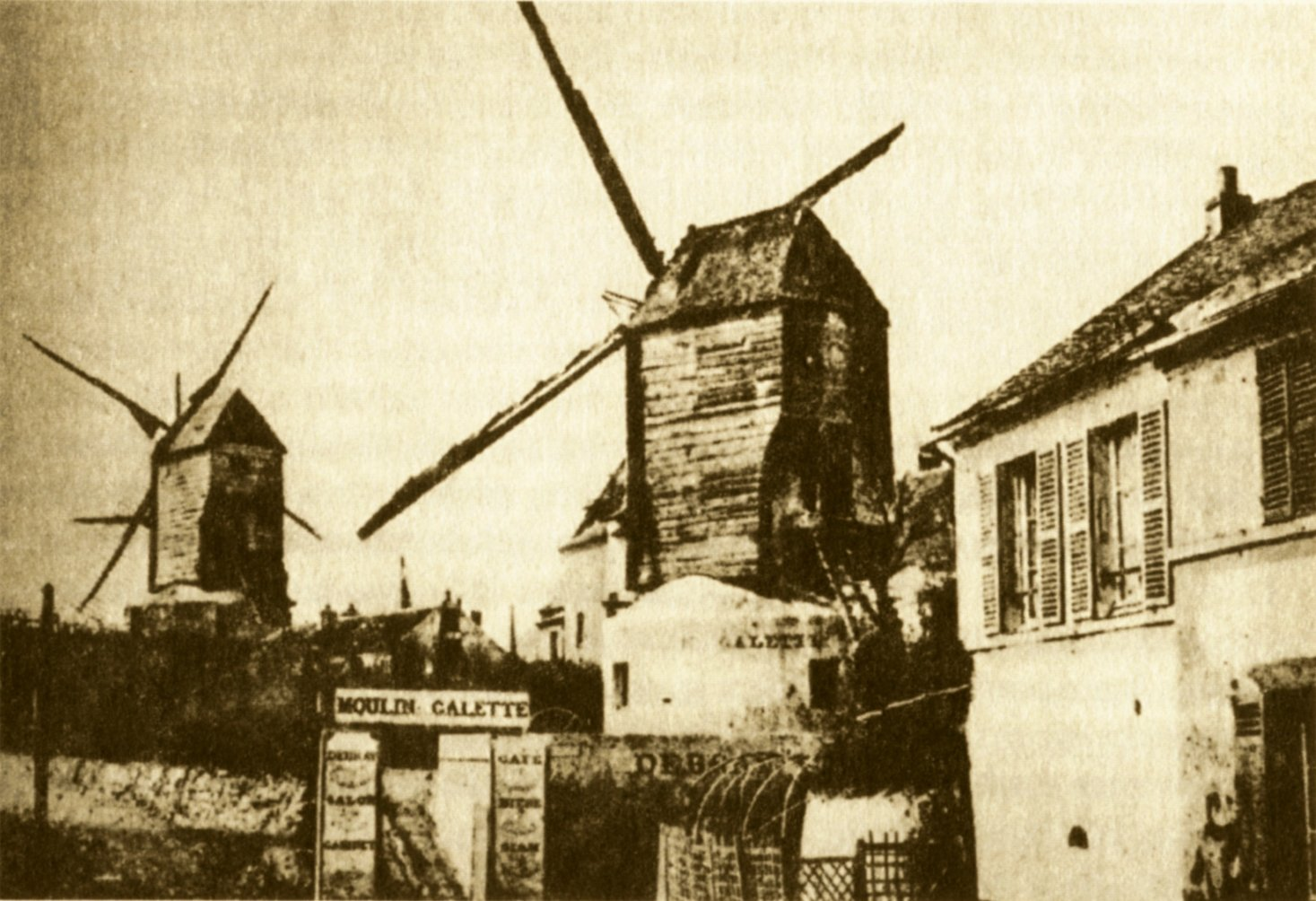
1885年頃のムーラン・ド・ラ・ギャレット。

1877年、第3回印象派展が開かれた。カイユボットが中心となって推進し、ドガ、モネ、ピサロ、ルノワール、シスレー、モリゾ、セザンヌが賛同した。ルノワールは、モネ、ピサロ、カイユボットとともに展示委員を務めた。ルノワールが出品した21点の中でも、『ムーラン・ド・ラ・ギャレットの舞踏会』は特に注目を集めた。ムーラン・ド・ラ・ギャレットは、モンマルトルの丘の中腹にある舞踏場で、庶民の憩いの場所であった。巨大な作品であったため、アトリエから舞踏場まで、友人たちがキャンバスを運んだという。美術批評家ジョルジュ・リヴィエールは、ルノワールの勧めにより、第3回展参加者らを紹介する小冊子『印象派』を刊行した。リヴィエールは、その中で、『ムーラン・ド・ラ・ギャレットの舞踏会』について、「この作品は、サロンを賑わす芝居がかった物語画（歴史画）に匹敵する現代の真の物語画である」と述べた。この絵はカイユボットが買い取ってくれたが、全体的には展覧会の売れ行きは不調であった。
第3回印象派展最終日の1877年5月28日、オテル・ドゥルオで、カイユボット、ピサロ、シスレーとともに競売会を開いたが、その成果も芳しくなかった。そうした中、シャルパンティエ夫妻のほかに、実業家ウジェーヌ・ミュレ、医師ポール・ガシェ、作曲家エマニュエル・シャブリエなどの愛好家の支援が頼みであった。
マネやドガら、カフェ・ゲルボワの常連は、カフェ・ド・ラ・ヌーヴェル・アテーヌで飲むことが増えた。グループ展のメンバーには、パリを離れる者が多かったが、パリに残ったルノワールは、サン＝ジョルジュ通りとモンマルトルのアトリエの間にカフェがあったこともあり、頻繁に顔を出した。ルノワールは、この頃、工芸品への興味を持っており、カフェでも、19世紀に美しい家具や時計を制作できる人がいないことに文句を漏らしていた。

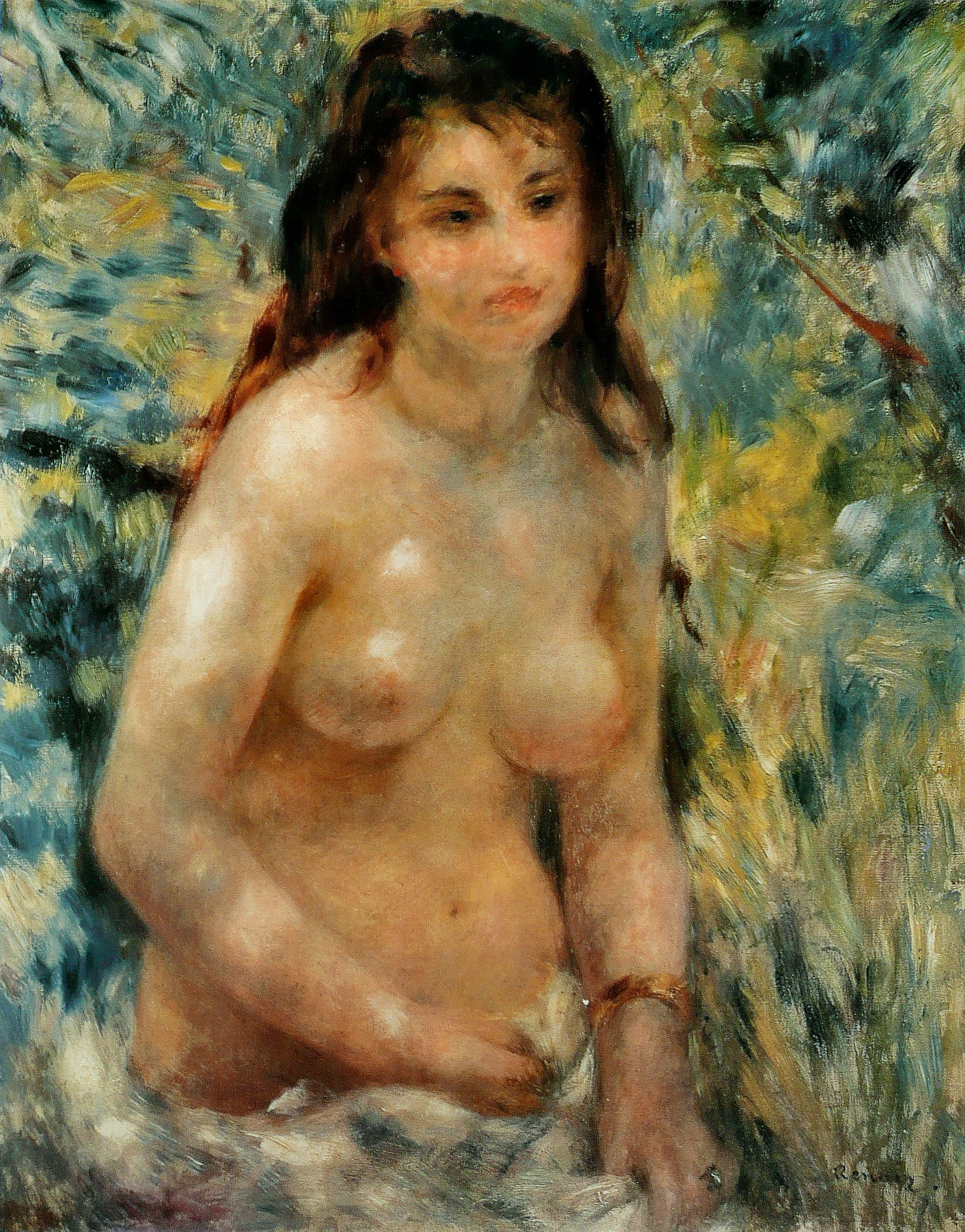
『習作（陽光の中の裸婦）』1876年頃。油彩、キャンバス、81 × 65 cm。オルセー美術館[108]。第2回印象派展出品[109]。
『ムーラン・ド・ラ・ギャレットの舞踏会』1876年。油彩、キャンバス、131 × 175 cm。オルセー美術館[110]。第3回印象派展出品。
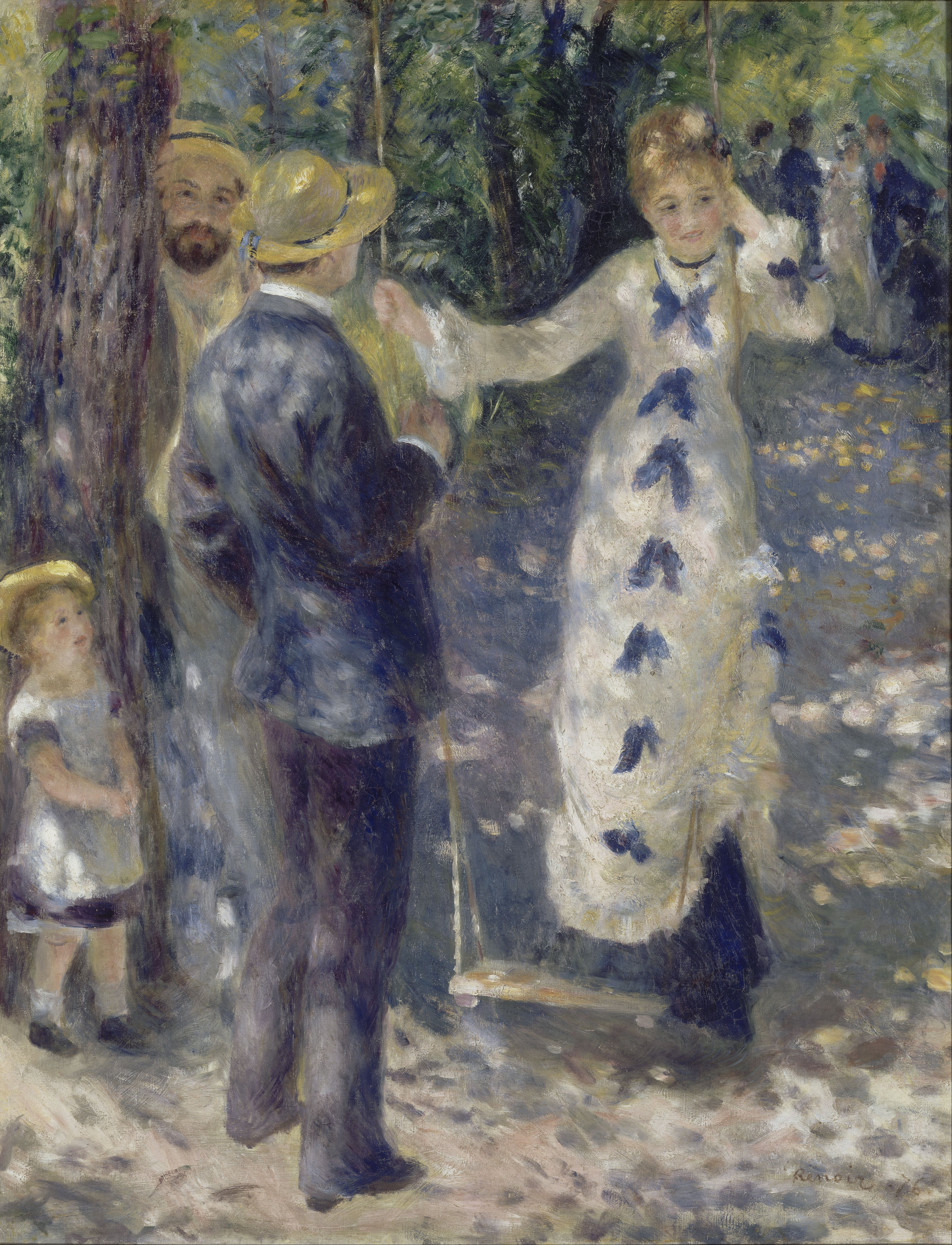
『ぶらんこ』1876年。油彩、キャンバス、92 × 73 cm。オルセー美術館[111]。第3回印象派展出品。
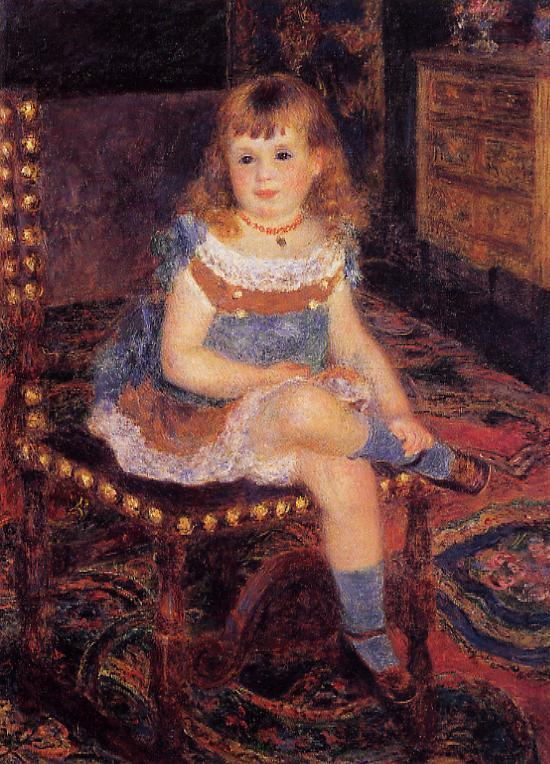
『すわるジョルジェット・シャルパンティエ嬢』1876年。油彩、キャンバス、98 × 71 cm。ブリヂストン美術館[112]。第3回印象派展出品。

### サロンへの復帰（1878年 - 1880年）
ルノワールは、シャルパンティエの勧めもあって、1878年のサロンに応募した。「グレールの弟子」として応募した『一杯のショコラ』が入選した。このことは、シスレー、セザンヌ、モネのサロン応募を誘発することになるが、ドガは、印象派展参加者はサロンに応募すべきでないという主張を持っており、印象派グループの中での考え方の違いが深刻になってきた。当時のサロンは、一般大衆にとって作品の評価を保証する存在であり、労働者階級出身で経済的に苦しいルノワールには、サロンに入選して作品が売れることが切実な問題であった。
1878年5月、テオドール・デュレは、『印象派の画家たち』と題する小冊子を出版し、モネ、シスレー、ピサロ、ルノワール、ベルト・モリゾの5人を印象派グループの先導者として選び出し、解説を書いた。
1879年のサロンには、2点が入選した。そのうち女優ジャンヌ・サマリーの立像は注目されなかったが、『シャルパンティエ夫人とその子どもたち』は、目立つ場所に展示され、称賛を受けた。これは、モデルのシャルパンティエ夫人の知名度によるところが大きかったと考えられる。画中のシャルパンティエ夫人は、黒いドレスを着ており、それまでの印象派の美学に対する挑戦であった。一時的に戸外制作もやめていた。ピサロは、支援者ウジェーヌ・ミュレへの手紙の中で、「ルノワールはサロンで大成功を収めました。彼はついにやったと思います。それはとても結構なことです。貧乏はとても辛いですから。」と書いている。シャルパンティエ家でこの絵を見たマルセル・プルーストもその優美さを称賛した。その頃から、肖像画の注文が増えてきた。
その年の4月には、ドガが中心となって第4回印象派展が開かれたが、ドガの主張により、サロンに応募する者は参加させないこととされ、展覧会の名称も「独立派（アンデパンダン）展」とされた。サロンに応募していたルノワールは参加せず、セザンヌやアルマン・ギヨマンも同様の理由で参加しなかった。モネも、当初サロン応募に傾いていたが、カイユボットの説得によって参加を決めた。
その年の6月、シャルパンティエ夫妻が、創刊した「ラ・ヴィ・モデルヌ」誌のギャラリーで、ルノワールのパステル展を開いた。これと併せて、弟エドモンが、「ラ・ヴィ・モデルヌ」誌に、兄の作品を包括的に紹介した記事を載せた。
1879年、ルノワールは、モデルをしていた女性マルゴを病気で亡くし、落ち込んでいた。同年夏、シャルパンティエを通じて知り合った友人の収集家ポール・ベラールがディエップ近くのヴァルジュモンに持つ地所を訪れ、親しく交友するようになった。ヴァルジュモンからパリに戻った頃、サン＝ジョルジュ通りの大衆食堂で、お針子をしていた女性アリーヌ・シャリゴと出会った。アリーヌは、ルノワールの絵のモデルをするようになり、同棲を始めた。しかし、ルノワールは、労働者階級出身のアリーヌとの交際を周囲にはひた隠しにしていた
1880年のサロンは、芸術アカデミーが主催する最後のサロンであった。ルノワールは、2点が入選した。この年には、ルノワールだけでなくモネも、印象派展（第5回展）を離脱してサロンに応募した。ルノワールは、サロンの門戸を広げる改革案を公表したが、注目されるには至らなかった。

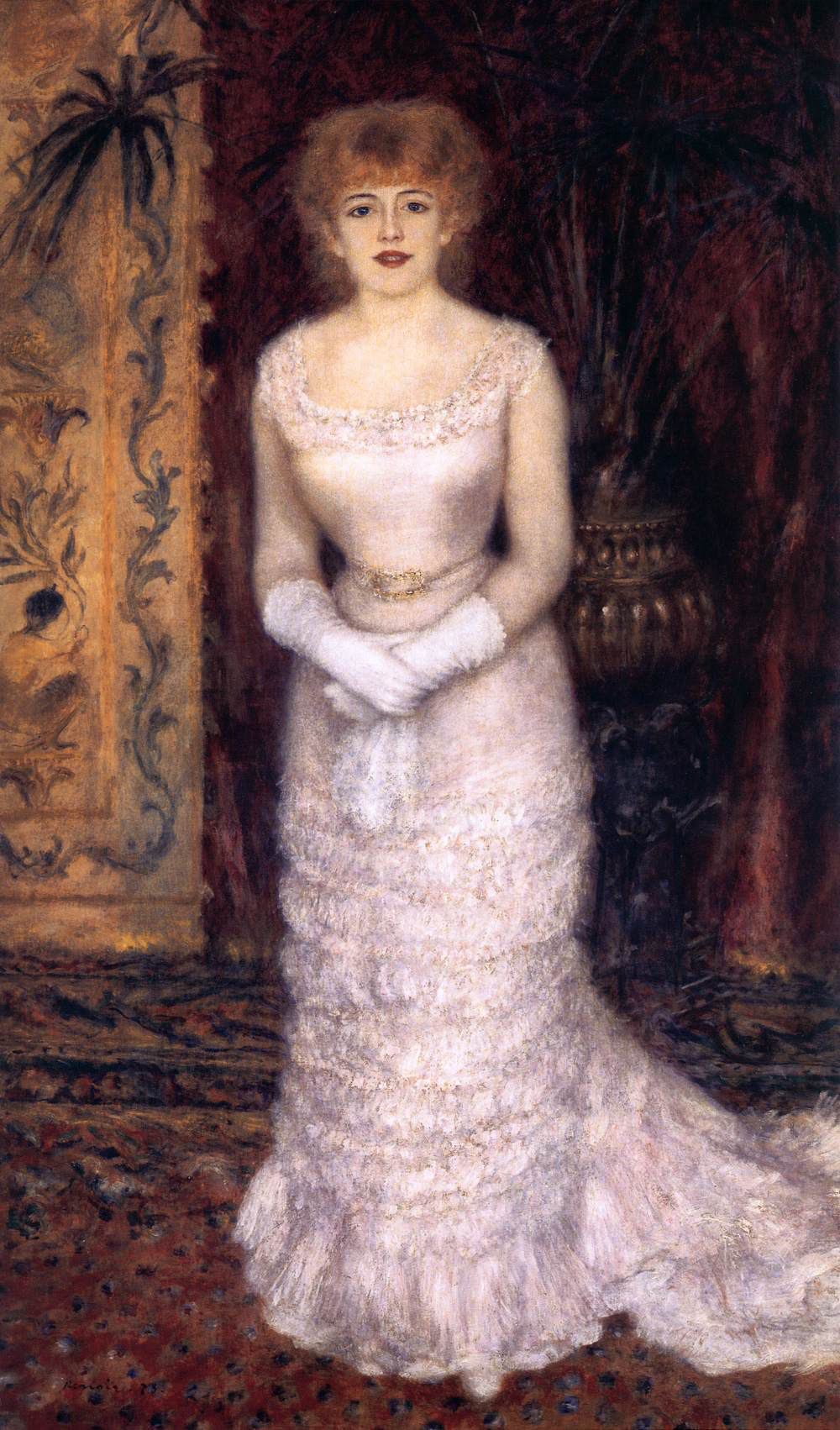
『女優ジャンヌ・サマリーの立像（フランス語版）』1878年。油彩、キャンバス、174 × 105 cm。エルミタージュ美術館[127]。
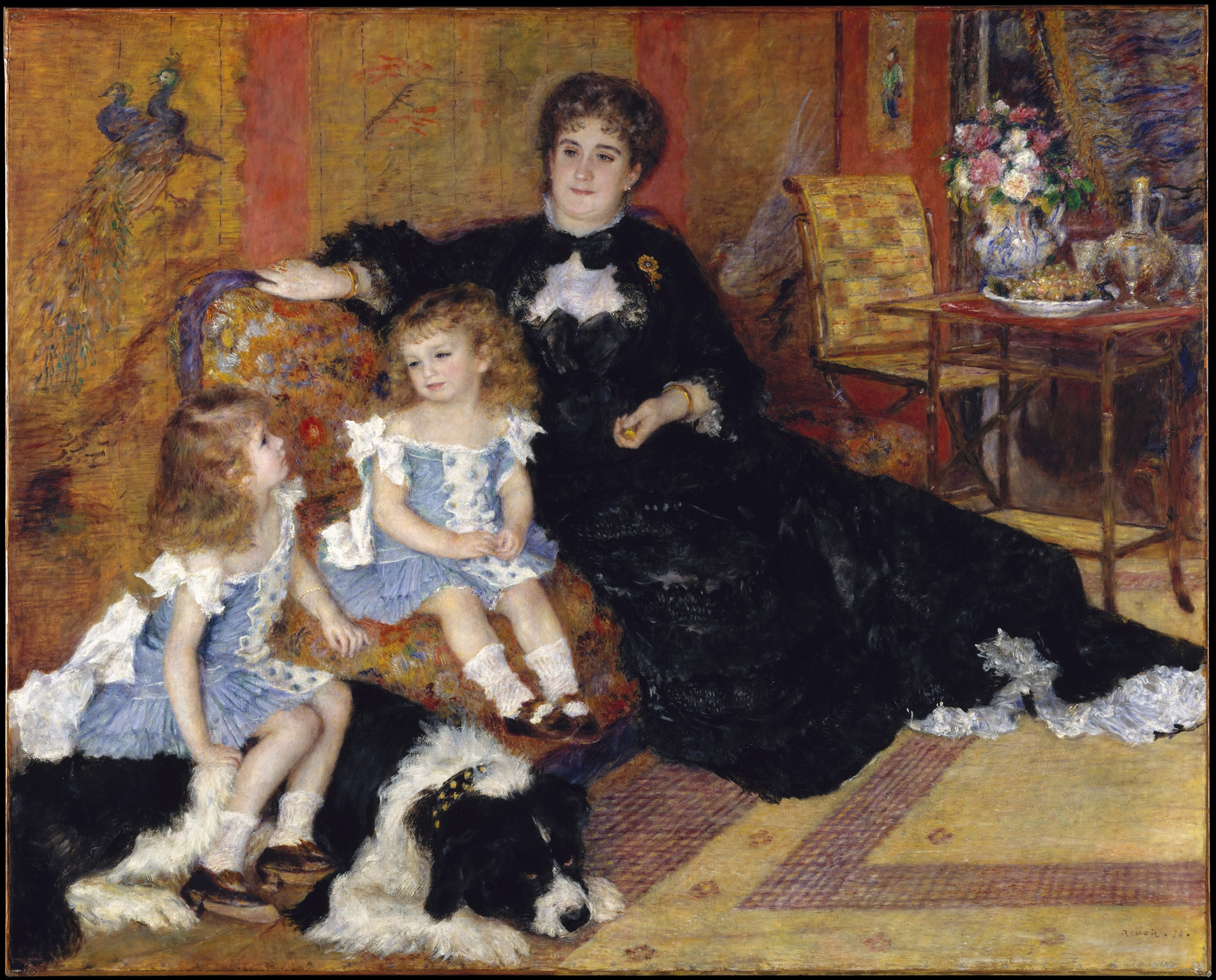
『シャルパンティエ夫人とその子どもたち』1878年。油彩、キャンバス、153.7 × 190.2 cm。メトロポリタン美術館[128]。1879年サロン入選。
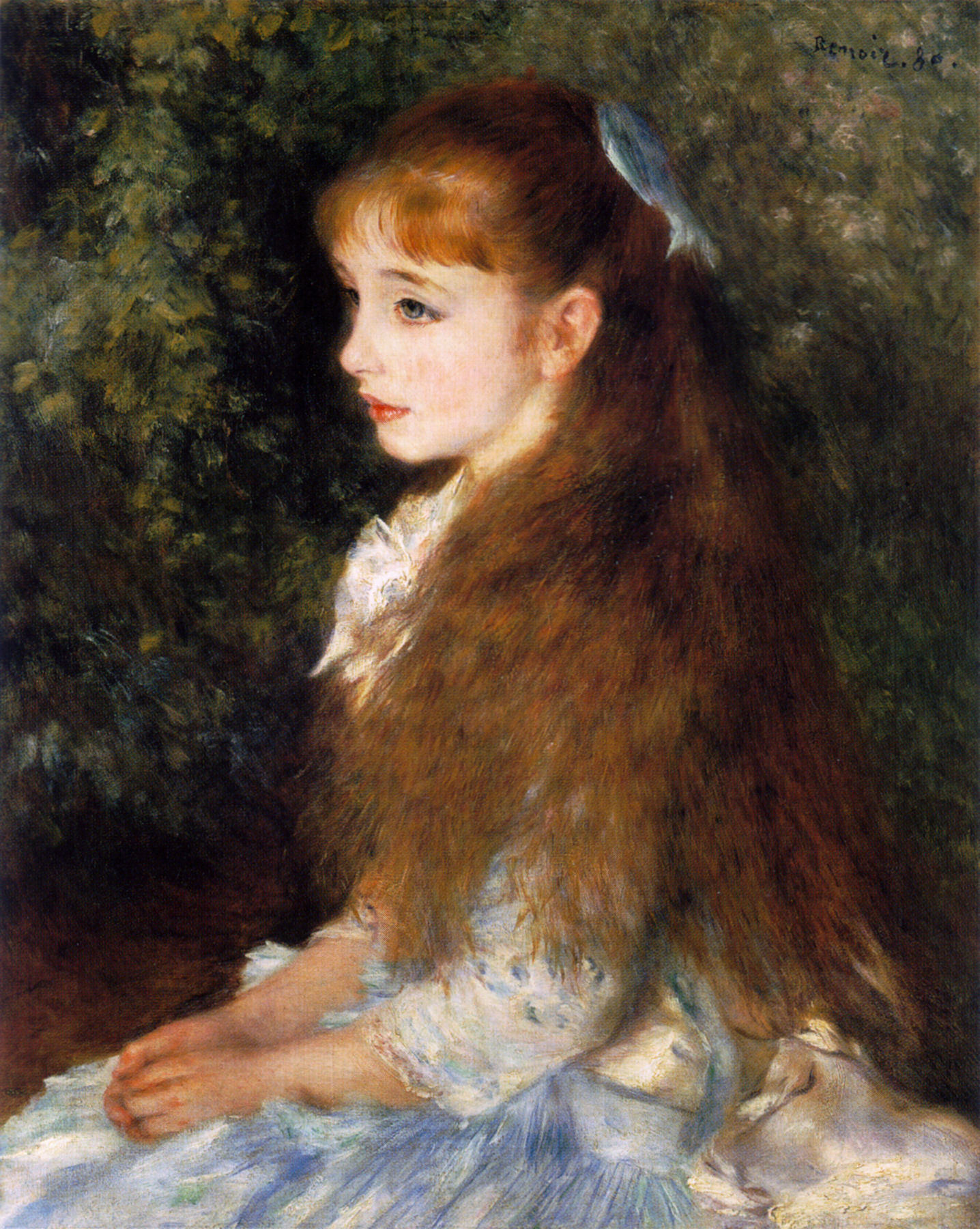
『イレーヌ・カーン・ダンヴェール嬢』1880年。油彩、キャンバス、65 × 54 cm。ビュールレ・コレクション[129]。

### アルジェリア旅行・イタリア旅行（1880年代初頭）
1881年初頭から、経済的危機を脱したデュラン＝リュエルが、ルノワールの作品を定期的に購入し始めた。ルノワールは、この年3月から4月にかけて、アルジェリアに旅行した。ここでドラクロワを魅了した色彩豊かなオリエントに惹かれ、ドラクロワに倣い、『モスク』を描いた。ルノワールは、旅行先のアルジェから、デュラン＝リュエルに宛てて、サロンに応募する理由について次のように書いている。
同年（1881年）夏には、ヴァルジュモンにあるポール・ベラールの別荘で過ごし、近くのプールヴィル、ヴァランジュヴィル＝シュル＝メール、ディエップを訪れた。1881年のサロンは、アカデミーからフランス芸術家協会に移管されて初めてのサロンであった。ルノワールは、『ピンクと青、カーン・ダンヴェール家のアリスとエリザベート』と肖像画1点を入選させた。第6回印象派展には参加していない。かつての印象派グループは、ピサロを中心としたグループ、ドガを中心としたグループ、そして今や印象派展を離脱してサロンに戻ったルノワール、モネ、シスレー、セザンヌらのグループの三つに分裂していた。

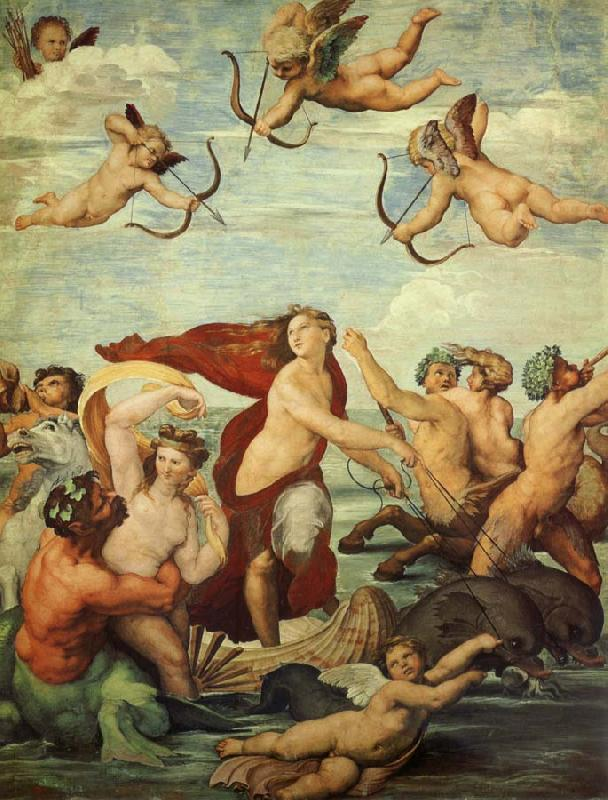
ラファエロ『ガラテアの勝利』1514年頃。

同年（1881年）10月、ルノワールは、突然イタリアに旅立ち、まずヴェネツィアに滞在した。その地から、シャルパンティエ夫人に、「私はラファエロの作品を見たいという願望に取り憑かれました。」と書いている。そして、11月21日には、ナポリからデュラン＝リュエルに、「私はローマでラファエロの作品を見てきました。非常に素晴らしい。私はそれをもっと早く見ておくべきでした。……私は油彩画ならドミニク・アングルが好きです。しかしラファエロのフレスコ画には、驚くべき単純さと偉大さがあります。」と書き送っている。ルノワールは、当初は、ラファエロを模倣するアカデミズム絵画を侮蔑しており、冷やかしのために見に行ったようだが、ローマのバチカン宮殿「署名の間」やヴィラ・ファルネジーナの『ガラテアの勝利』を見て感動した。なお、この時のイタリア旅行には、アリーヌ・シャリゴも同行した。カプリでアリーヌをモデルにして制作した『ブロンドの浴女』の左手薬指には、指輪がはめられている。
1882年1月には、友人から紹介状をもらってパレルモで作曲家リヒャルト・ワーグナーに会い、短時間でその肖像画を描いた。その後、パリに戻る予定を変更し、マルセイユ郊外のエスタックにポール・セザンヌを訪ね、共に制作した。2月初め、エスタックで風邪を引いて肺炎を起こし、療養した。そのような折、カイユボットとデュラン＝リュエルから、第7回印象派展への参加を促す手紙が届いた。ルノワールは、デュラン＝リュエルに次のように回答している。
第7回印象派展は、内紛の末、デュラン＝リュエルが仲介して1882年3月に開催にこぎつけたが、出品作品の大半がデュラン＝リュエルの所蔵品であった。ルノワールの出品作は、デュラン＝リュエルが選定した25点で、うち9点がヴェネツィアやアルジェ、セーヌ川の風景画、5点が静物画、その他は風俗画である。批評家フィリップ・ビュルティは、ヴェネツィアとアルジェの太陽の光にあふれた風景画、そして『扇を持つ女性』を絶賛した。他方、大作『舟遊びをする人々の昼食』は、この展覧会ではそれほどの評価を得られなかった。『舟遊びをする人々の昼食』では、テーブル上の静物や、遠景のセーヌ川の描写は印象主義的であるが、人物の明確な輪郭線や、左下から右上に向かう構図は、この頃から古典主義への関心が強まったことを示している。
1882年のサロンには『青いリボンをつけたイヴォンヌ・グランレル』、1883年のサロンには『クラピソン夫人の肖像』を入選させた。1883年4月には、デュラン＝リュエルがマドレーヌ大通りに新しく開いた画廊で、ルノワールの個展が開かれた。

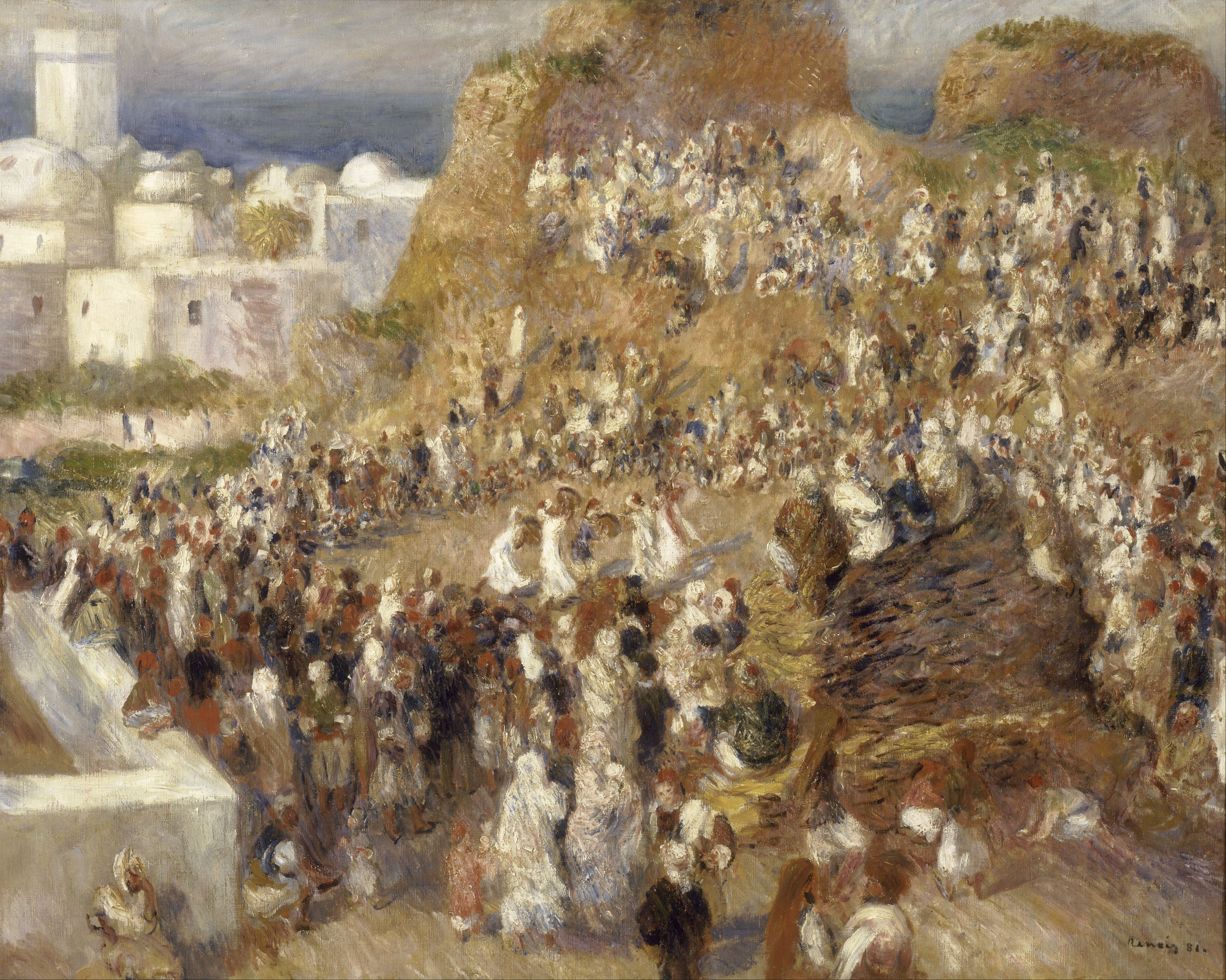
『モスク』1881年。油彩、キャンバス、73.5 × 92 cm。オルセー美術館[146]。
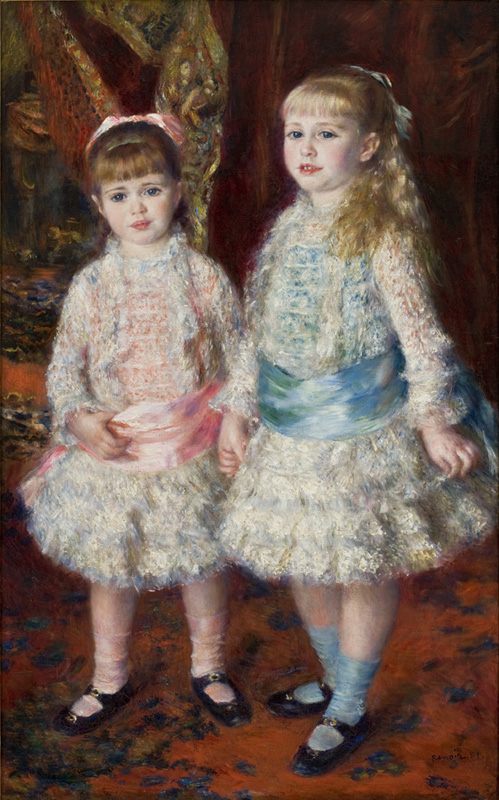
『ピンクと青、カーン・ダンヴェール家のアリスとエリザベート（英語版）』1881年。油彩、キャンバス、119 × 74 cm。サンパウロ美術館[147]。1881年サロン入選。
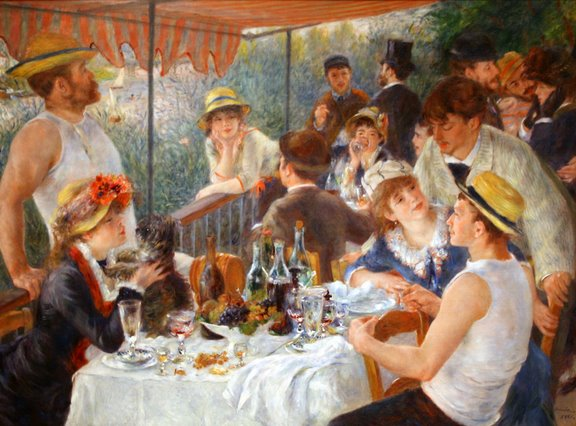
『舟遊びをする人々の昼食』1880-81年。油彩、キャンバス、130.2 × 175.6 cm。フィリップス・コレクション（ワシントンD.C.）[148]。第7回印象派展出品。
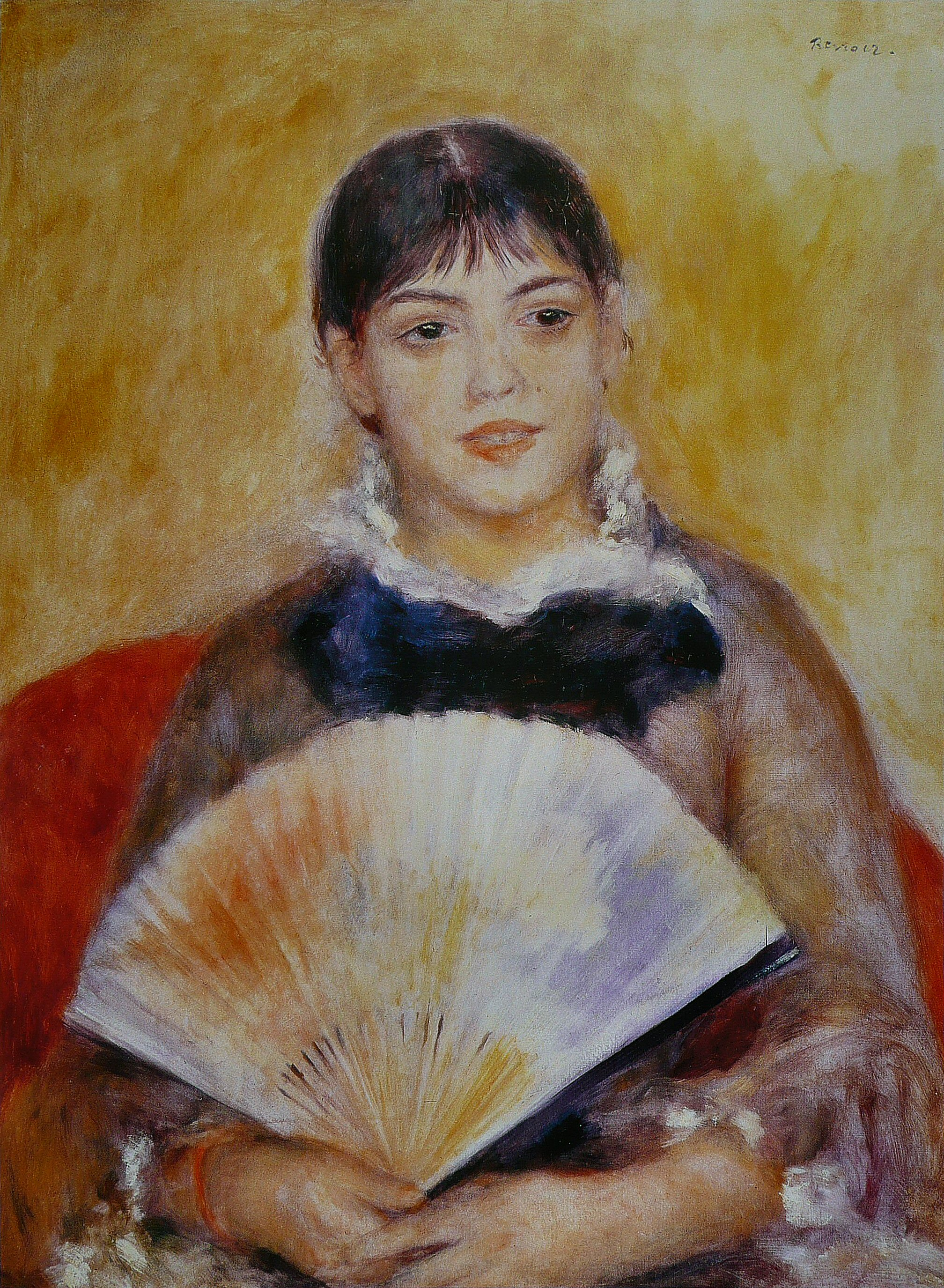
『扇を持つ女性（フランス語版）』1881年。油彩、キャンバス、65 × 50 cm。エルミタージュ美術館[149]。第7回印象派展出品。
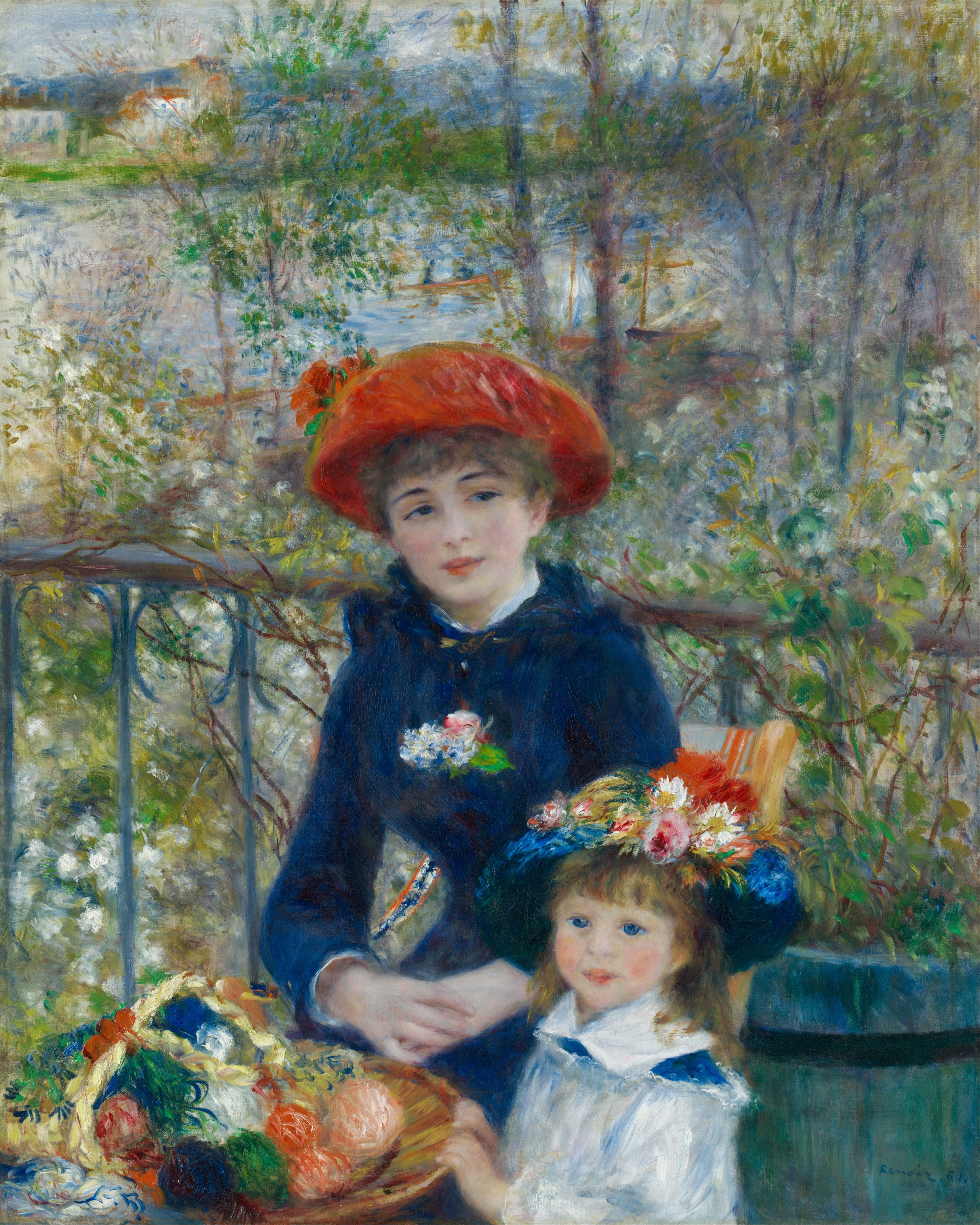
『2人の姉妹（テラスにて）（英語版）』1881年。油彩、キャンバス、100.4 × 80.9 cm。シカゴ美術館[150]。
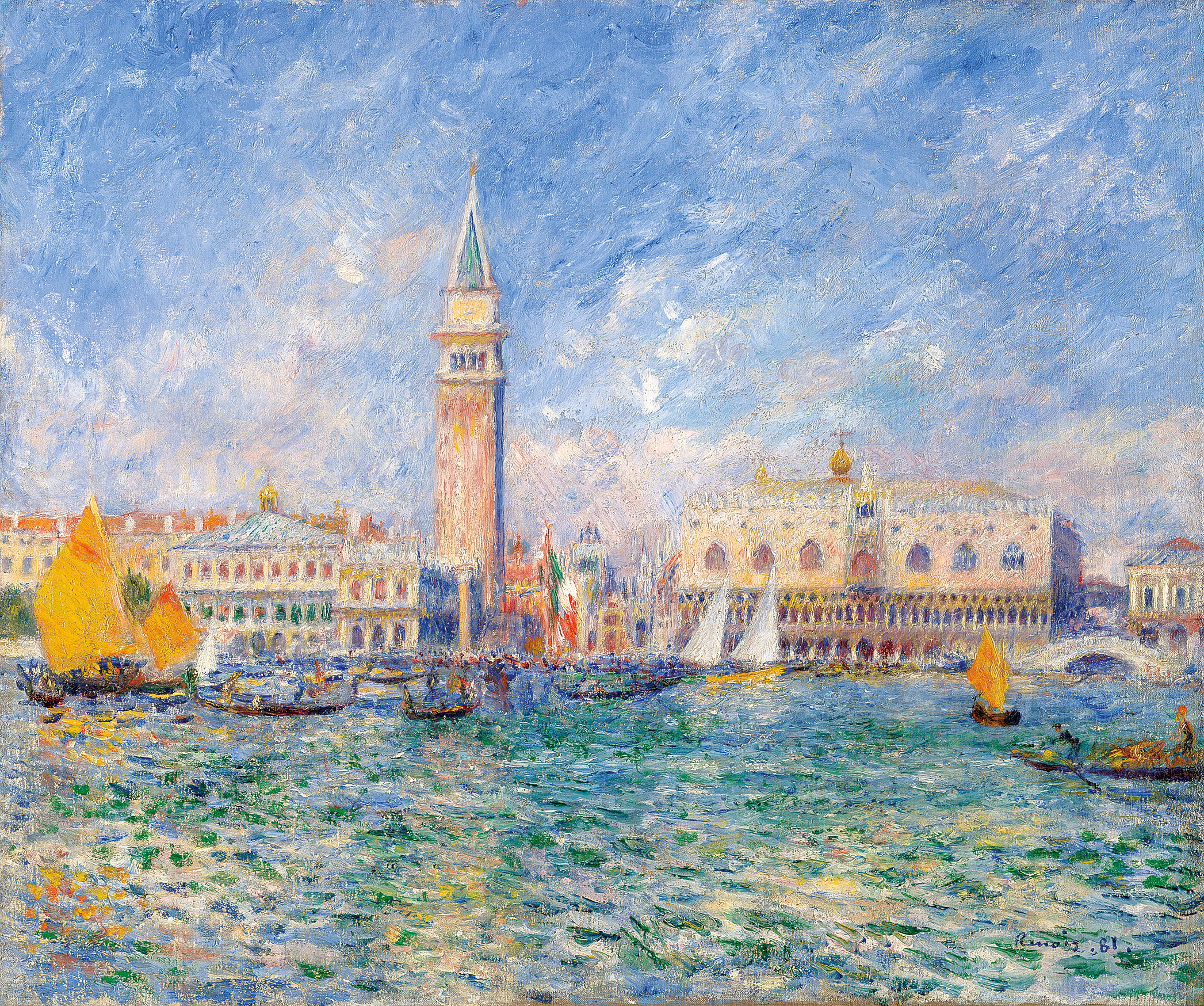
『ヴェネツィアのパラッツォ・ドゥッカーレ』1881年。油彩、キャンバス、54 × 65 cm。クラーク美術館（英語版）（マサチューセッツ州ウィリアムズタウン）。
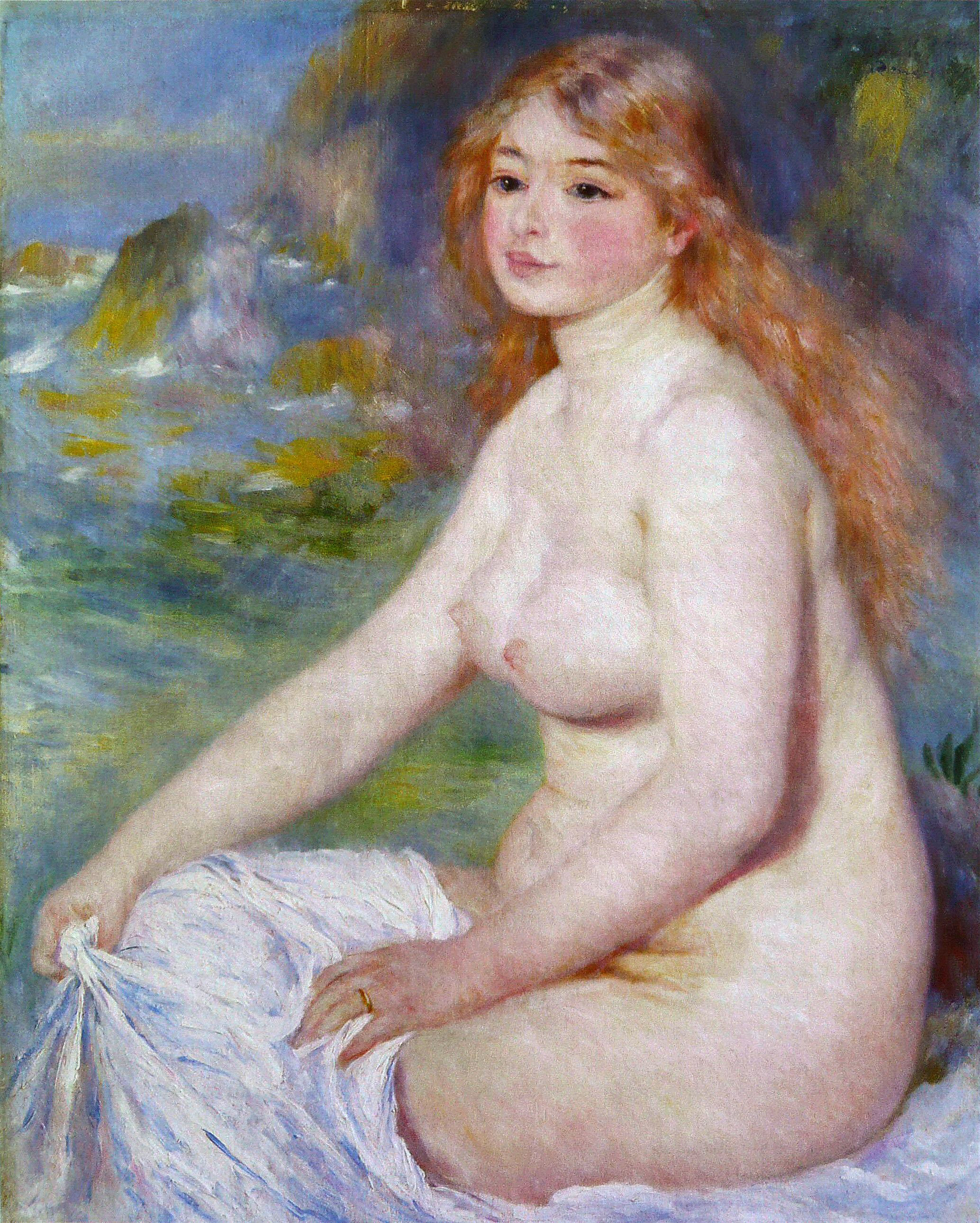
『ブロンドの浴女』1881年。油彩、キャンバス、81.8 × 65.7 cm。クラーク美術館。
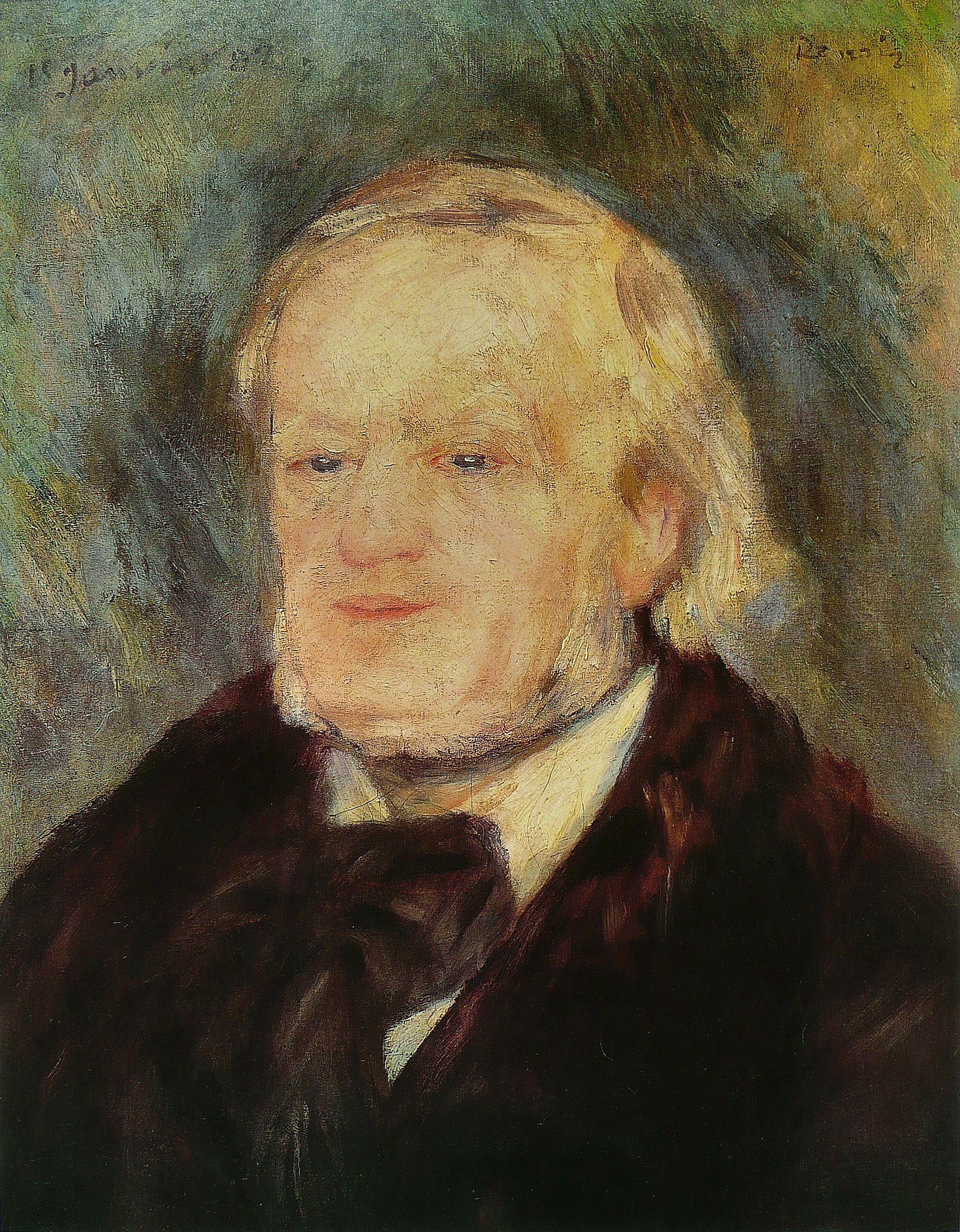
『リヒャルト・ワーグナーの肖像』1882年。油彩、キャンバス、53 × 46 cm。オルセー美術館[151]。

### 古典主義への回帰（1880年代半ば - 後半）
ルノワールは、イタリア旅行でのラファエロとの出会いを機に、ニコラ・プッサンから新古典主義に至る絵画に興味を持つようになり、色彩重視からデッサン重視に転向した。そして、1883年頃から1888年頃にかけて、写実性の強い「アングル風」の時代が訪れる。
1882年末から1883年にかけて、ダンス3部作と言われる『ブージヴァルのダンス』、『田舎のダンス』、『都会のダンス』を制作した。『田舎のダンス』の女性のモデルはアリーヌ・シャリゴ、その他の2作品のモデルはシュザンヌ・ヴァラドンである。この当時、ルノワールは2人と二股の交際をしていたようで、1883年12月にシュザンヌが産んだ画家モーリス・ユトリロの父親は、ルノワールであるとする説がある。
1883年4月には、デュラン＝リュエルがマドレーヌ大通りに新しく開いた画廊で、ルノワールの個展が開かれた。初期作品から近作まで約70点の中には、数多くの代表作が含まれ、印象派としてのルノワールを回顧する本格的な展覧会となった。デュラン＝リュエルは、これと並行して海外での売出しを図り、ロンドンのニュー・ボンド・ストリートの画廊で開いた印象派の展覧会に、ヴェネツィアの風景画や『ブージヴァルのダンス』を含むルノワール9点を展示した。
同年（1883年）晩夏には、英領ジャージー、ガーンジーを訪れた。12月、モネとともに、新しいモティーフを探しに、地中海沿岸への短い旅に出た。モネは、この旅行について、「ルノワールとの楽しい旅は、なかなか素晴らしかったのですが、制作するには落ち着きませんでした。」と述べている。2人の関心が変化したこともあり、かつてのように共同制作から成果を得る手法は難しくなったことを示している。ポール・ベラールの別荘に招かれてその娘たちを描いた『ヴァルジュモンの午後』を制作したが、ベラールは、ルノワールの新しい画風を好まず、この後注文をやめてしまった。そのほかにも多くのパトロンが離れ、この時期ルノワールの絵は全く売れなくなってしまった。
1885年3月、アリーヌとの間に、後に俳優となる長男ピエール・ルノワールが生まれた。その後、母子の健康のためと経済的理由から、一家は、ジヴェルニーに近いラ・ロシュ＝ギュイヨンに移った。この地から、デュラン＝リュエルに宛てて、「私は昔の絵の柔らかい優美な描き方を、これから先再び取り入れていくことにしました。……新しさは全然ありませんが、18世紀の絵画を引き継ぐものです。」と書いている。同年秋、妻アリーヌの故郷エソワを初めて訪れ、その後もこの地を気に入って度々訪れている。
デュラン＝リュエルは、1886年4月、ニューヨークで「パリ印象派の油絵・パステル画展」を開き、ルノワールの作品38点もその中に含まれていた。この展覧会は、アメリカの収集家が印象派に関心を持ち始める契機となった。同じ年、最後のグループ展となる第8回印象派展が開かれたが、画商ジョルジュ・プティの国際美術展に参加を決めていたモネ、ルノワールは参加しなかった。また、モネとともに、ブリュッセルの20人展にも参加した。
1886年頃から、ベルト・モリゾがパリの自宅で友人らを招いて夜会を催すようになったが、ルノワールはその常連客となった。また、モリゾを通じて、詩人ステファヌ・マラルメと知り合い、親交を深めた。

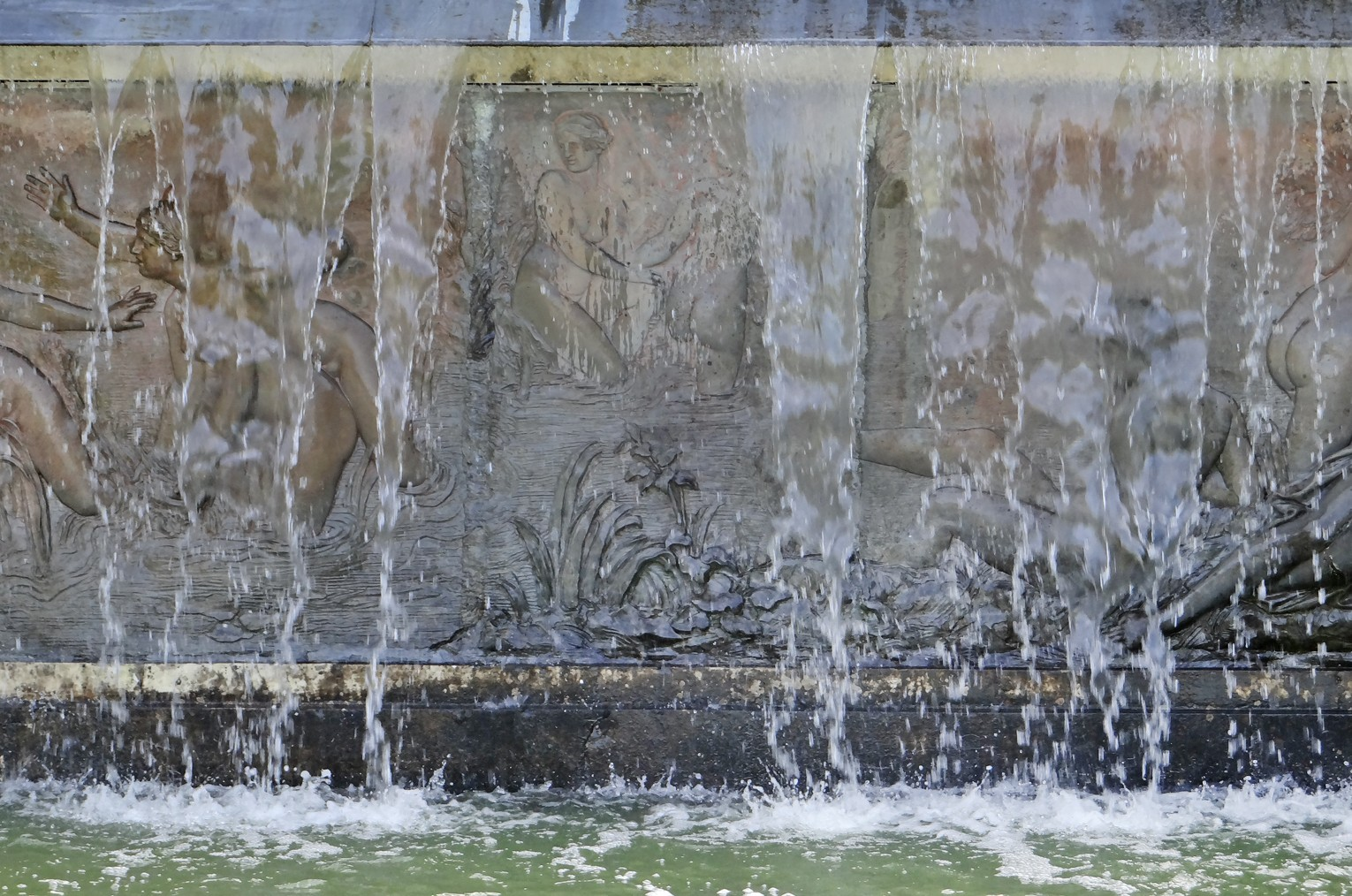
ヴェルサイユ宮殿の噴水を飾るフランソワ・ジラルドンの浅浮き彫りから、『大水浴図』の着想を得たという。

1887年までにかけて、それまでに制作した女性裸体画の集大成として『大水浴図』を制作した。ルノワールは、それまでの制作方法と異なり、この作品のためにデッサンや習作を重ねた。作品の中には、明確な輪郭線となめらかな表面の部分と、筆触を残して色彩を強調した部分とが混在している。彼は、この作品を1887年のジョルジュ・プティの展覧会に出品した。ピサロは、「彼の試みは理解できます。同じところに留まっていたくないのは分かりますが、線に集中しようとしたために色彩への配慮がなく、人物が1人1人ばらばらです。」と評したが、一般大衆の評価はむしろ好意的だった。フィンセント・ファン・ゴッホもこの作品を高く評価した。ルノワールは、デュラン＝リュエルに、「私は、大衆に認めてもらえる一段階を、小さな一歩ではありますが、進んだと思っています。」と書いている。ただ、『大水浴図』には買い手がつかなかった。
1888年初めには、エクス＝アン＝プロヴァンスのジャス・ド・ブッファン別荘にセザンヌを訪れ、一緒に制作した。ルノワールは、この年、激しい神経痛に見舞われるようになった。再び自分の作品に不満を持つようになり、美術批評家のロジェ・マルクスに「私は、自分がこれまでに行ってきた全てを駄目だと感じており、それが展示されているのを見るのは、私にとって最も辛いことです。」と書き、パリ万国博覧会への展示に難色を示している。

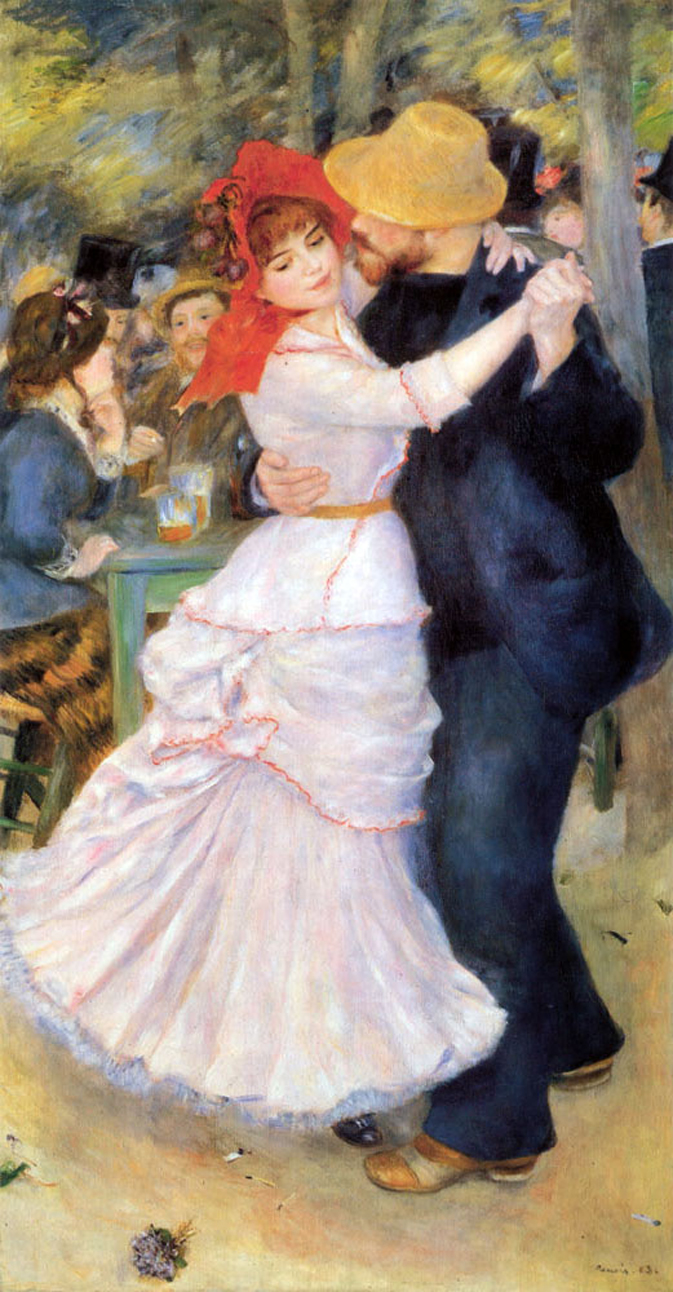
『ブージヴァルのダンス』1883年。油彩、キャンバス、181.9 × 98.1 cm。ボストン美術館[172]。
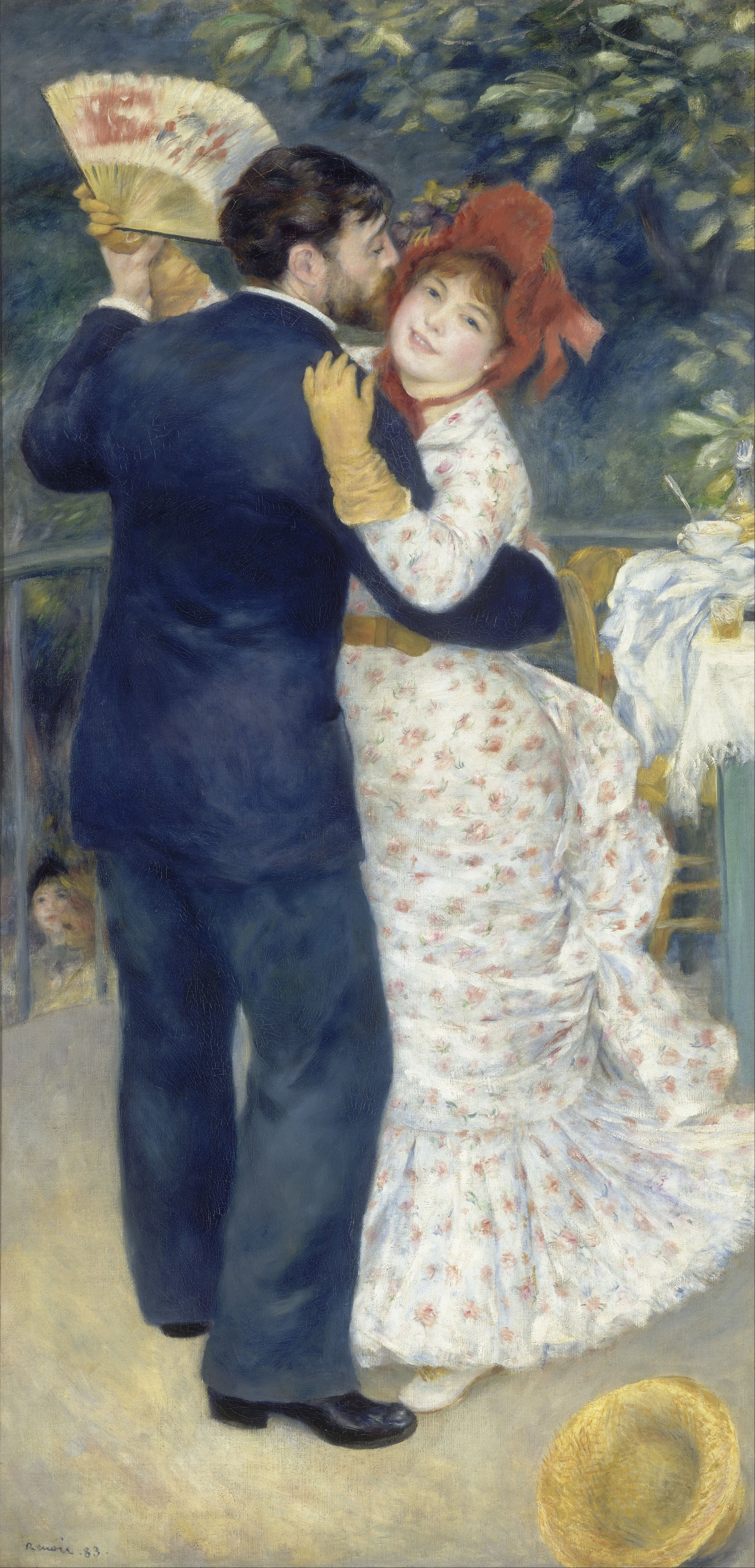
『田舎のダンス』1883年。油彩、キャンバス、180 × 90 cm。オルセー美術館[173]。
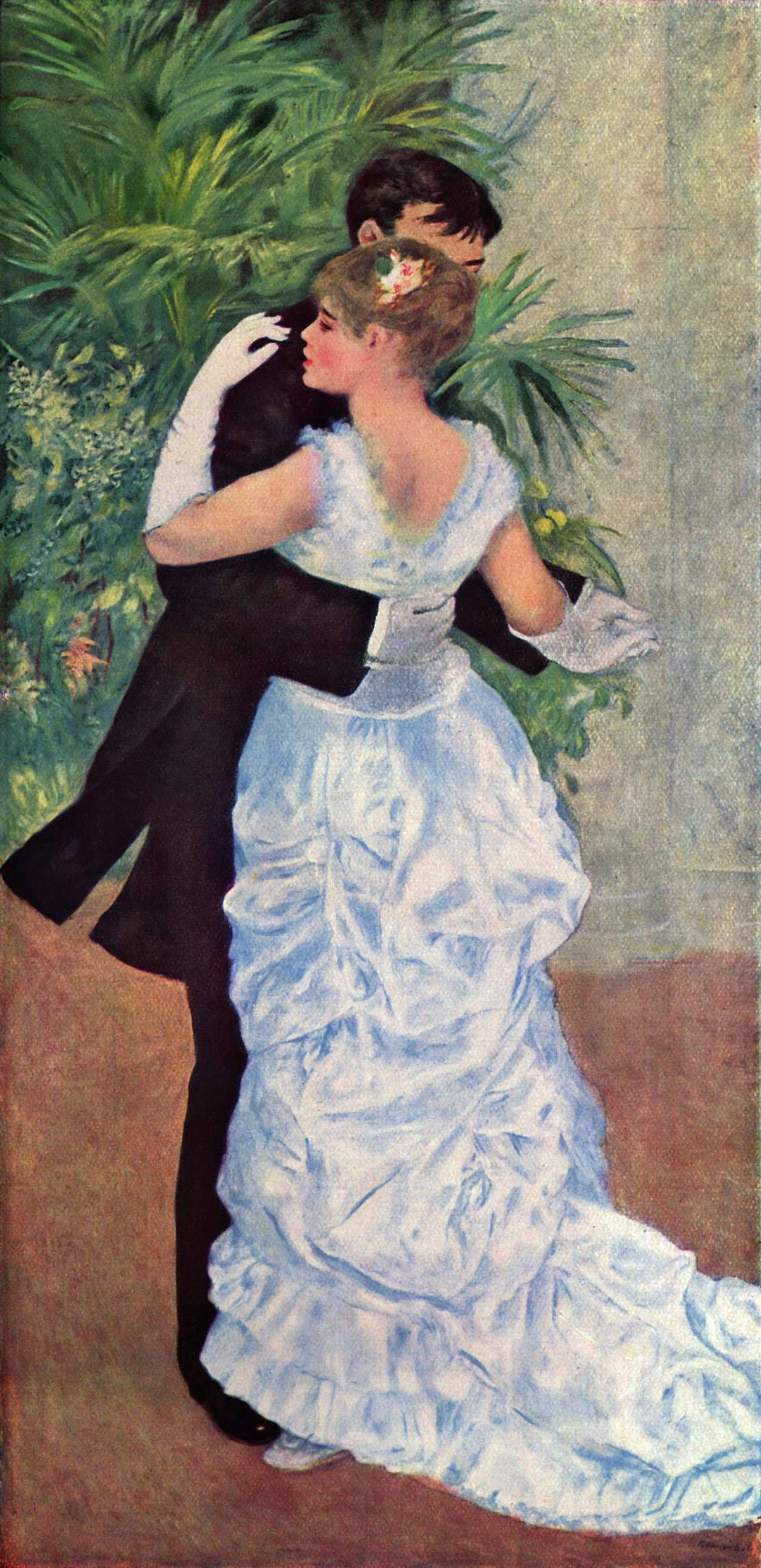
『都会のダンス』1883年。油彩、キャンバス、179.7 × 89.1 cm。オルセー美術館[174]。
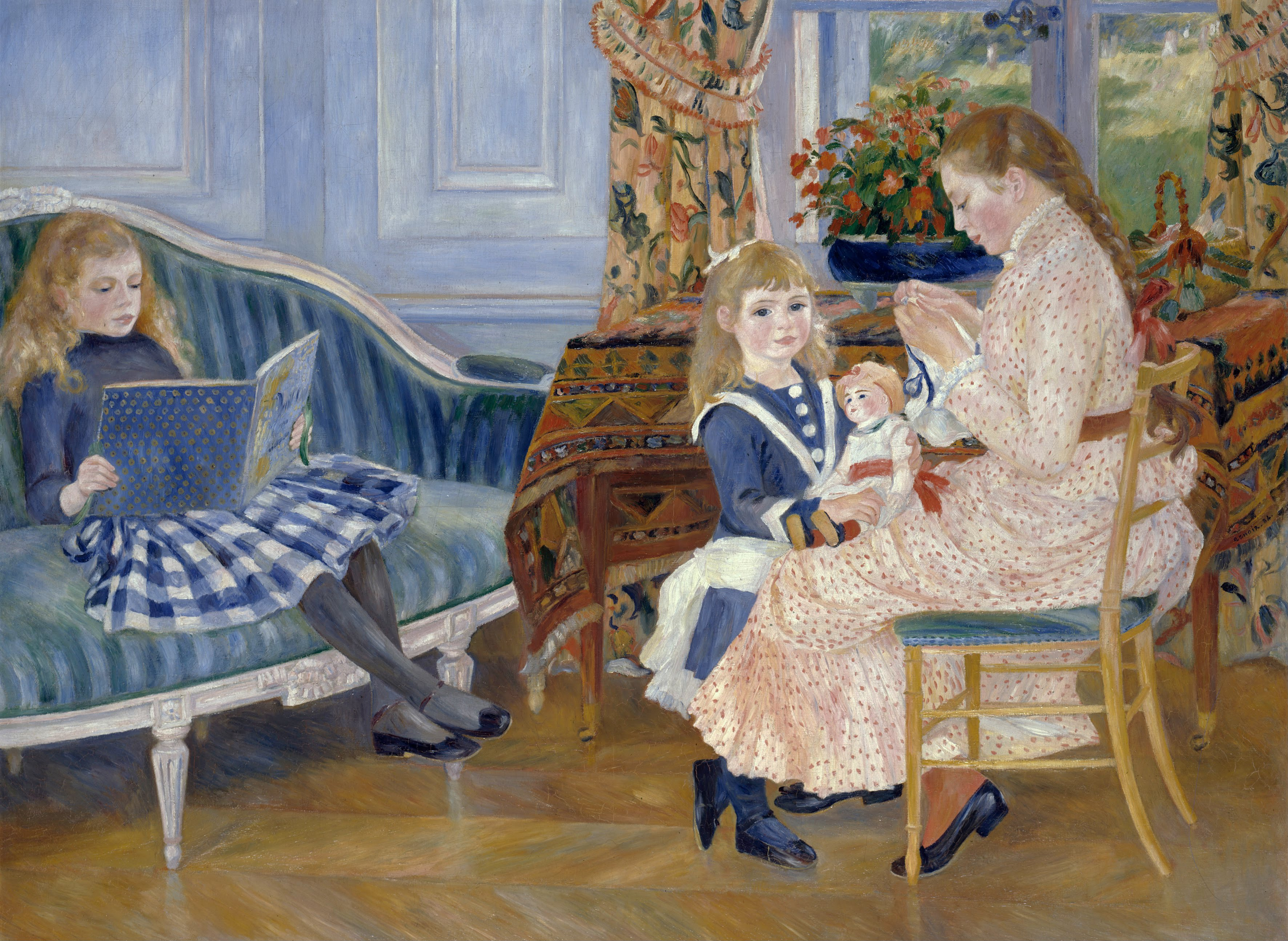
『ヴァルジュモンの午後』1884年。油彩、キャンバス、127 × 173 cm。ベルリン旧国立美術館。
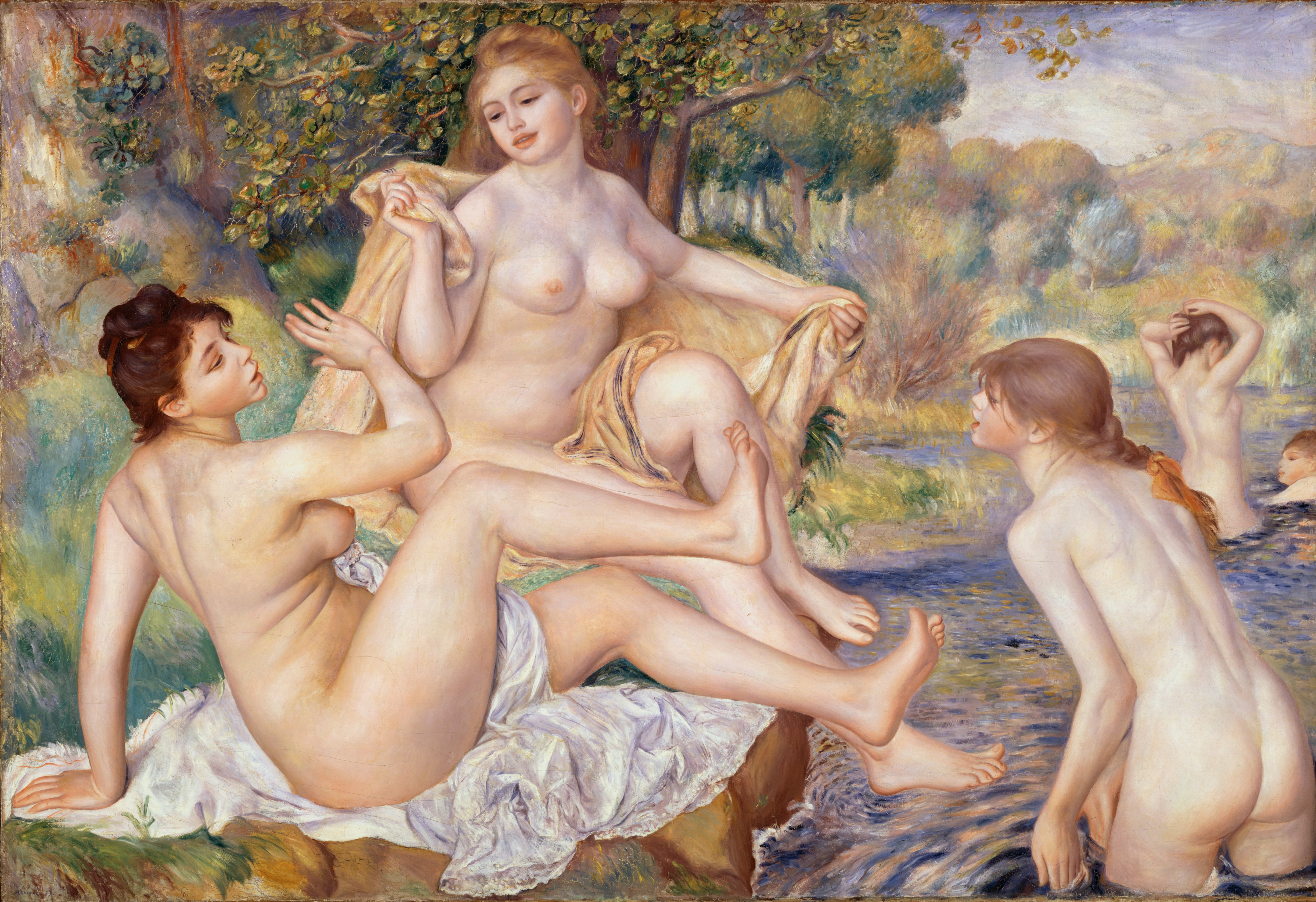
『大水浴図』1884-87年。油彩、キャンバス、117.8 × 170.8 cm。フィラデルフィア美術館[175]。

### 評価の確立（1890年代）

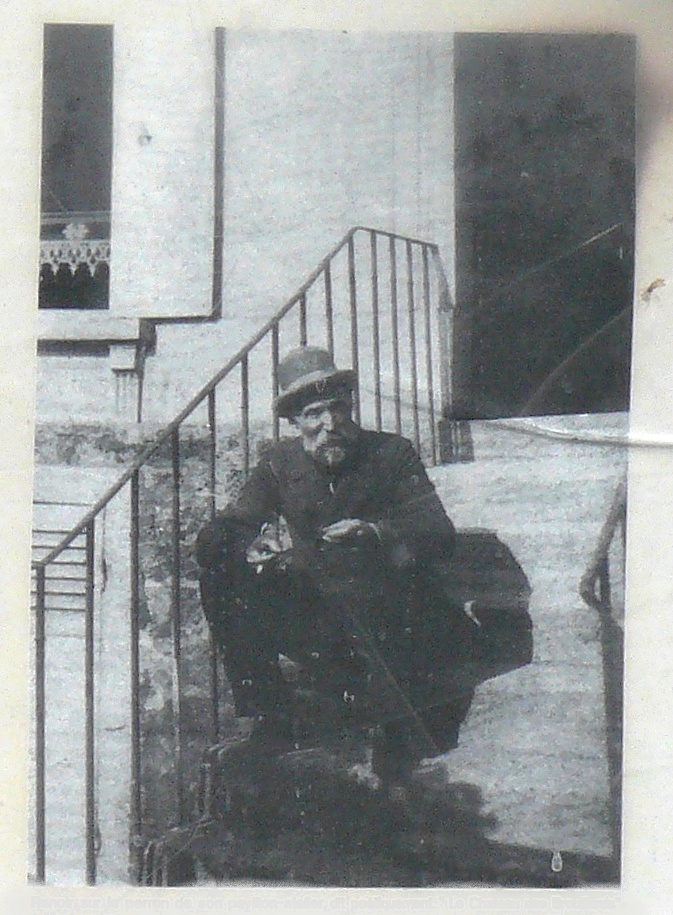
「霧の館」の石段に座るルノワール（1895年頃）。

1890年には、レジオンドヌール勲章の授与を打診されたが、辞退している。また、この年、7年ぶりにサロンに出品し、これを最後にサロンから引退した。この年、アリーヌと正式に結婚した。同年頃、ルノワール一家は、モンマルトルの丘のジラルドン通りにある「ラ・ブルイヤール（霧の館）」に引っ越した。
1890年代初頭には、農作業をする女性や、都会の女性の牧歌的な情景を好んで描いた。そこでは、1880年代のようなはっきりした輪郭線はないが、かといって印象派の時代とも違い、人物がしっかりしたボリューム感を持っている。裸婦も好んで描いた。
1892年、美術局長官アンリ・ルージョンから、リュクサンブール美術館で展示すべき作品の制作依頼を受け、『ピアノに寄る少女たち』の油彩画5点、パステル画1点を集中的に制作した。これには、詩人ステファヌ・マラルメ、美術批評家ロジェ・マルクスの働きかけがあった。油彩画5点のうち、現在オルセー美術館に収蔵されている作品が、4000フランで政府買上げとなったもので、全体が暖かい色調で統一されている。同じ年、デュラン＝リュエル画廊でルノワールの回顧展が開かれ、好評を博した。この頃、歯科医ジョルジュ・ヴィオー、仲買商人フェリックス＝フランソワ・ドポー、劇場経営者ポール・ガリマールなど新しい愛好家も増えてきた。ルノワールは、同じ1892年、ポール・ガリマールに誘われてマドリードに旅行し、プラド美術館でディエゴ・ベラスケスの作品に感銘を受けた。
1894年、アリーヌとの間に、後に映画監督となる二男ジャン・ルノワールが生まれた。この年、アリーヌの遠縁の女性ガブリエル・ルナールが、ルノワールの家のメイドとして働き始め、ジャンの世話をするだけでなく、ルノワールの絵のモデルも務めた。1896年の『画家の家族』には、「ラ・ブルイヤール」の庭先に、長男ピエールとその母親アリーヌ、幼いジャンとそれを支えるガブリエル、隣家の少女が勢揃いしているところが描かれている。
1894年2月、カイユボットが亡くなったが、カイユボットは、その遺言で、マネや印象派の作品68点をリュクサンブール美術館に、後にルーヴル美術館に収蔵すべく遺贈しており、その遺言執行者としてルノワールを指名していた。そのため、ルノワールは、この遺言実現のため奔走することになった。しかし、保守的な美術界や世論は、コレクションの受入れに反対し、大きな論争となった。結局、1896年、コレクションの一部がリュクサンブール美術館に収蔵されることで妥協が成立した。ルノワールの作品は8点中6点が受け入れられた。

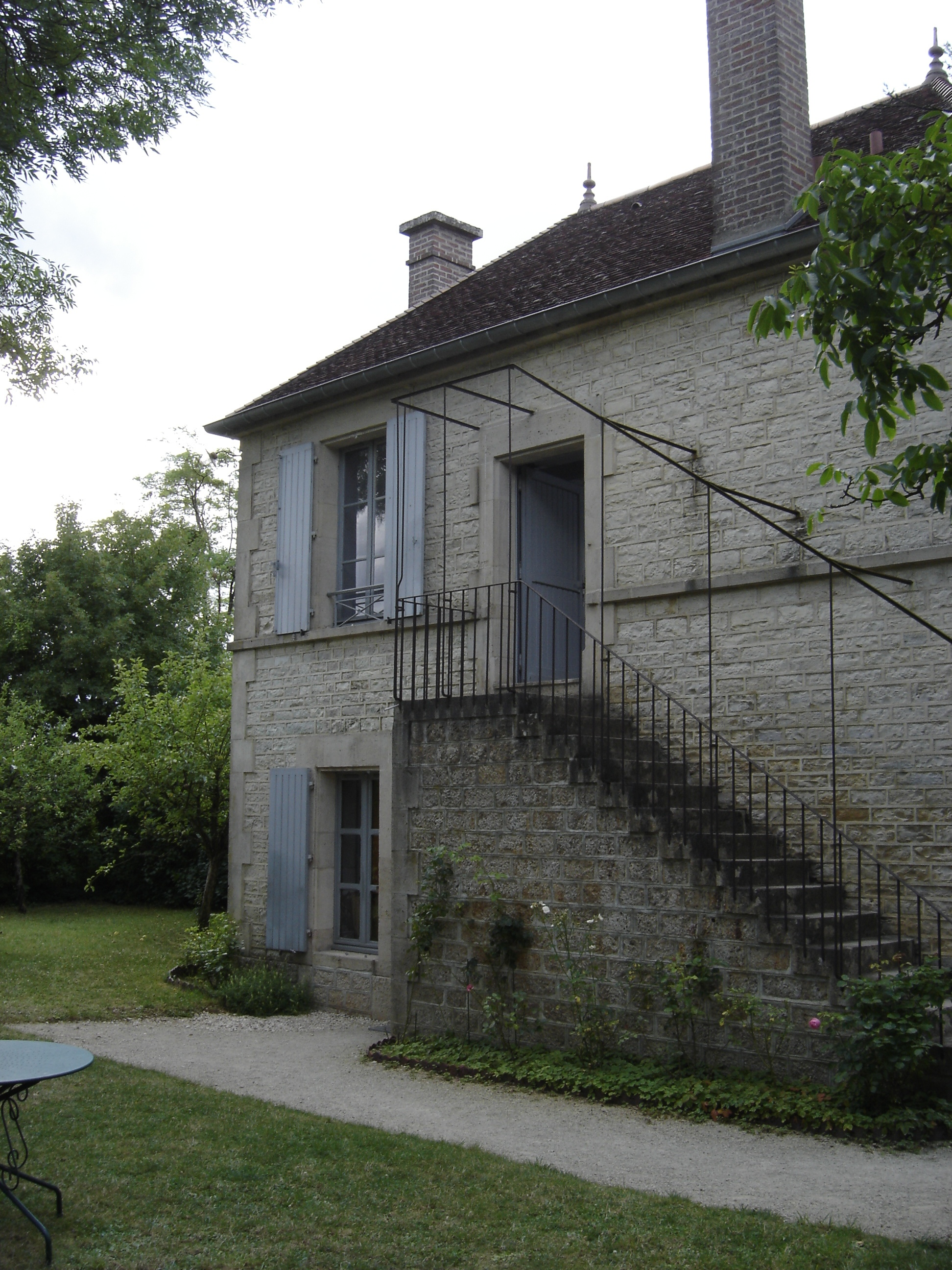
エソワにあるルノワールのアトリエ。

1897年、自転車から落ちて右腕を骨折し、これが原因で慢性関節リウマチを発症した。その後は、療養のため冬を南フランスで過ごすことが多くなった。1899年、友人の画家ドゥコンシーの勧めで、カーニュ＝シュル＝メールのサヴルン・ホテルに滞在し、この町に惹かれるようになった。そして、パリ、エソワ、カーニュの3箇所を行き来するようになった。
1900年、パリ万国博覧会の「フランス絵画100周年記念展」にルノワールの作品11点が展示された。同年8月、レジオンドヌール勲章5等勲章を受章した。これも同じ年、ベルネーム＝ジューヌ画廊で大規模な個展を開催した。ベルネーム＝ジューヌ兄弟は、1890年代初めから、積極的に印象派の作品を扱い、ルノワールとも親交を築いており、1901年と1910年にはルノワールがベルネーム＝ジューヌの家族の肖像画を描いている。
1901年、エソワで、アリーヌとの間に、三男クロードが生まれた。その頃、リューマチで階段を上がるのも難しくなったことから、モンマルトルのコーランクール通りに移った。

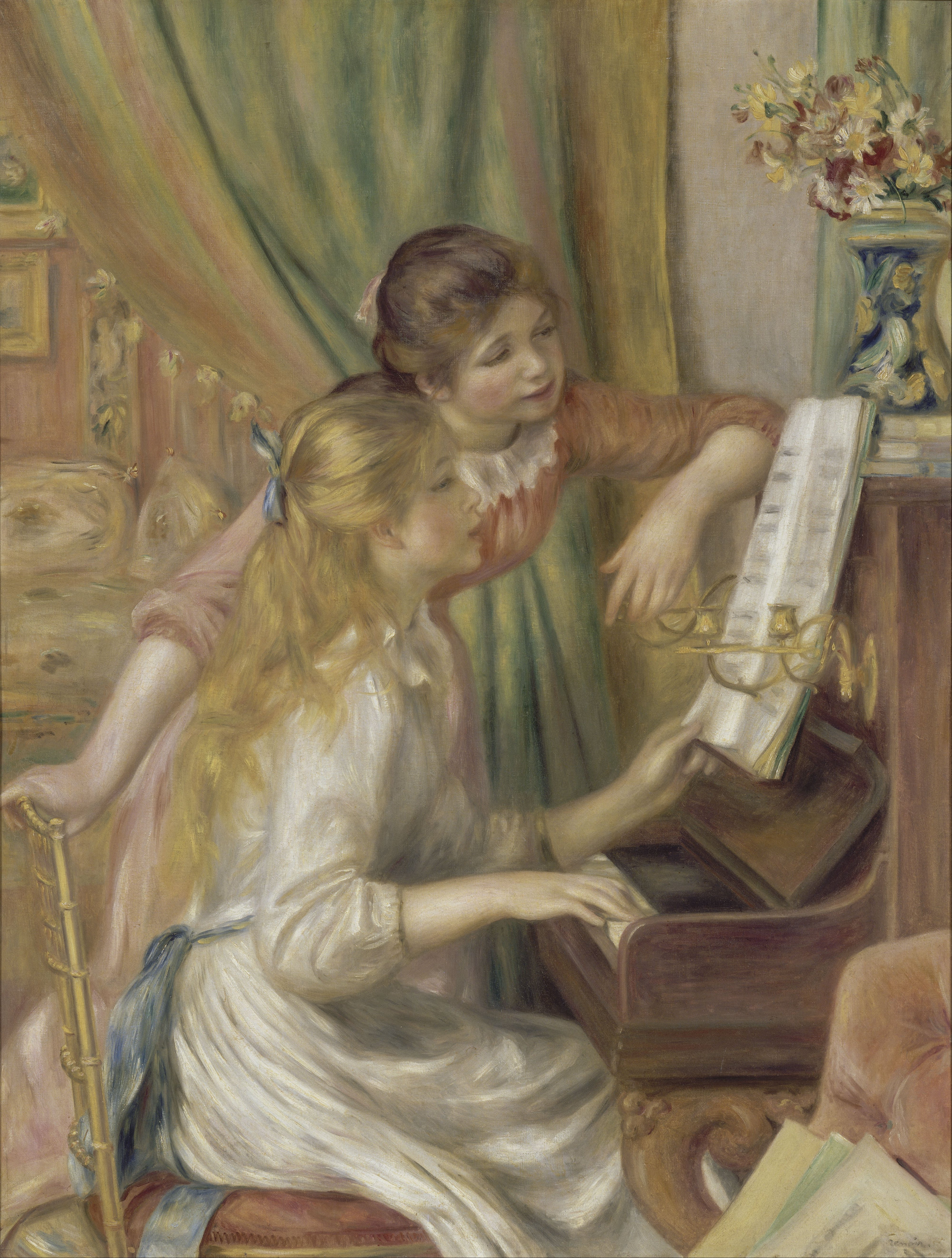
『ピアノに寄る少女たち』1892年。油彩、キャンバス、116 × 90 cm。オルセー美術館[193]。
『ガブリエルとジャン』1895-96年。油彩、キャンバス、65 × 54 cm。オランジュリー美術館[194]。
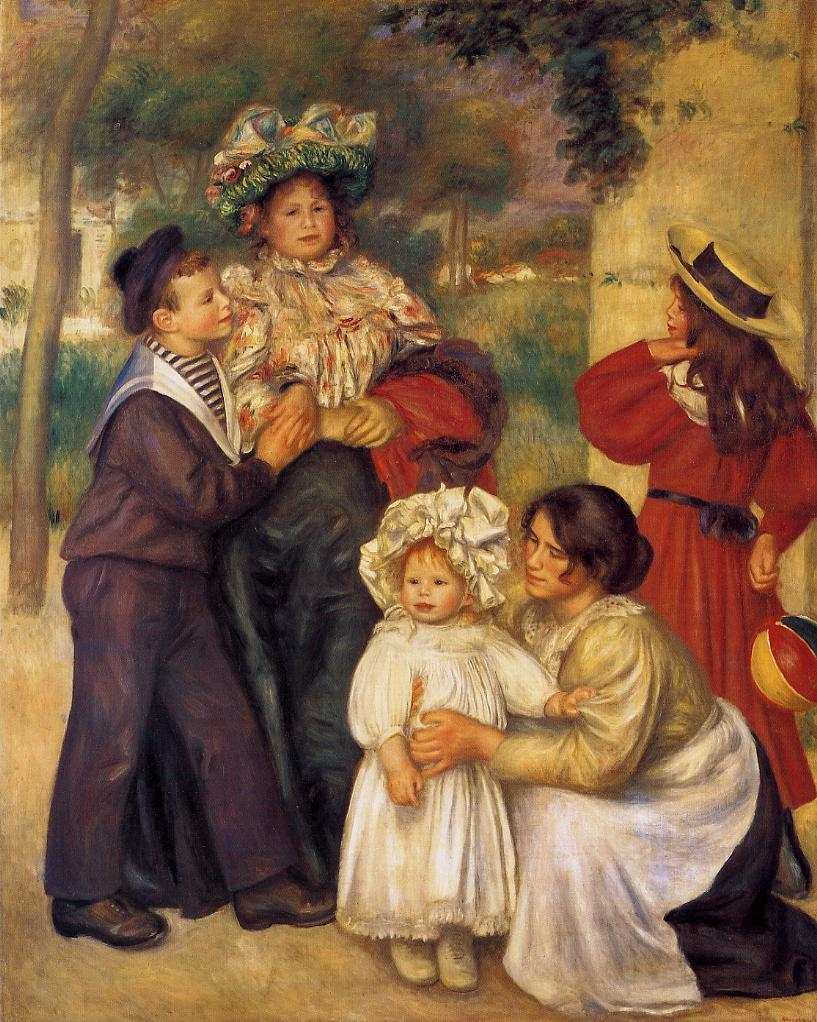
『画家の家族』1896年。油彩、キャンバス、173 × 137.2 cm。バーンズ・コレクション[195]。

### 南仏カーニュ（1903年 - 1919年）

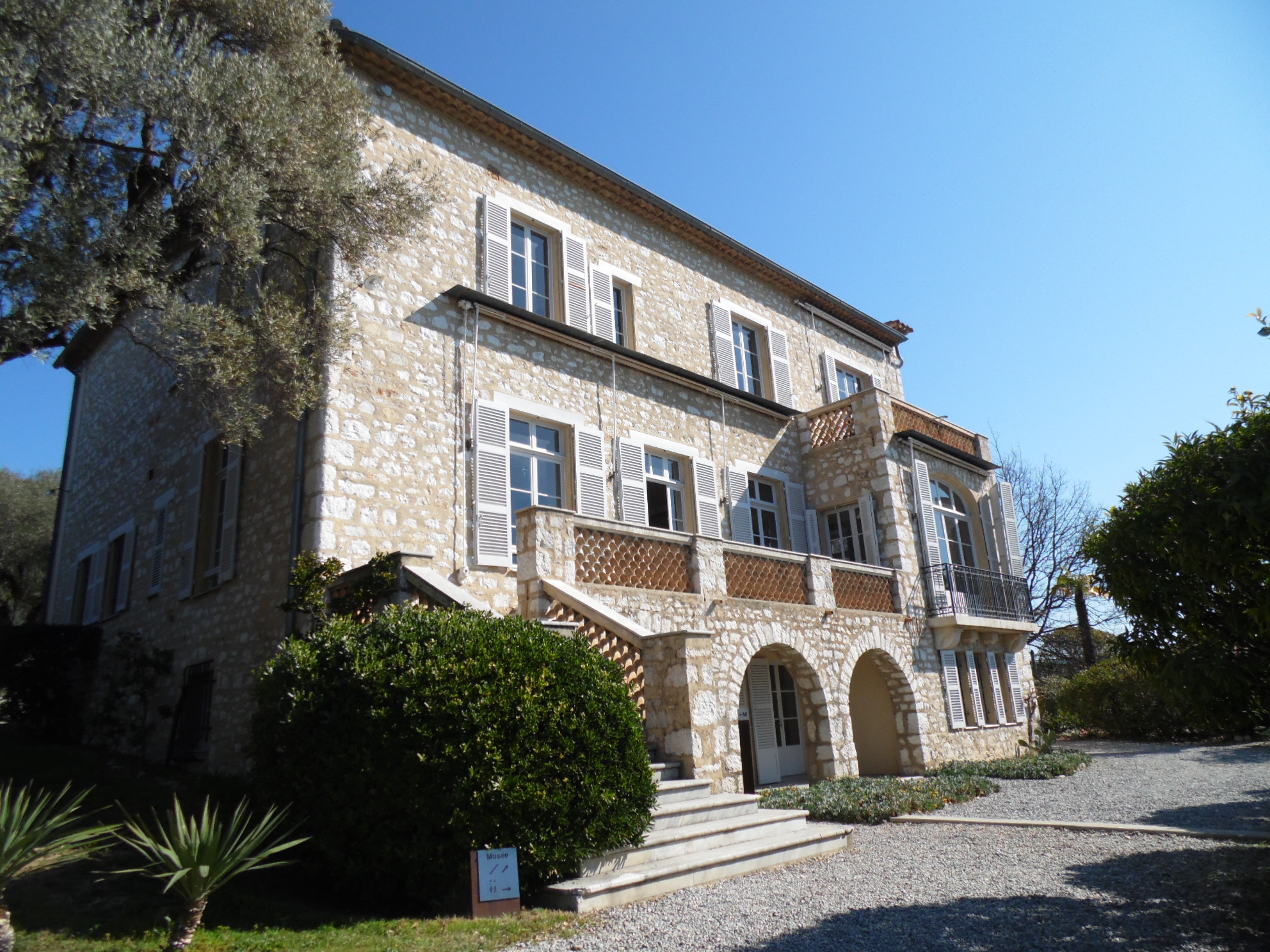
ルノワールが、1908年、カーニュのレ・コレットに建てた邸宅で、現在はルノワール美術館。

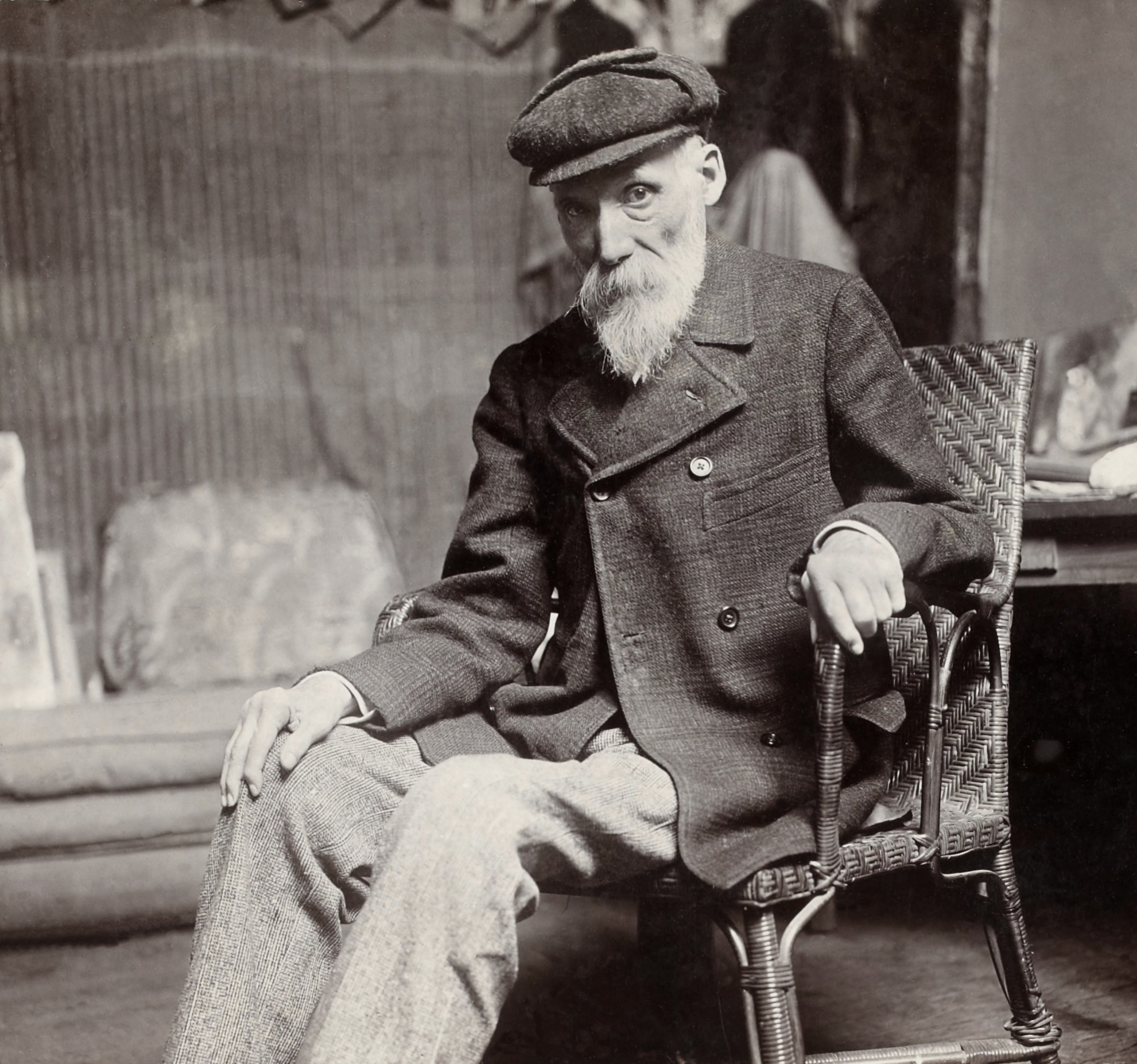
1910年頃の写真。

1903年、南仏カーニュ＝シュル＝メールで、郵便局のある建物（ヴィラ・ド・ラ・ポスト）に住むようになった。子煩悩なルノワールは、これまでも、長男ピエール、二男ジャンをモデルに多くの作品を描いてきたが、三男クロード（愛称ココ）が生まれてからは、クロードの成長記録のように更に多くの作品のモデルとした。また、ルノワールは、晩年、リヨン出身の画家アルベール・アンドレを息子のように愛し、アンドレはエソワやカーニュのルノワール邸を頻繁に訪れた。彼は、晩年のルノワールの姿を数多く描くとともに、1919年、ルノワールの言行を記した『ルノワール』を刊行した。
ルノワールは、1904年のサロン・ドートンヌでは一室を与えられ、1905年には、サロン・ドートンヌから名誉総裁の称号を授与された。1906年、メトロポリタン美術館がルノワールの『シャルパンティエ夫人とその子どもたち』を購入した。

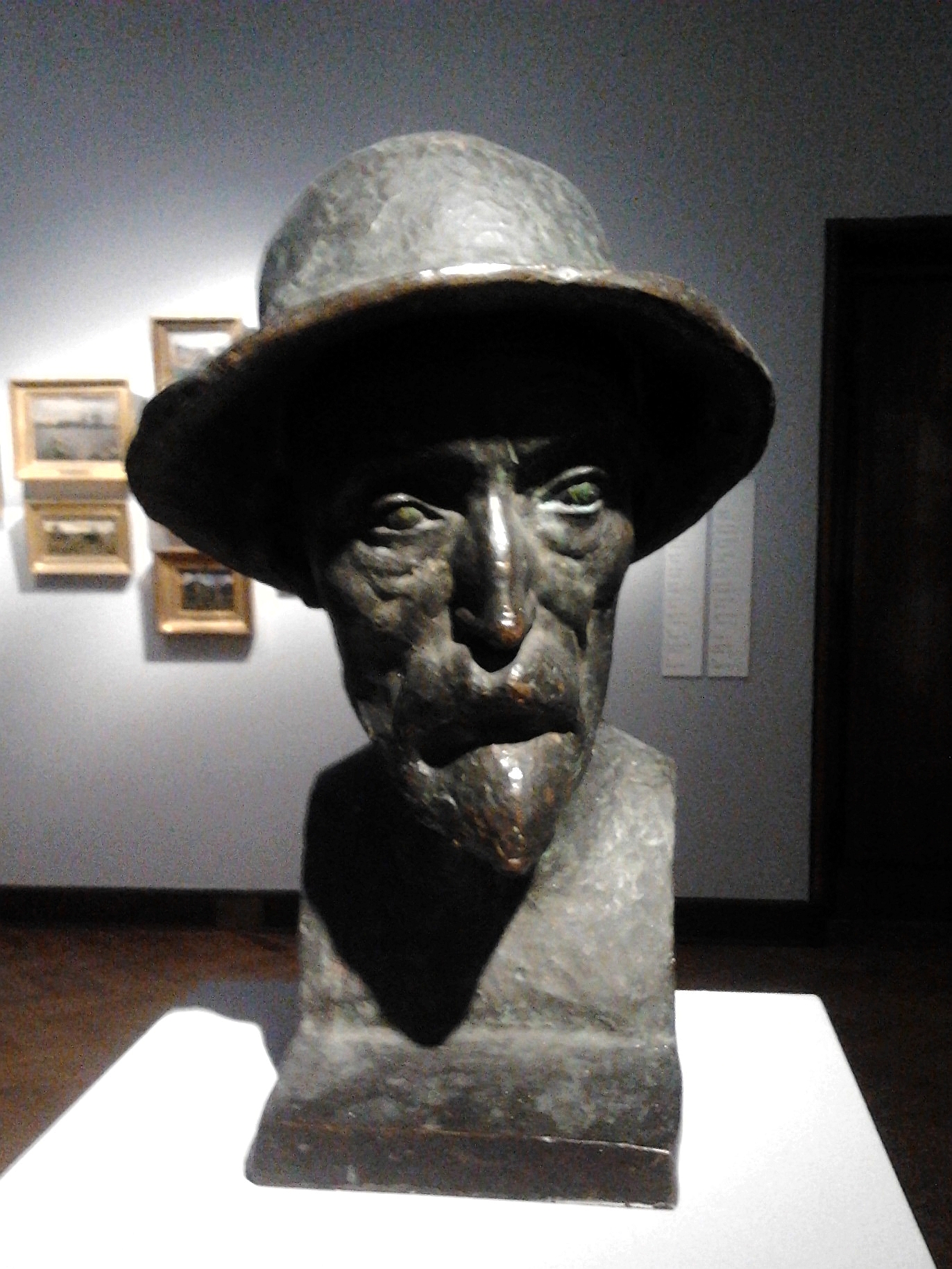
マイヨールによるルノワール像（1907年）。

1907年、カーニュ＝シュル＝メールのレ・コレットに別荘を買い、晩年をここで過ごした。しかし、リューマチが悪化し、1910年夏にミュンヘンに旅行したものの、帰国後、歩くことができなくなり、車椅子での生活となった。ジャンの回想によれば、レ・コレットには、モーリス・ドニ、ポール・シニャック、ピエール・ボナール、アンドレ・ドラン、アンリ・マティス、パブロ・ピカソなど、若い画家が毎日のように訪れてきていたという。1906年にアリスティド・マイヨールがルノワールの胸像を制作したことを機に彫刻に興味を持ち始め、画商ヴォラールの勧めで彫刻を手がけるようになった。1913年以降は、マイヨールの弟子リシャール・ギノが、ルノワールのデッサンと指示に基づいていくつもの彫刻作品を生み出した。
1911年10月、レジオンドヌール勲章4等勲章を受章した。1912年、手術を受けたが、良い結果にはならなかった。この年、デュラン＝リュエルがカーニュを訪れ、椅子から立ち上がることもできないルノワールの様子を見るが、「描く時は、かつてと変わらない、上機嫌で、幸福な彼を見ることができた。」と語っている。動かない手に絵筆を縛り付けたルノワールの写真が残っている。アルベール・アンドレによると、縛り付けた絵筆は制作中は外せないため、絵具を変える度に絵筆を洗わなければならず、画面とパレットと筆洗との間を慌ただしく行き来するうちに、腕は疲労で硬直していたという。こうした苦闘の中から、歓喜に満ちた作品を生み出していった。
1914年、息子ピエールとジャンが出征し、負傷した。1915年、妻アリーヌは、負傷したジャンを見舞いに行った帰り、糖尿病が悪化して56歳で亡くなった。
1919年2月、レジオンドヌール勲章3等勲章を受章した。その年、ルーヴル美術館が『シャルパンティエ夫人の肖像』を購入し、ルノワールは、美術総監に招かれ、自分の作品が憧れの美術館に展示されているのを見ることができた。
同年12月3日、カーニュのレ・コレットで、肺充血で亡くなった。ルノワールは、死の数時間前、花を描きたいからと言って筆とパレットを求め、これを返す時、「ようやく何か分かりかけてきたような気がする。」とつぶやいたという。もっとも、この伝説の出所は不明であり、デュラン＝リュエルによれば、「私はもうだめだ。」とつぶやいたという。長男ピエールによれば、「2日にわたり肺の鬱血に襲われたが、心臓が止まった時には回復していた。彼の最後の瞬間はかき乱され、半ば無意識の一時的錯乱状態でよくしゃべったが、直接彼に話しかけると大丈夫だと答えた。それから彼はまどろみ、約1時間後に呼吸は止まった。」という。
ルノワールの訃報を聞いたモネは衝撃を受け、「とてもつらい。私だけが残ってしまったよ。仲間たちの唯一の生き残りだ。」と友人に書いている。

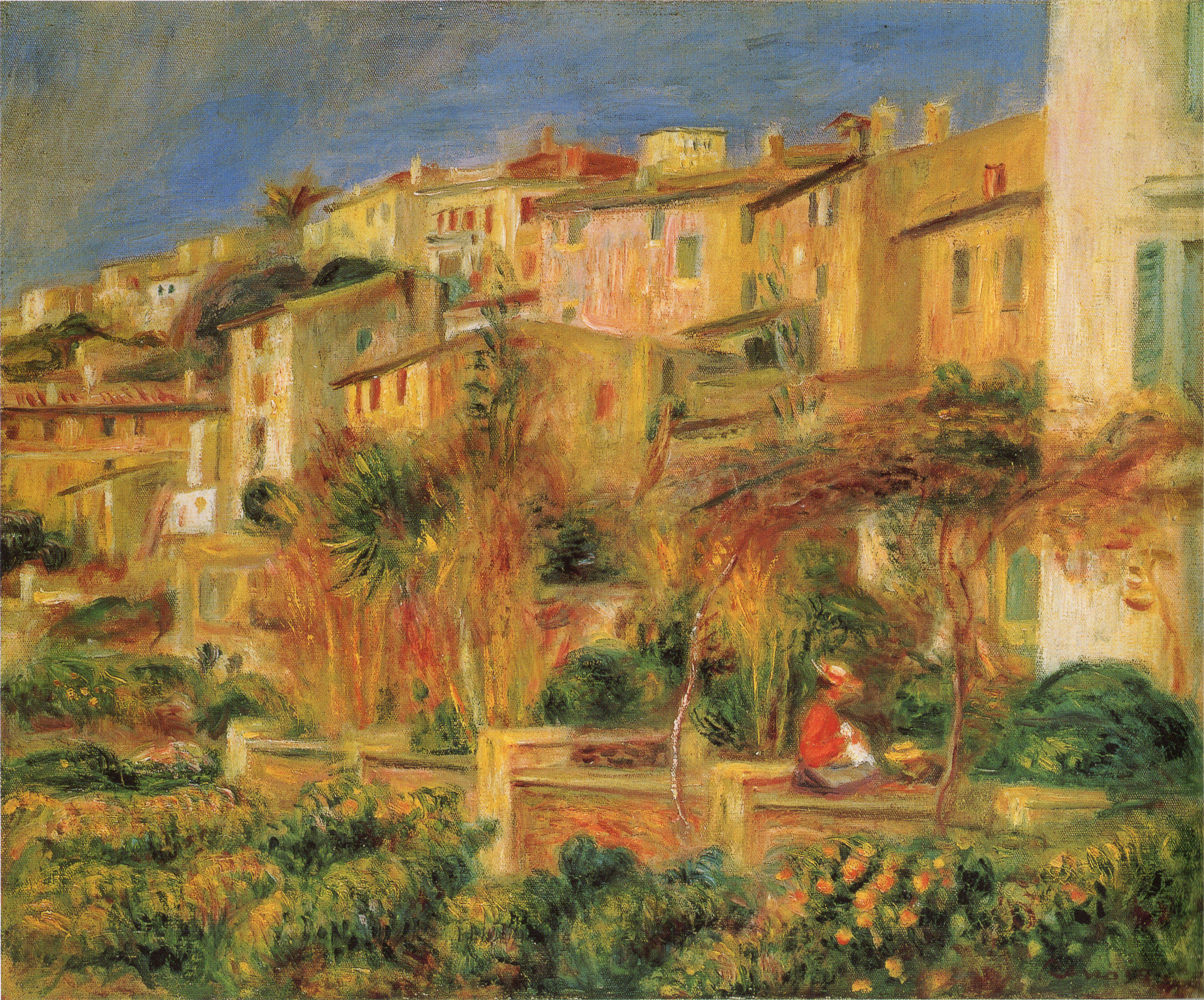
『カーニュのテラス』1905年。油彩、キャンバス、46 × 55 cm。ブリヂストン美術館。
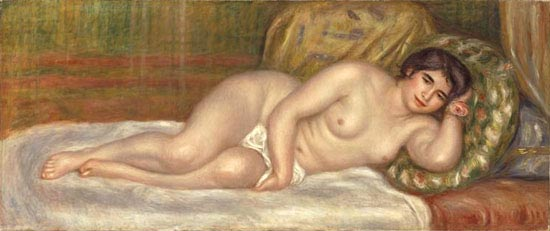
『横たわる裸婦（フランス語版）』1906年頃。油彩、キャンバス、67 × 160 cm。オランジュリー美術館[214]。
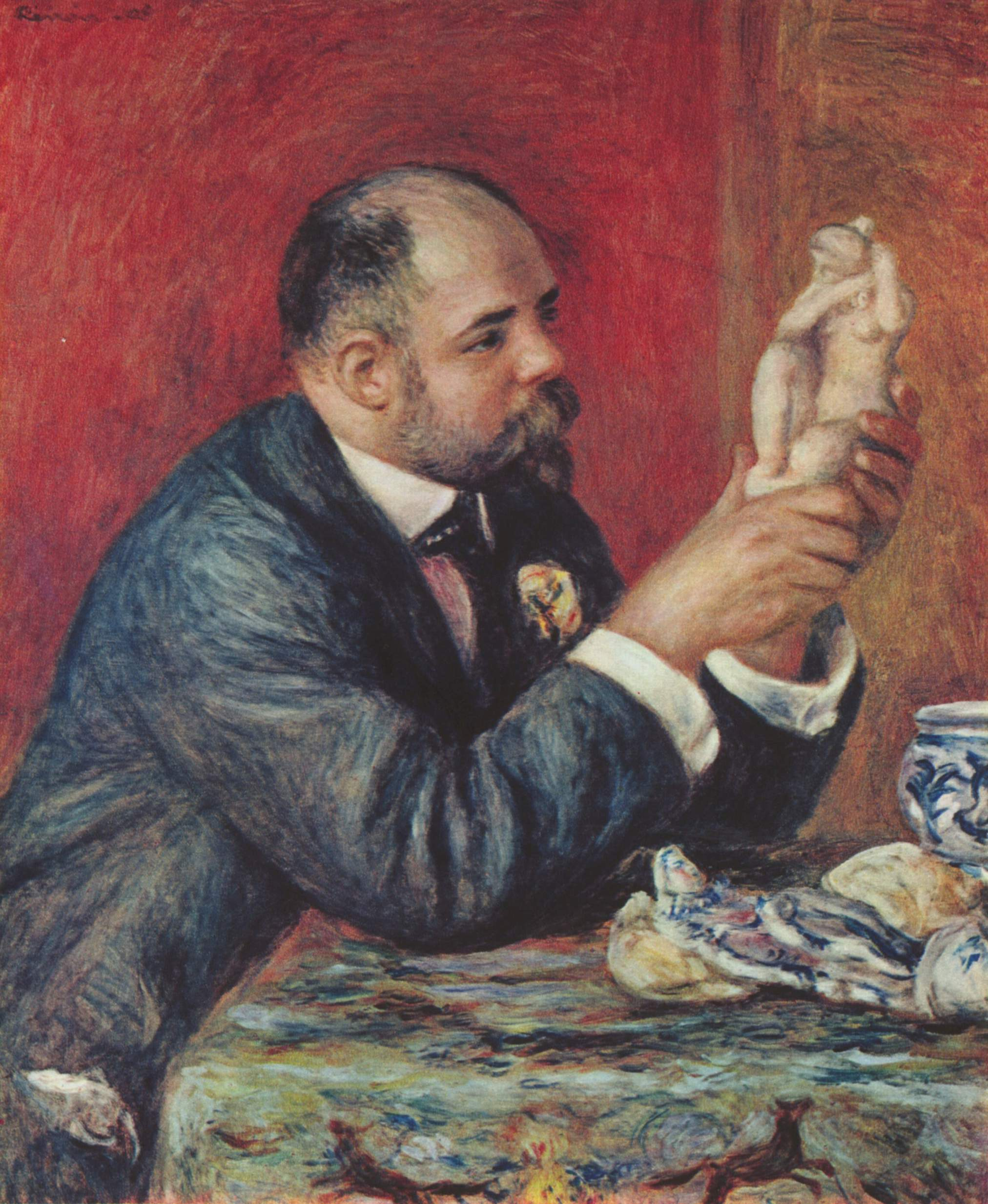
『アンブロワーズ・ヴォラールの肖像』1908年。油彩、キャンバス、81.6 × 65.2 cm。コートールド美術研究所。
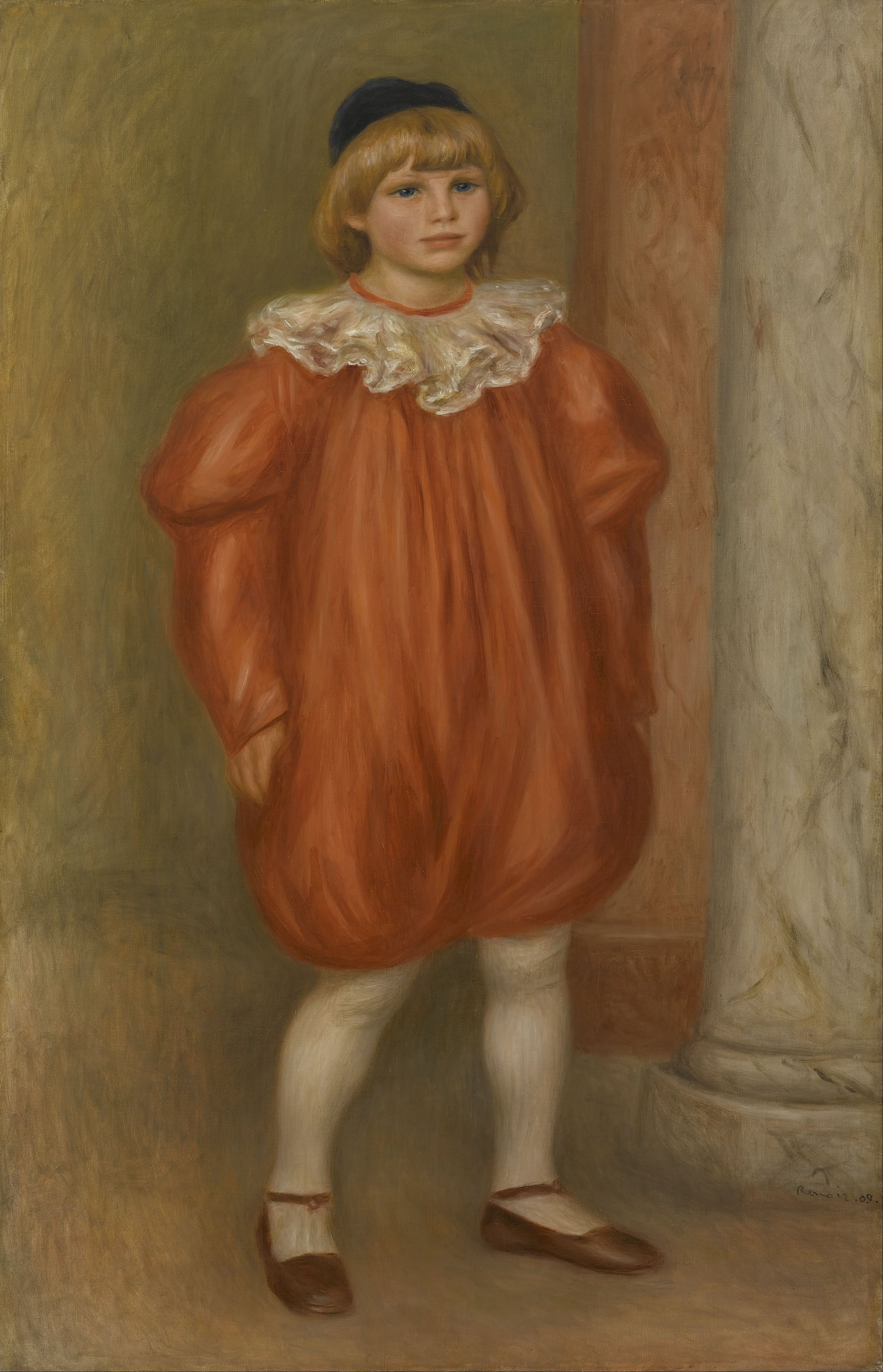
『道化の衣装のクロード・ルノワール（フランス語版）』1909年。油彩、キャンバス、120 × 77 cm。オランジュリー美術館[215]。
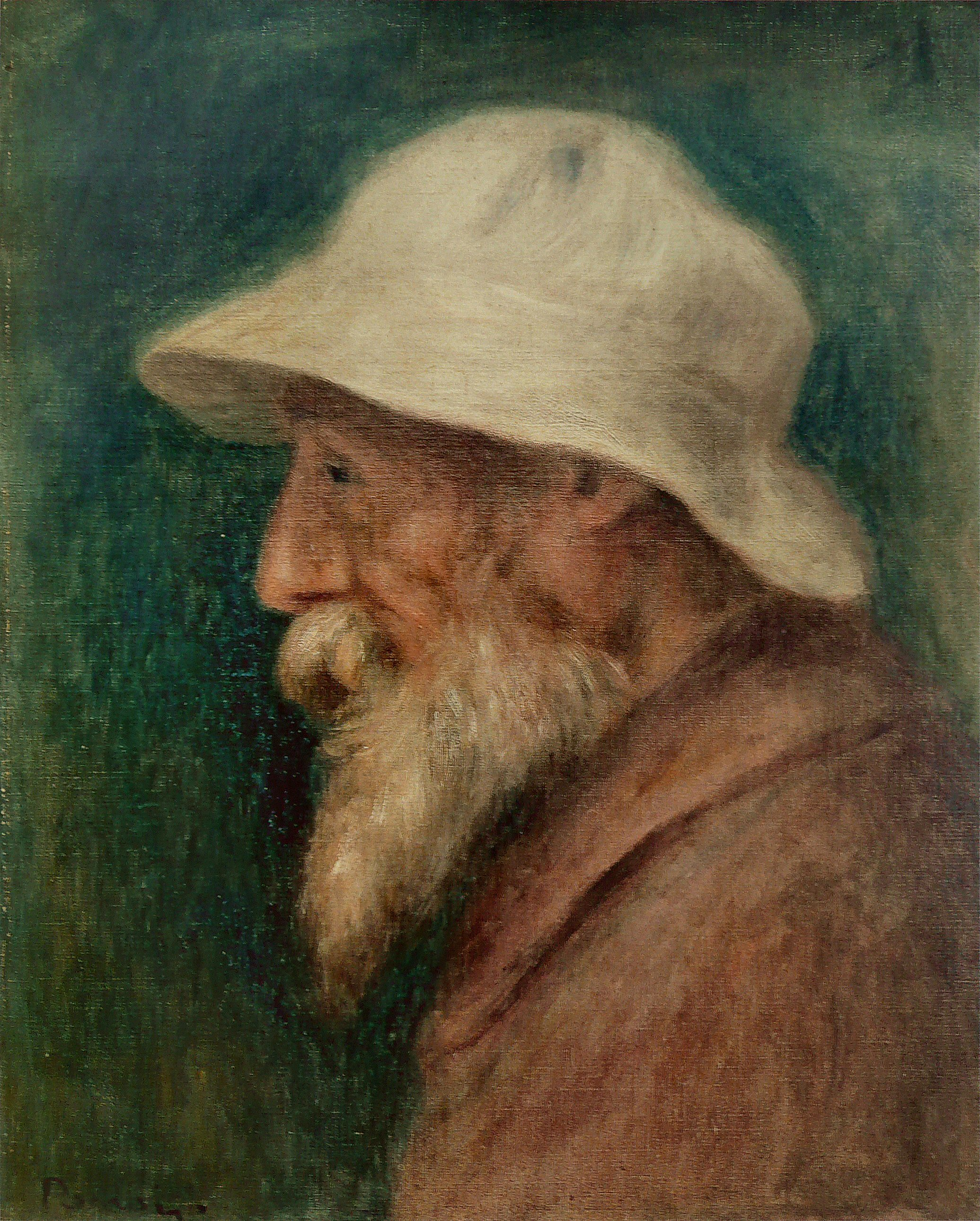
『白い帽子の自画像（フランス語版）』1910年。油彩、キャンバス、42 × 33 cm。個人蔵。
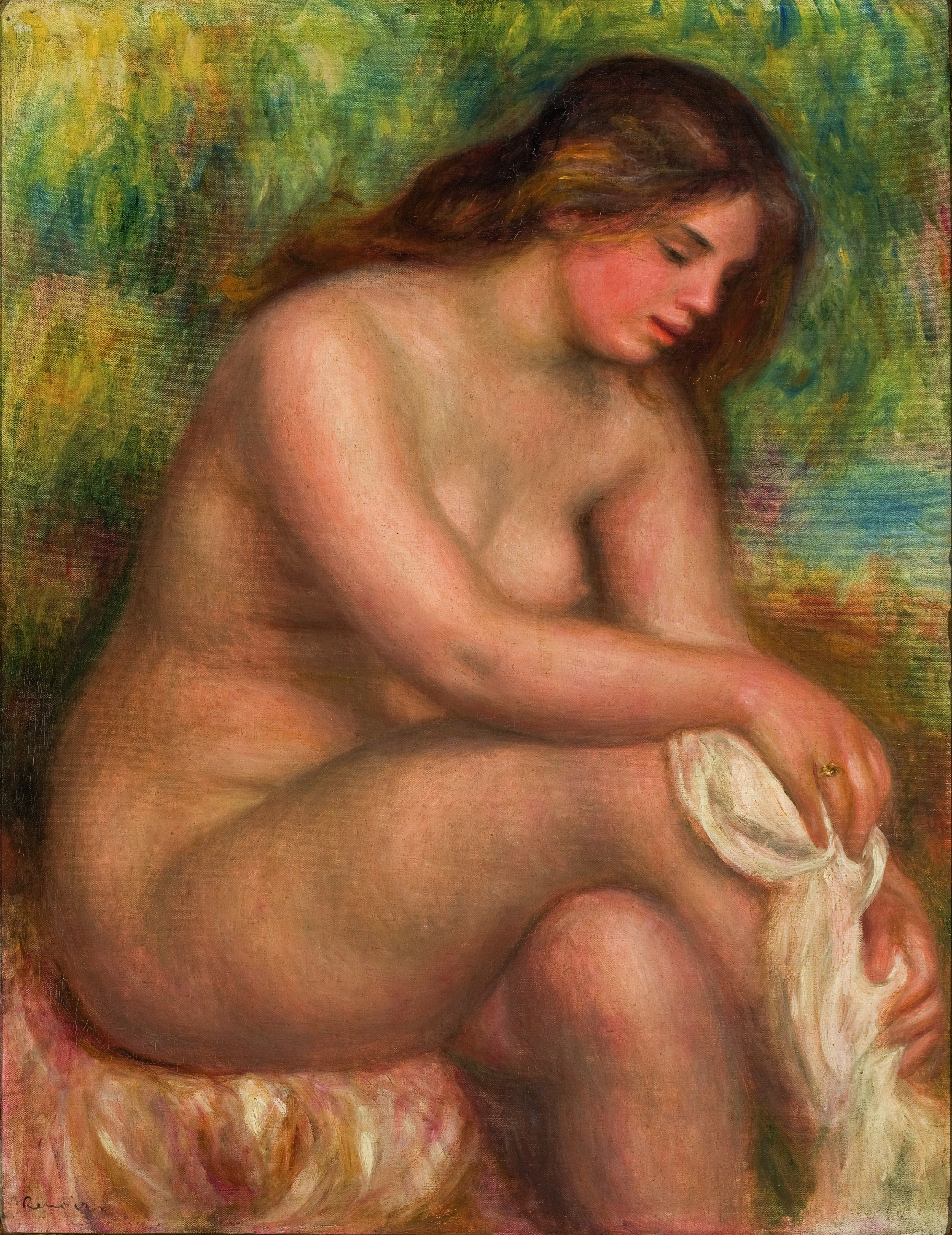
『足を拭く浴女』1910年頃。油彩、キャンバス、84 × 65 cm。サンパウロ美術館。
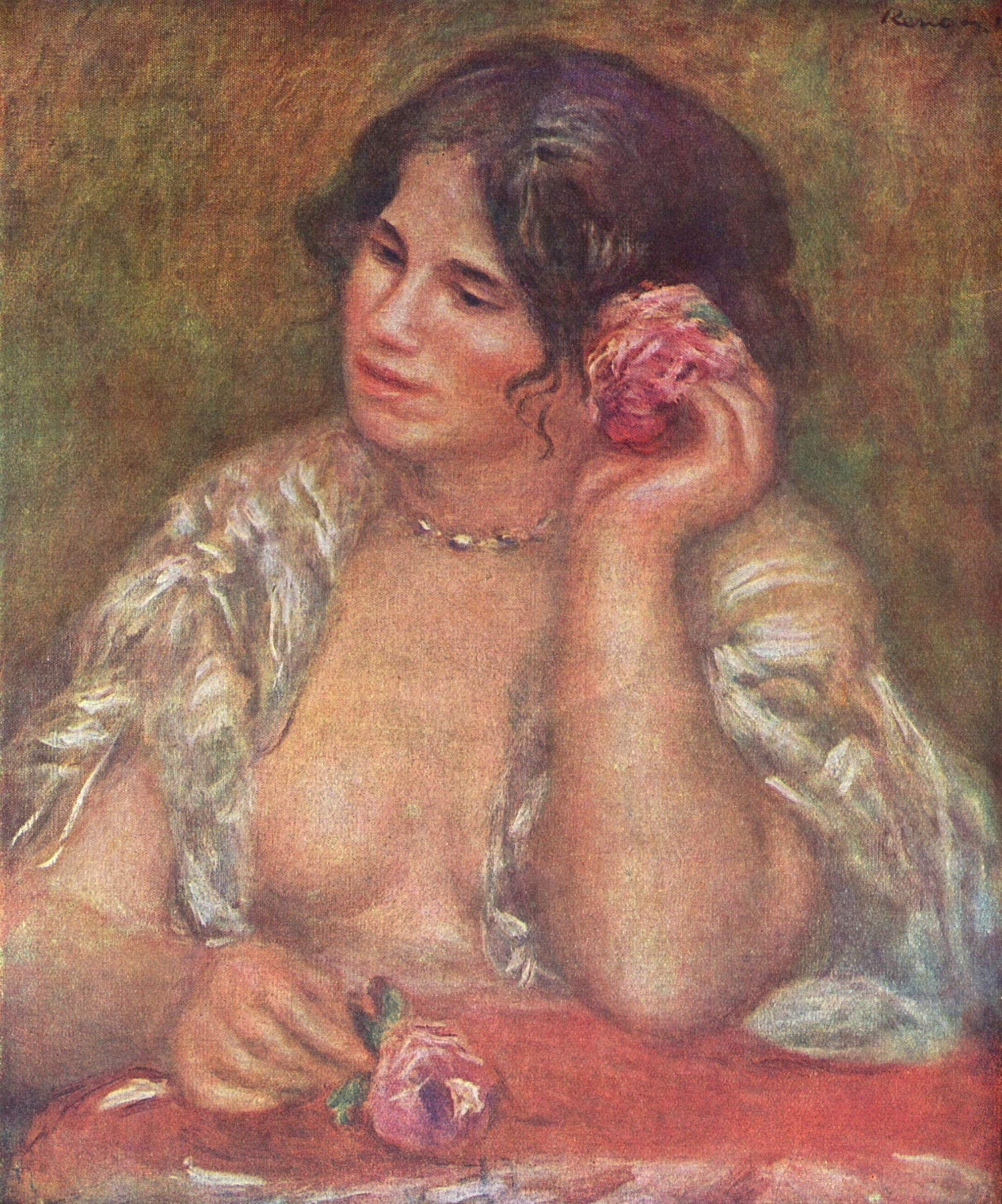
『薔薇を持つガブリエル（イタリア語版）』1911年。油彩、キャンバス、55.5 × 47 cm。オルセー美術館[216]。
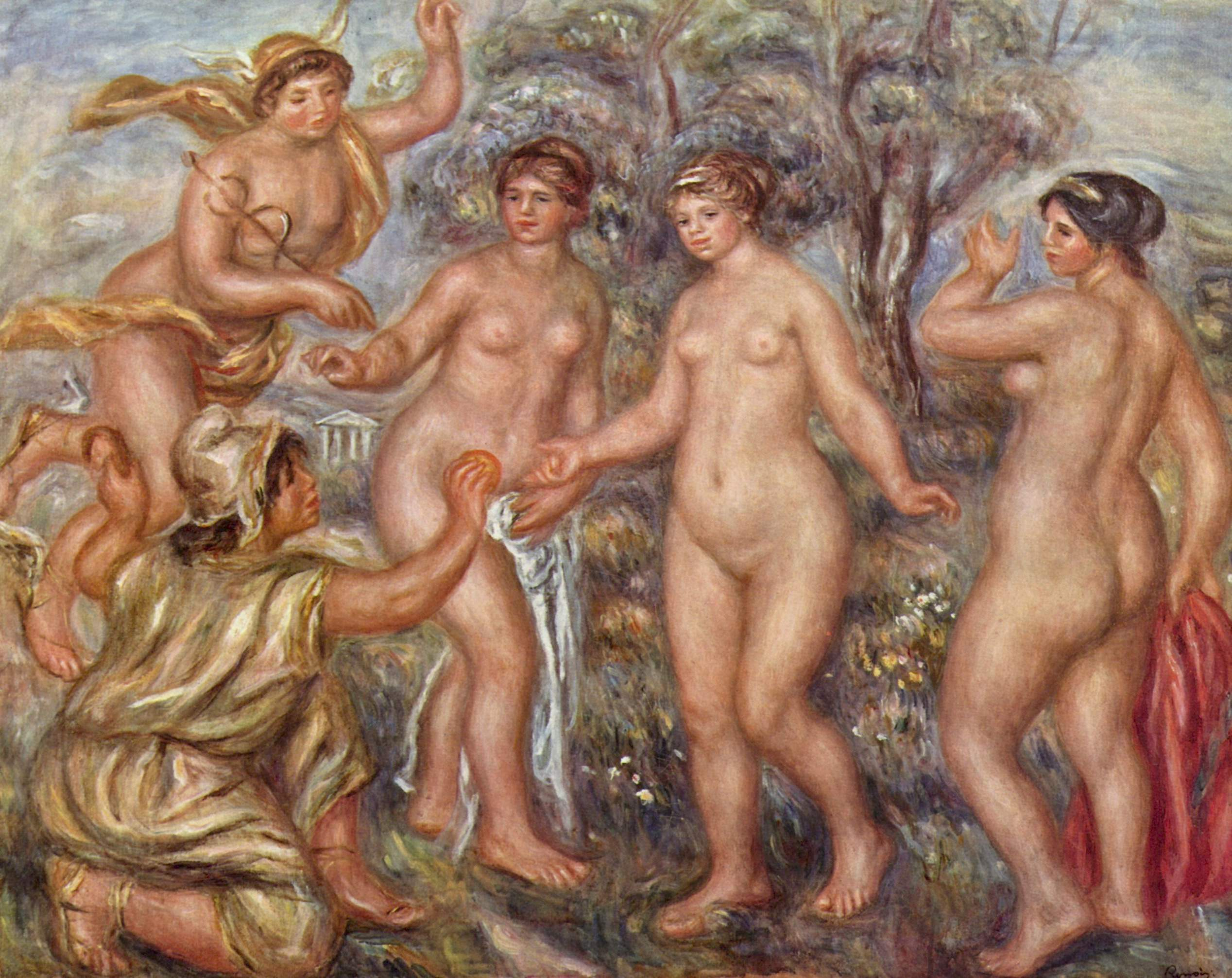
『パリスの審判』1913-14年頃。油彩、キャンバス、73 × 92.5 cm。ひろしま美術館[217]。
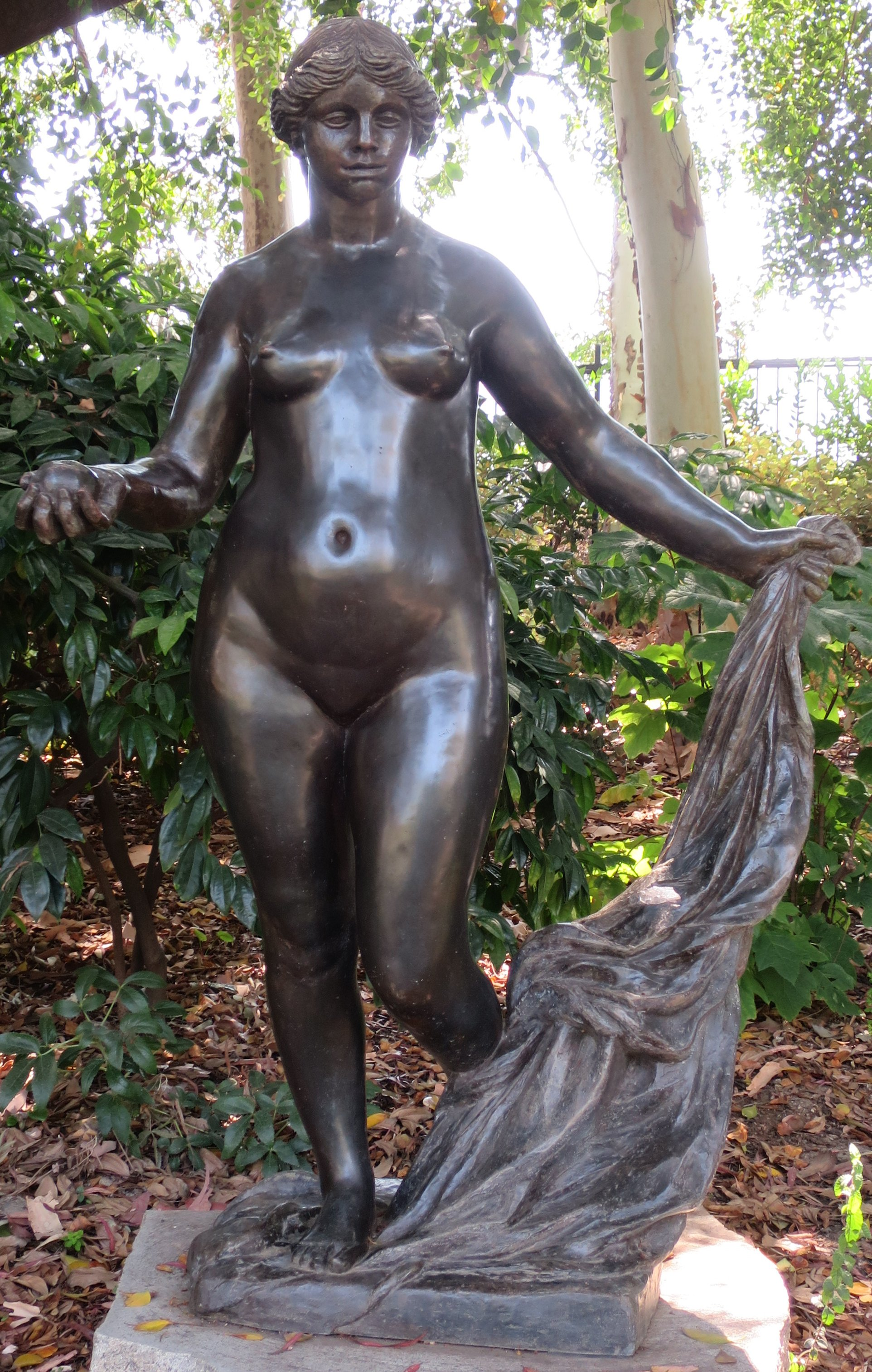
『勝利のヴィーナス』1914年。ブロンズ、177.8 × 106.7 × 81.3 cm。ノートン・サイモン美術館[218]。
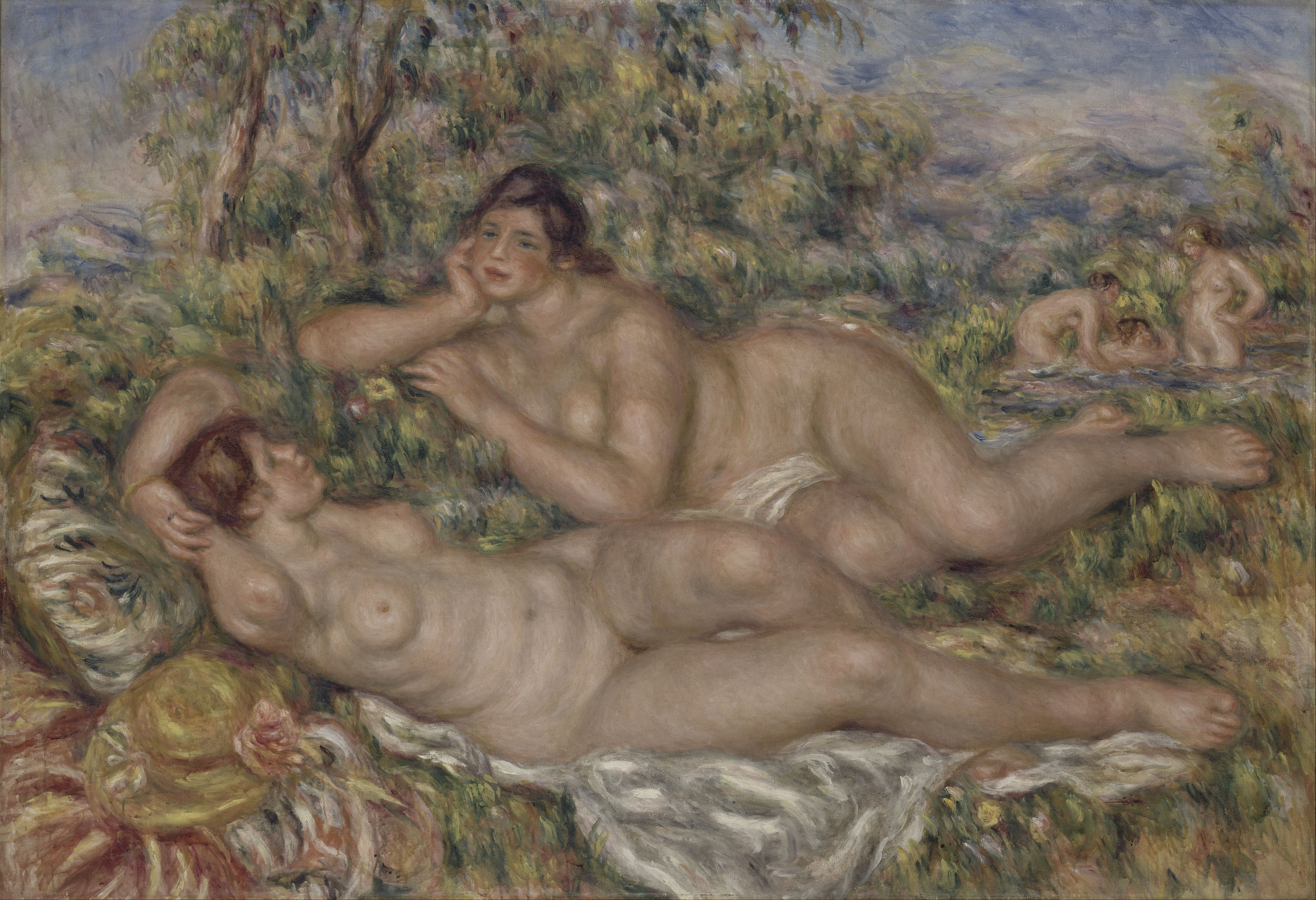
『浴女たち』1918-19年頃。油彩、キャンバス、110 × 160 cm。オルセー美術館[219]。

## 作品

### カタログ
ルノワールのカタログ・レゾネ（作品総目録）は、編集作業が始まったところであるが、作品数は4000点を下らないだろうと言われている。

### 作風

#### 印象主義の時代
画家を志してシャルル・グレールの画塾に入った当初は、サロン風の絵を描く平凡な画学生にすぎなかった。しかし、「エスメラルダ」で初めてサロンに入選した頃から、モネたち友人や、ドラクロワの影響もあり、暗い色を払拭し、色彩画家としての本領を発揮するようになった。最初は、クールベの影響を受けた時期もあったが、1867年の『日傘のリーズ』や1868年の『婚約者たち（シスレー夫妻）』から、形態を肉付けのみで作り上げ、色彩を帯びた影を注意深く観察するなど、はっきりと個性を示すようになった。
1869年にモネとともに『ラ・グルヌイエール』を制作した頃からは、セーヌ川やモンマルトルの風景を明るく描く印象主義的な手法を確立していった。伝統的なアカデミズム絵画は、凝った構図、写実的なデッサン、なめらかな仕上げの細部を重視しており、色彩は物の固有色を表すものであって形態に従属するものにすぎないと考えていた。それに対し、モネを代表格とする印象派は、物の固有色という固定観念を否定し、目に映る色彩をそのままキャンバスに写し取ろうとした。そのため、パレットの上で絵具を混ぜず、細かな筆触（タッチ）をキャンバスに並べることで（筆触分割）、臨場感を伝えるとともに、戸外の光の明るさを表現しようとした。それに伴って、『ムーラン・ド・ラ・ギャレットの舞踏会』に見られるように、思い切って輪郭線をぼかすという手法を選んだ。
もっとも、この時期においても、モネとは違い、ルノワールの作品には、人物への関心の深さが表れており、陽光に照らされた明るい風景画よりも、若々しい女性の肌の上に点々と落ちかかる木漏れ日を描写することに熱意を燃やした。この時期、室内の人物画も数多く制作しており、モネが否定した黒も積極的に利用している。純粋な風景画においても、ルノワールの作品は、単に目に映る光の描写ではなく、植物の旺盛な生命力や生々しい実体に関心が向けられている。同じ『ラ・グルヌイエール』でも、ルノワールの作品では白いドレスの女性が目立ち、人々のファッションや観光地の楽しさに焦点が当たっている。自由で気楽なボヘミアン的気質も投影されている。

#### 「アングル風」の時代

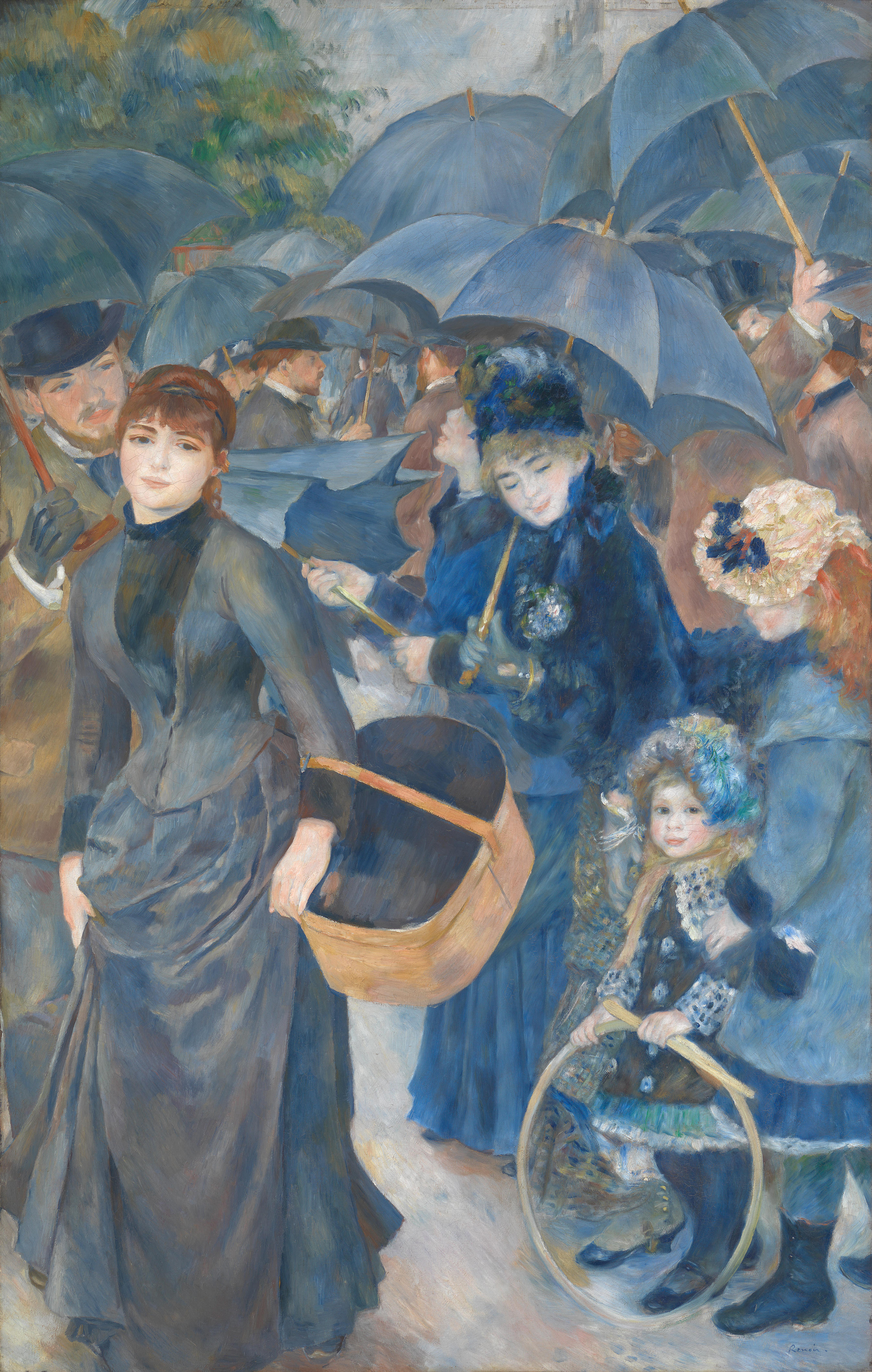
『雨傘』1881-86年頃。

アングル『トルコ風呂』1862年。

印象派は、筆触分割の手法を用いて色彩の輝きを捉えようとしたが、この手法においては、はっきりした輪郭線に規定された形態を表現することは難しかった。実際、モネやシスレーは、草野や水面など、明確な形態を持たない自然の風景に主な関心を寄せ、建物を描く場合でも、ゆらめく影のように光の表現に溶け込んでおり、明確な形態は放棄されている。しかし、もともと人物、特に若い女性の健康な肉体の輝きに魅力を感じていたルノワールは、印象派のあまりに感覚主義的な態度には飽き足りなかった。ルノワールは、後に画商アンブロワーズ・ヴォラールに次のように語っている。
戸外制作では余りに光の効果に気を取られてしまい、構成がおろそかになってしまうことにも気が付き、アトリエでの仕上げの必要性を認識した。
印象主義からの脱却には、1881年から1882年にかけてのアルジェリア旅行・イタリア旅行で、地中海の明るい太陽とルネサンスの古典作品に触れたことが影響したと思われる。その際、画面に構成的秩序を求めたルノワールの拠り所となったのが、新古典主義の巨匠ドミニク・アングルであった。1883年頃から1880年代後半まで続く「アングル風」時代の作品は、あまりにも冷たく、ぎこちない不自然さがあると評されるが、そのような犠牲を払ってでも、形態の確立によって印象主義の危機を克服することが必要であったと考えられる。
1881年頃から1886年頃にかけて制作された『雨傘』では、1881年頃に描かれた右側の2人の少女と2人の女性は、印象派風の軽快な筆触により表現されているのに対し、1885年頃描かれた左側の女性と男性は、明確な輪郭線が用いられており、印象主義の時代とアングル風の時代が混在している。そして、アングル風時代の総決算が、『大水浴図』である。この作品の表現は、アングルの『グランド・オダリスク』や『トルコ風呂』のように明確な形態を持っているが、反面、作り物のような冷たさがあることは否定できない。

#### 円熟期

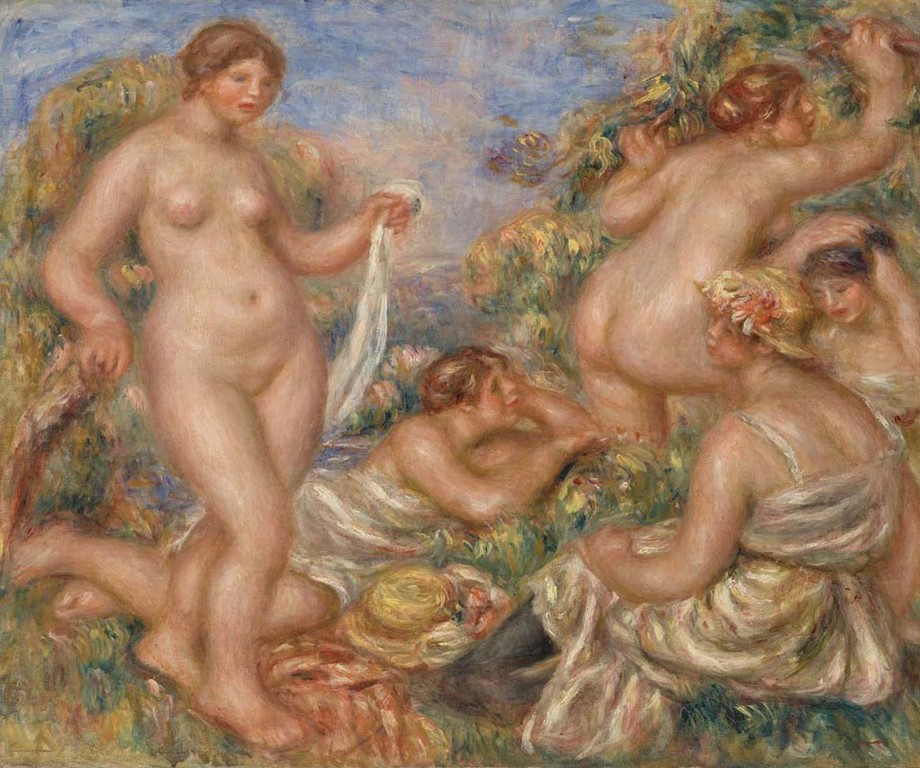
『浴女たち』1918年頃。

1890年代以降のルノワールは、「アングル風」時代の冷たさがなくなり、珊瑚色の輝く色調で、女性の温かい肉体を描き出すようになった。肌のピンクがかった赤から、バラの紫がかった赤まで、様々な赤で生き生きとした表現をしている。絵具の表面は、かつての印象主義の時代のように大気の微妙な効果を伝えるものではなく、生命のイメージを作り出すものとなっている。1892年の『ピアノに寄る少女たち』は、その最初の成果といえ、豊麗な色彩によって、通俗的ではあるが平和で暖かな雰囲気を描き、第三共和政の泰平を楽しむパリ市民の生活を映し出している。ルノワールは、「私の好きな絵画は、風景ならばその中を散歩したくなるような絵、裸婦ならばその胸や腰を愛撫したくなるような絵だ。」と語っているとおり、見る人を喜ばせるような絵を描き続けた。
20世紀に入り、カーニュに住み始めてからは、伝統的な地中海文化への傾斜が見られる。19世紀後半にプロヴァンス地方に興った文学復興運動フェリブリージュと関わりがあるかもしれないと指摘されている。
ルノワールは、1908年、アメリカの画家ウォルター・パッチに対し、次のように語っている。

### 影響と評価

#### 生前
ルノワールは若い時貧窮に苦しみ、1875年には、1点100フランで肖像画を描かせてもらったが、それすら良い仕事であった。『桟敷席』は、1875年にようやく425フランで売れた。オテル・ドゥルオでの競売でも、『ポンヌフ』が300フランで売れたのが最高で、あとは最低額の50フランであった。
1892年にデュラン＝リュエル画廊で開いた個展が成功するとともに、『ピアノに寄る少女たち』が4000フランで政府買上げになってから、ようやく経済的に安定するようになった。若い画家たちからも、大きな関心を寄せられた。1890年代に独自の様式を生み出したルノワールに対し、モーリス・ドニは、「ルノワールは、自分の感情やあらゆる自然や夢を、自分なりの技法で表現する。彼は自らの歓喜の目で、女性と花から成る見事な花束を作り出した。」と評した。アンリ・マティスは、「セザンヌに次いで、ルノワールは、私たちを、潤いに欠けた純然たる抽象化から救っている。」と語り、パブロ・ピカソは、ルノワールを「法王」と呼んだという。ルノワールは、彼ら若手画家たちに敬愛され、影響を与えた。
ルノワールは、晩年、レジオンドヌール勲章を授与されたり、1904年には大回顧展が開かれたりして、巨匠としての地位を確立した。1907年、メトロポリタン美術館が、『シャルパンティエ夫人とその子どもたち』を3500ポンドという空前の高値で購入した。フランス国内だけでなく、アメリカ、ドイツ、イタリア、ロシアなどで、新作・旧作のルノワール展が次々開催された。1912年には、ドイツの批評家ユリウス・マイヤー＝グラーフェによる図版付き研究書が出版された。1918年頃には、ルノワールらの印象派の作品が18世紀の額縁に入れられてパリの裕福な美術愛好家の書斎に飾られるなど、ブルジョワ的価値観を体現するものとして受け入れられるようになっていた。この頃、印象派はアメリカでも確固たる地位を築き、経済的に台頭するアメリカに多くの作品が渡り、モーガン・ラッセルの『Still-Life Synchromy with Nude in Yellow』などシンクロミズムの作品やガイ・ペン・デュボワによる、現代生活を題材とする絵画はルノワールの影響を受けたものとされ、フレデリック・カール・フリージキーの『木漏れ日の中のヌード』（1915年）における光と影の表現にもルノワールの影響がみられる。第1次世界大戦でフランスと敵対したドイツでさえ印象派は深く浸透しており、フランスに進駐したドイツ軍兵士は、1917年に塹壕の中で書いた日記に、フランスの風景の美しさを表現する時に「運河と並木の景色はまるでルノワールの夏の絵のようだ」と記している。
もっとも、ルノワールは、アメリカ人が絵に物語性や感傷を持ち込みすぎることを苦々しく感じ、コレクターが絵に「物思い（ラ・パンセ）」という題名を付けたことを嘆いていた。

#### 死後
ルノワール死後も作品の高騰は続き、1895年に300ポンドだった『舟遊びをする人々の昼食』は、1923年には20万ドル（5万ポンド以上）となった。この絵をデュラン＝リュエル画廊で買ったアメリカのコレクター、ダンカン・フィリップスは、「ルノワールの軽やかな陽気さは、18世紀のフランスの装飾画家たちを思わせる。この『舟遊びをする人々の昼食』の成熟した完璧さと、素晴らしい涼感の表現には、イタリア・ルネサンスの遅れてきた絶頂期を見ることができる。」と書いており、ルノワールを反逆者ではなく偉大な伝統に連なるものとして捉えている。アメリカでは1904年から1940年までの時期がルノワールの作品の影響が最も大きかった時期とされたが、以降は批評家の間の評判が下がり、以前ほどの影響力はなくなったという。2002年にサンディエゴ美術館でルノワールの特別展が開かれたとき、ロサンゼルス・タイムズの記者リア・オルマン（Leah Ollman）はルノワールの絵画が「たびたびサッカリンの域に踏み入るほどの甘さ」と評し、批評家のジェームズ・ハネッカー（1921年没）もルノワールをモダニズムの先駆者として評価したものの、「ルノワールは理解しにくい画家ではない」とも評した。
1950年代以降は、絵画取引としてオークションによる取引が一般的になるとともに、印象派絵画が高騰した時代である。モネやルノワールを競落することがステータスを意味するようになった。新富裕層が印象派に魅了されたのは、魅力的な色彩や親しみやすさのほかに、オールド・マスターの作品と比べ来歴がしっかりしているという理由もあった。1950年代には、ルノワール作品は概ね1点3万ポンド前後で取引されたが、時々、10万ポンドに迫る取引が現れた。そして、1968年、実業家ノートン・サイモンによって『学士院と芸術橋』が64万5834ポンド（155万ドル）で競落されるという記録が生まれた。1970年代には、美術市場の帝王として君臨するようになり、数多くのセールで、最高位を保ち続けた。1980年代には更に高騰して、サザビーズやクリスティーズで数百万ドルから1000万ドル台（数億円から十数億円）の落札が相次いだ。1990年5月15日には、大昭和製紙の齊藤了英がニューヨーク・クリスティーズでフィンセント・ファン・ゴッホの『医師ガシェの肖像』を史上最高値の7500万ドル（114億6000万円）で落札し、その2日後の17日、ニューヨーク・サザビーズでルノワールの『ムーラン・ド・ラ・ギャレットの舞踏会』を7100万ドル（108億8430万円）で落札したことが大きな話題となった。

#### 日本

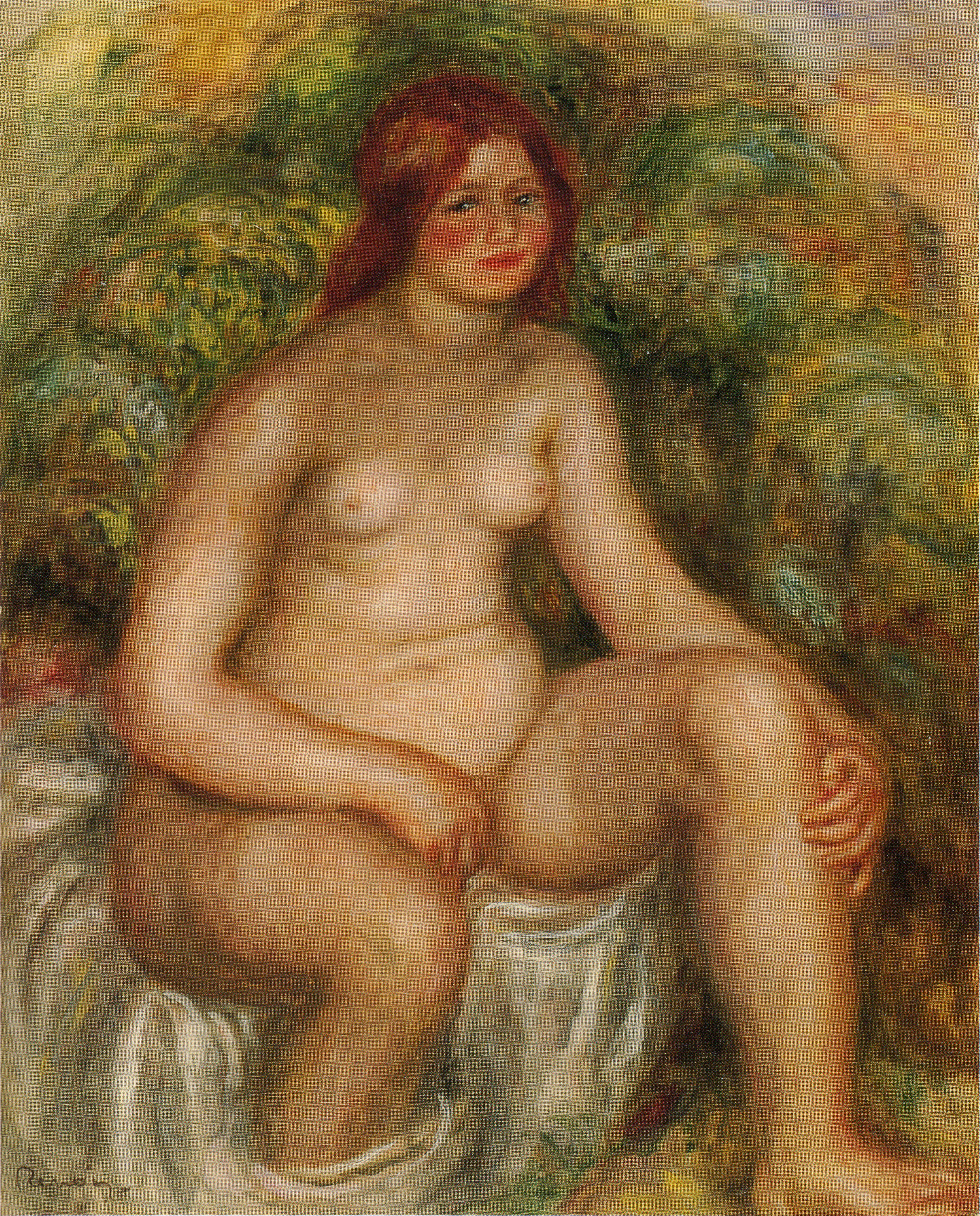
『すわる水浴の女』1914年。油彩、キャンバス、55 ×44.2 cm。岸本吉左衛門旧蔵、ブリヂストン美術館。

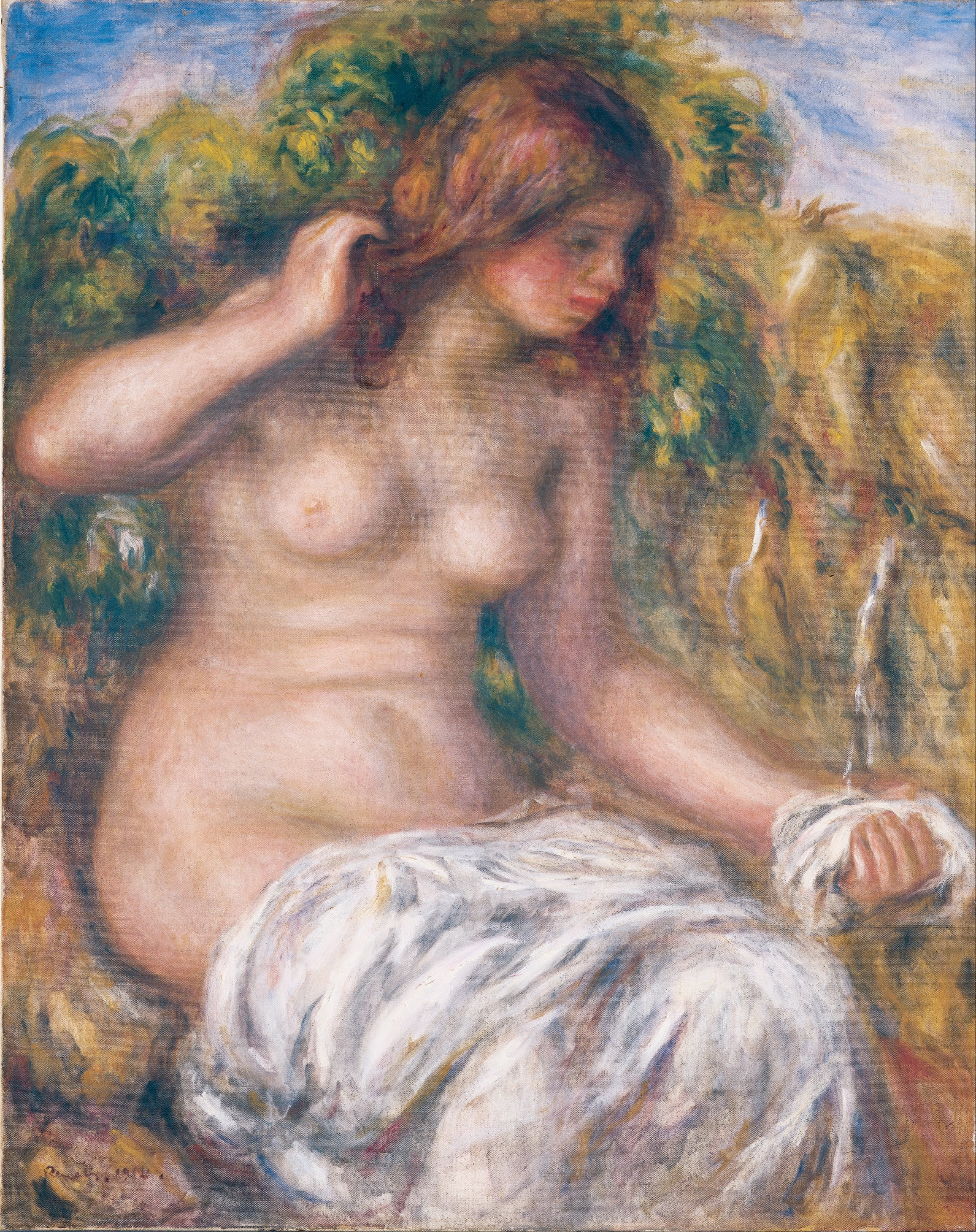
ルノワール『泉による女』1914年。大原美術館蔵

日本人で初めてルノワールの絵を買ったのは、パリで画商をしていた林忠正であった。しかし、林が購入した作品は、日本で知られることはなく、売却されてしまった。
日本で初めてルノワールに大きな影響を受けた画家は、梅原龍三郎であった。梅原は、1908年にパリのリュクサンブール美術館を訪れた時、ルノワールの作品に感動し、1909年2月、レ・コレットのルノワールに会いに行った。その年、山下新太郎や有島生馬を連れて再訪し、彼らはルノワールから『水浴の女』を譲り受け、日本に持ち帰った。
日本国内では、雑誌『白樺』などでルノワールが紹介され、中村彝、赤松麟作、土田麦僊などがその影響を受けた。山下が持ち帰った『水浴の女』が1912年の第4回白樺美術展で展示されたのが、日本の公衆がルノワールの絵画に触れた最初の機会であったが、この時はロダンが絶大な人気を博していたのに比べ、ルノワールへの反応は低調であった。第一次世界大戦後にルノワール人気が沸騰し、1919年にルノワールが死去すると、日本の新聞は大々的に関連記事を掲載した。中沢彦吉や岸本吉左衛門がフランスでロダンやルノワールの作品を買い集め、そのコレクションが1920年に東京と大阪の展覧会で公開されると、新聞でルノワールが熱心に取り上げられた。中村彝は、ルノワール作品に感動し、「どうしても人間を、裸体を、その生命を強調して、ナマナマしく表現し度い」と書き記し、『すわる水浴の女』の模写を制作した。一方、坂本繁二郎は物足りないと評し、岸田劉生は「ルノアルは甘いものだと思つた。画に惢がない。……中心へ行くと、綿をつかまされた様な気がする。」と批判した。この展覧会の頃が、ルノワール熱のピークとなった。また、この頃、松方幸次郎や大原孫三郎も膨大な西洋美術を収集し、その中にはルノワールの『アルジェリア風のパリの女たち（ハーレム）』（松方コレクションから国立西洋美術館）、『泉による女』（大原美術館）なども含まれていた。こうして日本に紹介されたルノワール作品は、印象派時代のものよりも、後期の作品が中心であり、日本人にとってのルノワールのイメージは、後期の様式を基に形成されてきた。
第二次世界大戦後は、1970年代に、広島銀行がルノワールの『パリスの審判』を購入するなど、再び西洋美術熱が到来した。1985年頃から1990年頃までのバブル景気時代には、前述のような齊藤了英による『ムーラン・ド・ラ・ギャレットの舞踏会』の高額落札のほかにも、各地の県立美術館が競ってモネ、ルノワール、ピカソなどの作品を買い求めた。

## 関連作品
- ルノワール 陽だまりの裸婦 - 2012年のフランス映画。「浴女たち（ニンフ）」の誕生秘話を描いている。